# Менделеев, Дмитрий Иванович
Дми́трий Ива́нович Менделе́ев (27 января [8 февраля] 1834, Тобольск — 20 января [2 февраля] 1907, Санкт-Петербург) — русский учёный-энциклопедист: химик, физикохимик, физик, метролог, экономист, технолог, геолог, метеоролог, нефтяник, педагог, воздухоплаватель, приборостроитель.
Профессор Императорского Санкт-Петербургского университета; член-корреспондент (по разряду «физический») Императорской Санкт-Петербургской Академии наук. Среди самых известных открытий — периодический закон химических элементов, один из фундаментальных законов мироздания, неотъемлемый для всего естествознания. Автор классического труда «Основы химии». Тайный советник.

## Биография

### Происхождение
Дмитрий Иванович Менделеев родился 27 января (8 февраля) 1834 года в Тобольске в семье Ивана Павловича Менделеева, в то время занимавшего должность директора Тобольской гимназии и училищ Тобольского округа, и Марии Дмитриевны Менделеевой (Корнильевой). Дмитрий был в семье последним, семнадцатым ребёнком. Из семнадцати детей восемь умерли ещё в младенчестве (троим из них родители даже не успели дать имён), а одна из дочерей, Маша, умерла в возрасте 15 лет в 1826 году в Саратове. В Государственном архиве Тобольска хранится метрическая книга тобольской Богоявленской (Богородицкой) церкви, в которой есть запись: «Генваря двадцать седьмого дня [1834 г.]: Тобольской гимназии директора надворного советника Ивана Павлова Менделеева от законной его жены Марьи Дмитриевой родился сын Димитрий. Восприемники: исправляющий должность начальника VII-го округа жандармский полковник и кавалер Александр Петров Маслов и коллежская асессорша Марья Александрова Жилина, тобольский 1-й гильдии купец коммерции советник Николай Стефанов Пилёнков, Ялуторовского города 3-й гильдии купца Ивана Петрова Пилёнкова жена Ольга Иванова… Крещён священником Василием Поповым с помощью дьячка Ивана Сапожкова». Эту запись дополняет и корректирует копия метрического свидетельства за № 4038 о рождении Дмитрия из Музея-архива Менделеева в Санкт-Петербурге, в которой, в частности, значится: «…в хранящейся в архиве сей консистории [Тобольская духовная консистория] метрической Градо-Тобольской Богоявленской церкви тетради за 1834 год в 1-й части о родившихся под № 2 значится: Тобольской гимназии у директора надворного советника Ивана Павлова Менделеева от законной его жены Марьи Дмитревой сын Димитрий родился 27, а крещён 30 января».

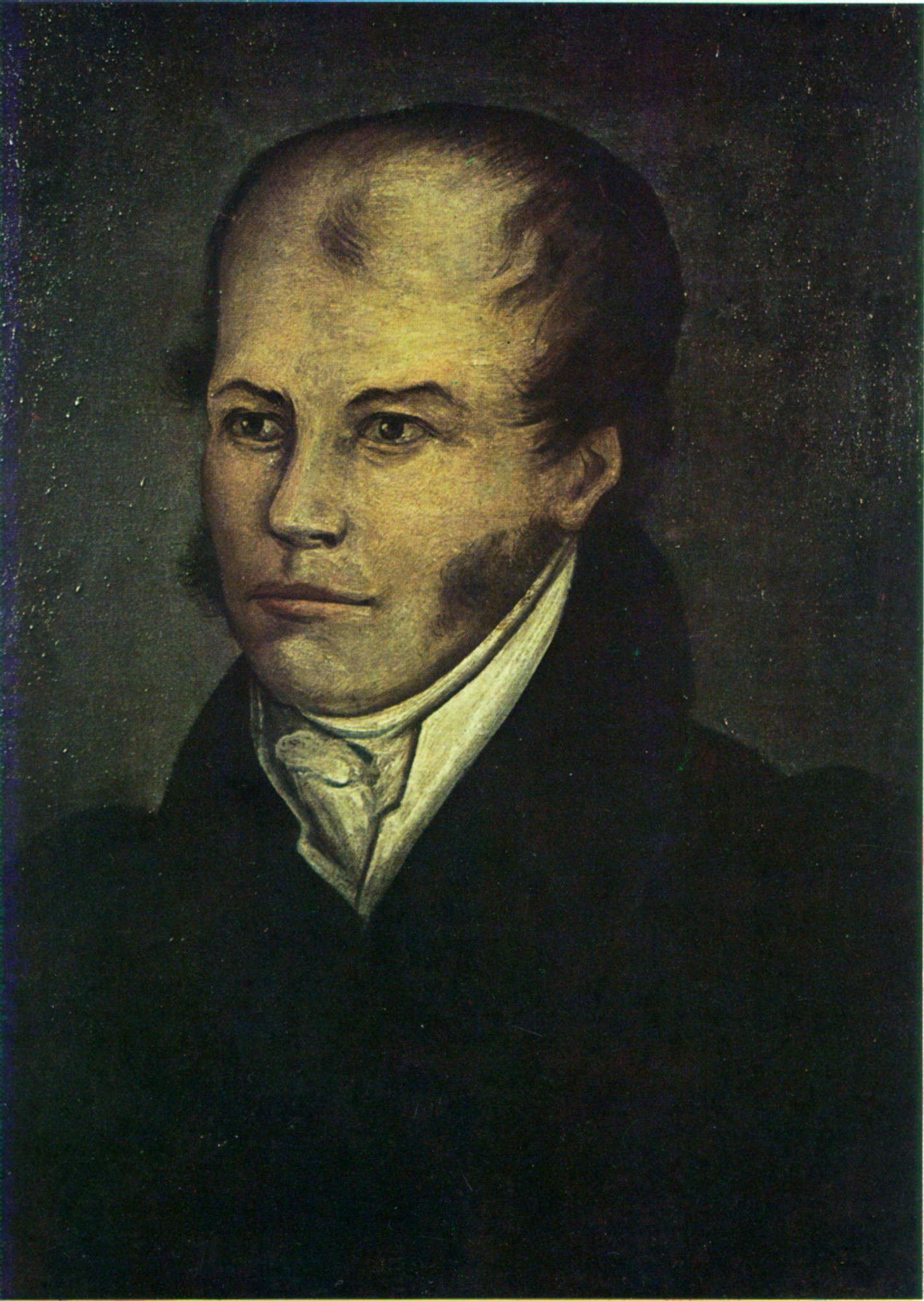
Иван Павлович Менделеев — отец Дмитрия Менделеева. Неизвестный художник 1-й половины XIX века

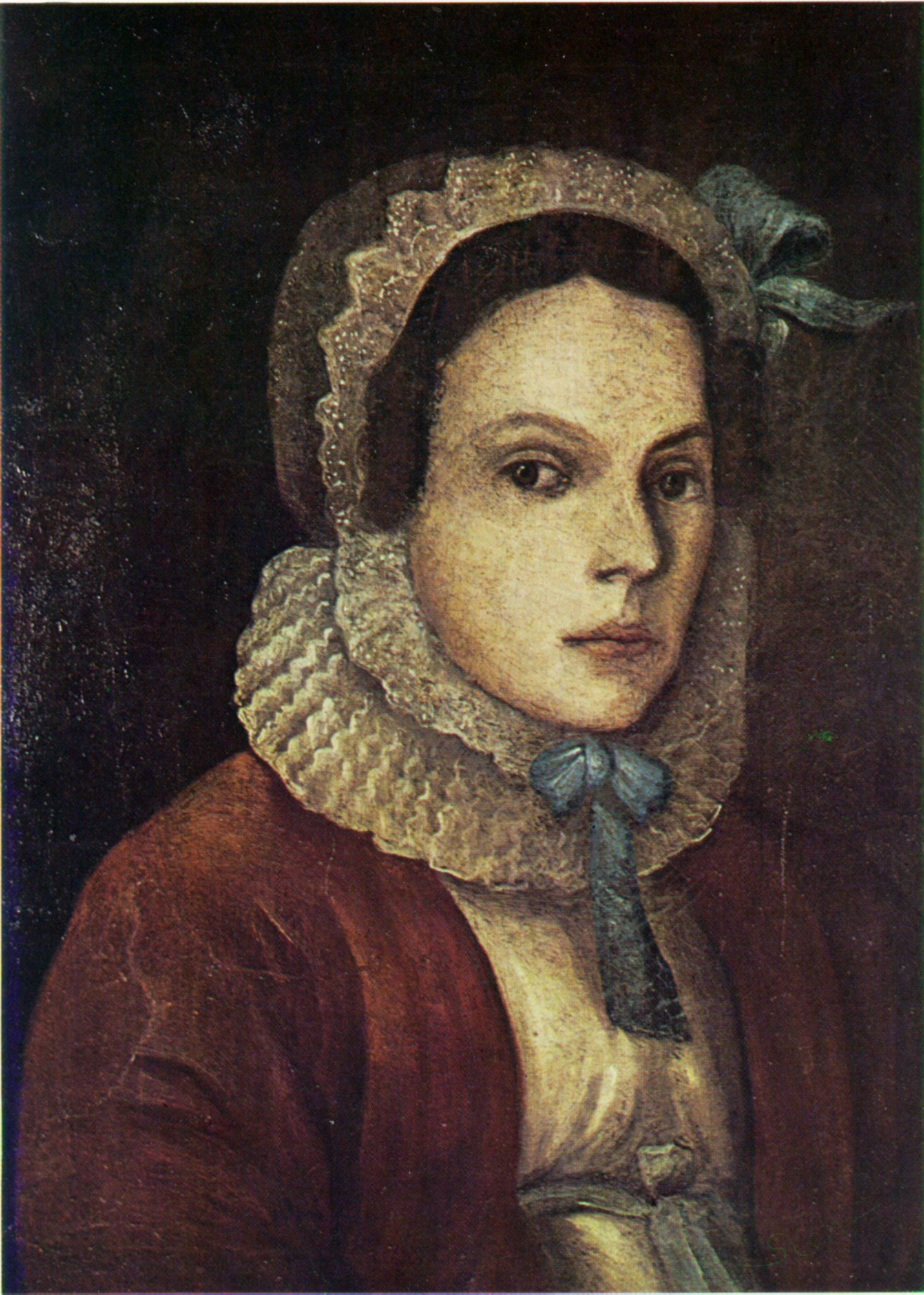
Мария Дмитриевна Менделеева (урождённая Корнильева), мать.
Неизвестный художник первой половины XIX века

Мария Дмитриевна, мать Дмитрия Менделеева, сыграла особую роль в жизни семьи. Не имея никакого образования, она прошла самостоятельно курс гимназии со своими братьями. Вследствие стеснённого материального положения, сложившегося из-за болезни главы семьи, Менделеевы переехали в село Аремзянское. Здесь находилась небольшая стекольная фабрика брата Марии — Василия Корнильева, жившего в Москве. Мать Дмитрия Менделеева получила право на управление фабрикой, и после кончины Ивана Менделеева в 1847 году большая семья жила на средства, получаемые от неё. Дмитрий вспоминал: «Там, на стекольном заводе, управляемом моей матушкой, получились первые мои впечатления от природы, от людей, от промышленных дел». 27 июня (9 июля) 1848 года фабрика сгорела. Заметив особые способности младшего сына, мать сумела найти в себе силы навсегда покинуть родную Сибирь, уехав из Тобольска, чтобы дать Дмитрию возможность получить высшее образование. В год окончания сыном гимназии Мария Менделеева ликвидировала все дела в Сибири и вместе с Дмитрием и младшей дочерью Елизаветой выехала в Москву, чтобы определить сына в Московский университет. Но из-за бюрократических формальностей Дмитрия не приняли на учёбу. Спустя два года, через несколько недель после зачисления сына Дмитрия студентом Главного педагогического института в Санкт-Петербурге, Мария Менделеева скончалась. В одном из вариантов посвящения матери первого своего крупного труда «Исследования водных растворов по удельному весу» Дмитрий Иванович скажет:
...Вашего последыша семнадцатого из рождённых Вами Вы подняли на ноги, вскормили своим трудом после смерти батюшки, ведя заводское дело, Вы научили любить природу с её правдою, науку с её истиной.., родину со всеми её нераздельнейшими богатствами, дарами.., больше всего труд со всеми его горестями и радостями.., Вы заставили научиться труду и видеть в нём одном всему опору, Вы вывезли с этими внушениями и доверчиво отдали в науку, сознательно чувствуя, что это будет последнее Ваше дело. Вы, умирая, внушали любовь, труд и настойчивость. Приняв от Вас... так много, хоть малым, быть может, последним, Вашу память почитаю.
Дед его по отцовской линии Павел Максимович Соколов был священником села Тихомандрицы Вышневолоцкого уезда Тверской губернии, расположенного в 2 км от северной оконечности озера Удомля. Только один из четверых его сыновей, Тимофей, сохранил фамилию отца. Как было принято в то время в среде духовенства, по окончании семинарии троим сыновьям Павла Соколова были даны разные фамилии: Александру — Тихомандрицкий (по названию села), Василию — Покровский (по приходу, в котором служил Павел Соколов), а Иван, отец Дмитрия, в виде прозвания получил фамилию соседних помещиков Менделеевых (сам Дмитрий так толковал её происхождение: «…дана отцу, когда он что-то выменял, как соседний помещик Менделеев менял лошадей»).
Окончив в 1804 году духовное училище, Иван Менделеев поступил на филологическое отделение Главного педагогического института. Окончив институт в числе лучших студентов в 1807 году, Иван был определён «учителем философии, изящных искусств и политической экономии» в Тобольск, где в 1809 году женился на Марии Корнильевой (происходила из старинного рода сибирских купцов и промышленников), внучке Якова Григорьевича Корнилина. В декабре 1818 года Иван Менделеев был назначен директором училищ Тамбовской губернии. С лета 1823 по ноябрь 1827 года семья Менделеевых жила в Саратове, а затем возвратилась в Тобольск, где Иван Менделеев получил место директора Тобольской классической гимназии. Его свойства ума, культура и творческое начало определяли педагогические принципы, которыми он руководствовался в преподавании своих предметов. В год рождения Дмитрия Иван Менделеев ослеп, что вынудило его выйти на пенсию. Для удаления катаракты он в сопровождении дочери Екатерины отправился в Москву, где в результате удачной операции доктора Петра Броссе ему было возвращено зрение. Однако вернуться к прежней работе он уже не мог, и семья жила на его небольшую пенсию.

### Детство

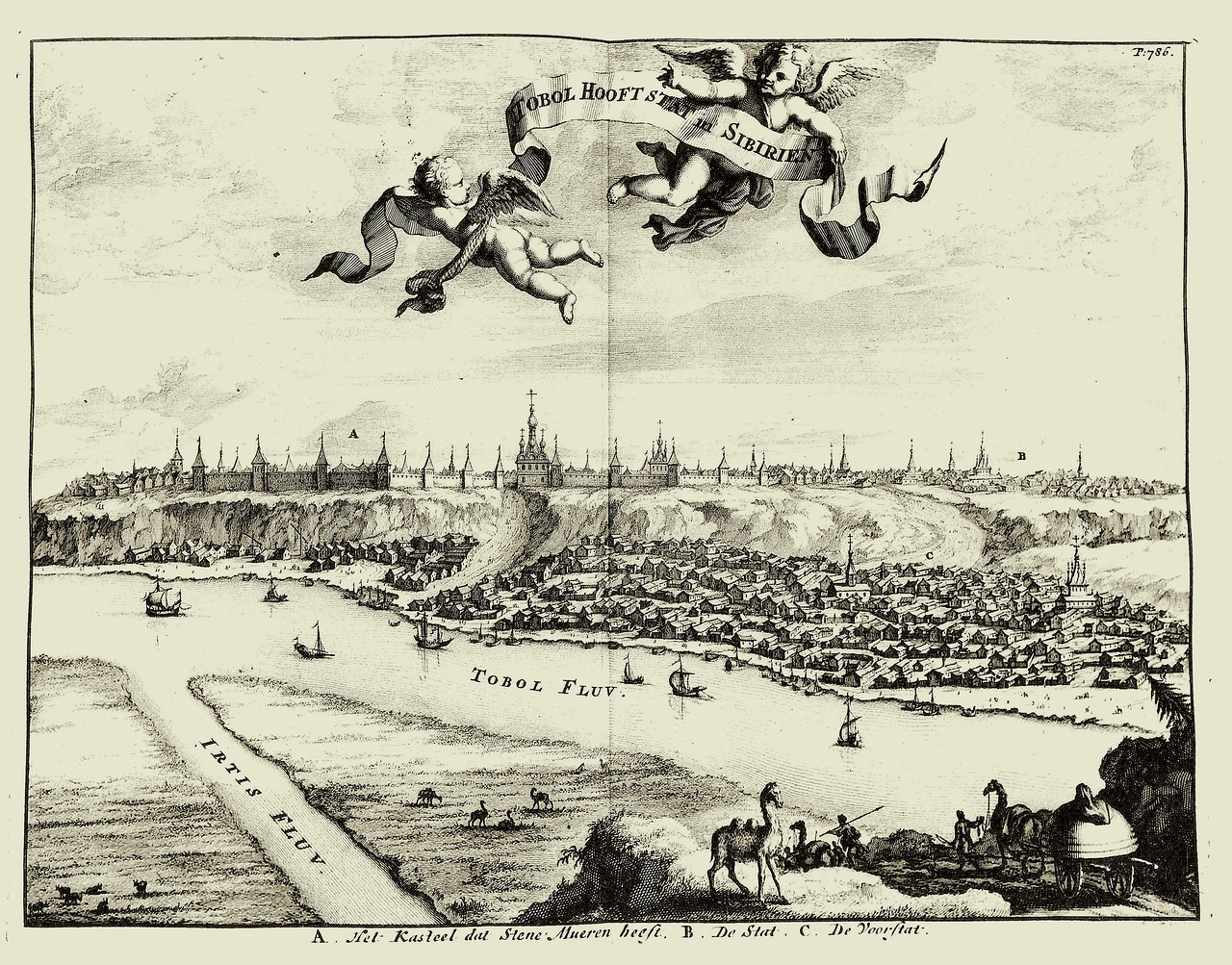
Вид на г. Тобольск. С гравюры голландского картографа Николааса Витсена. 1786

Детство Д. И. Менделеева совпало по времени с пребыванием в Сибири ссыльных декабристов. Александр Муравьёв, Пётр Свистунов и Михаил Фонвизин жили в Тобольской губернии. Сестра Дмитрия Ивановича Ольга стала женой бывшего члена Южного общества Николая Басаргина, и они долгое время жили в Ялуторовске рядом с Иваном Пущиным, вместе с которым оказывали семье Менделеевых помощь, ставшую насущной после смерти Ивана Павловича.
Также большое влияние на мировоззрение будущего учёного оказал его дядя — Василий Дмитриевич Корнильев, у которого неоднократно и подолгу во время своего пребывания в Москве жили Менделеевы. Корнильев был управляющим у князей Трубецких, живших тоже на Покровке. Его дом часто посещали многие представители культурной среды, в числе которых на литературных вечерах или вовсе без всякого повода, запросто, бывали: литераторы Фёдор Глинка, Степан Шевырёв, Иван Дмитриев, Михаил Погодин, Евгений Баратынский, Николай Гоголь, Сергей Львович Пушкин — отец великого поэта; живописец Павел Федотов и скульптор Николай Рамазанов; учёные Николай Павлов, Иван Снегирёв, Пётр Кудрявцев. В 1826 году Корнильев и его жена, дочь командора Биллингса, принимали у себя на Покровке Александра Пушкина, вернувшегося в Москву после ссылки в Михайловском.
Сохранились сведения, говорящие о том, что Д. И. Менделеев однажды видел в доме Корнильевых Николая Гоголя.
При всём том, Дмитрий Иванович оставался таким же мальчишкой, как и большинство его сверстников. Сын Дмитрия Ивановича Иван Менделеев вспоминает, что однажды, когда отец был нездоров, он сказал ему: «Ломит всё тело так, как после нашей школьной драки на Тобольском мосту».
Среди учителей гимназии выделялся преподававший русскую литературу и словесность сибиряк, известный впоследствии русский поэт Пётр Ершов, с 1844 года — инспектор Тобольской гимназии, как некогда и его учитель Иван Павлович Менделеев. Позже автору «Конька-Горбунка» и Дмитрию Ивановичу суждено было стать в некоторой степени родственниками — Пётр Ершов стал его тестем.
От матери Дмитрию и Павлу Менделеевым досталась крепостная девка Павленкова, которая в суде ходатайствовала об отпускной. В 1851 году Менделеев прислал расписку в Тобольск из Санкт-Петербурга, в которой он отказывается от прав на крепостную Павленкову с детьми.

### Семья и дети
Менделеев был женат дважды. В 1862 году он сочетался браком с Феозвой Никитичной Лещевой, уроженкой Тобольска (падчерицей автора «Конька-Горбунка» Петра Ершова). Супруга (Физа, наречённое имя) была старше его на 8 лет (1826—1906). В этом браке родились трое детей: дочь Мария (1863), умершая в младенчестве, сын Владимир (1865—1898) и дочь Ольга (1868—1950). В конце 1876 года 42-летний Дмитрий Менделеев знакомится и страстно влюбляется в 16-летнюю Анну Ивановну Попову (1860—1942), дочь донского казака из Урюпинска. Во втором браке у Д. И. Менделеева родилось четверо детей: Любовь (1881—1939), Иван (1883—1936) и близнецы Мария (1886—1952) и Василий (1886—1922). В начале XXI века из потомков Менделеева был жив лишь Александр Каменский, внук его дочери Марии; он умер от последствий алкоголизма, не оставив потомков.
Д. И. Менделеев был тестем русского поэта Александра Блока, женатого на его дочери Любови.
Д. И. Менделеев доводился дядей русским учёным Михаилу Капустину (профессор-гигиенист) и Фёдору Капустину (профессор-физик), которые были сыновьями его старшей сестры Екатерины Ивановны Менделеевой (Капустиной).
О японской незаконнорождённой «внучке» Дмитрия Ивановича — в статье, посвящённой творчеству Бориса Ржонсницкого.

### Хроника творческой жизни

#### 1841—1859

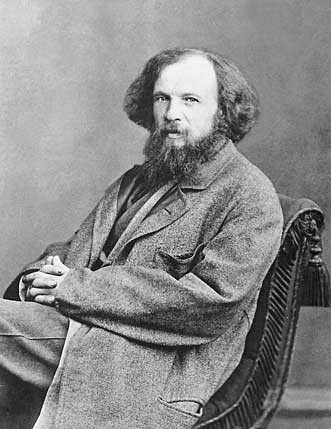
С. Л. Левицкий. Д. И. Менделеев. 1861

- 1841 — поступил в Тобольскую классическую гимназию.
- 1855 — с золотой медалью окончил отделение естественных наук физико-математического факультета Главного педагогического института в Санкт-Петербурге.
- 1855 — назначен старшим учителем естественных наук Симферопольской мужской гимназии. По просьбе петербургского врача Николая Здекауэра в середине сентября Дмитрия Менделеева осмотрел Николай Пирогов, констатировавши удовлетворительное состояние пациента: «Вы нас обоих переживёте»[31].
- 1855—1856 — старший учитель в гимназических классах при Ришельевском лицее в Одессе.
- 1856 — блестяще защитил диссертацию «на право чтения лекций» — «Строение кремнезёмных соединений» (оппоненты Александр Воскресенский и Михаил Скобликов), с успехом прочёл вступительную лекцию «Строение силикатных соединений»; в конце января отдельным изданием в Санкт-Петербурге вышла в свет кандидатская диссертация Д. И. Менделеева «Изоморфизм в связи с другими отношениями кристаллической формы к составу»[32]; 10 октября присвоена учёная степень магистра химии.
- 9 (21) января 1857 — утверждён в звании приват-доцента Императорского Санкт-Петербургского университета по кафедре химии.
- 1857—1890 — преподавал в Императорском Санкт-Петербургском университете (с 1865 года — профессор химической технологии, с 1867 — профессор общей химии). В 1861/62 учебном году — во 2-м кадетском корпусе читал курс химии и физической географии; одновременно в 1863—1872 годах — профессор Санкт-Петербургского практического технологического института императора Николая I, руководил химической лабораторией института (1863—1872), в 1866—1872 годах преподавал органическую химию, также одновременно преподавал физику в Николаевских инженерных академии и училище; 1861—1864 — химию в Институте Корпуса инженеров путей сообщения.
- 1859—1861 — находился в научной командировке в Германии

#### Гейдельбергский период (1859—1861)
Получив в январе 1859 года разрешение на командировку в Европу «для усовершенствования в науках», Д. И. Менделеев только в апреле, по завершении курса лекций в университете и занятий во 2-м кадетском корпусе и Михайловской артиллерийской академии, смог выехать из Санкт-Петербурга.
Он имел ясный план исследований — теоретическое рассмотрение тесной взаимосвязи химических и физических свойств веществ на основе изучения сил сцепления частиц, чему должны были служить данные, полученные экспериментально в процессе измерений при различных температурах поверхностного натяжения жидкостей — капиллярности.

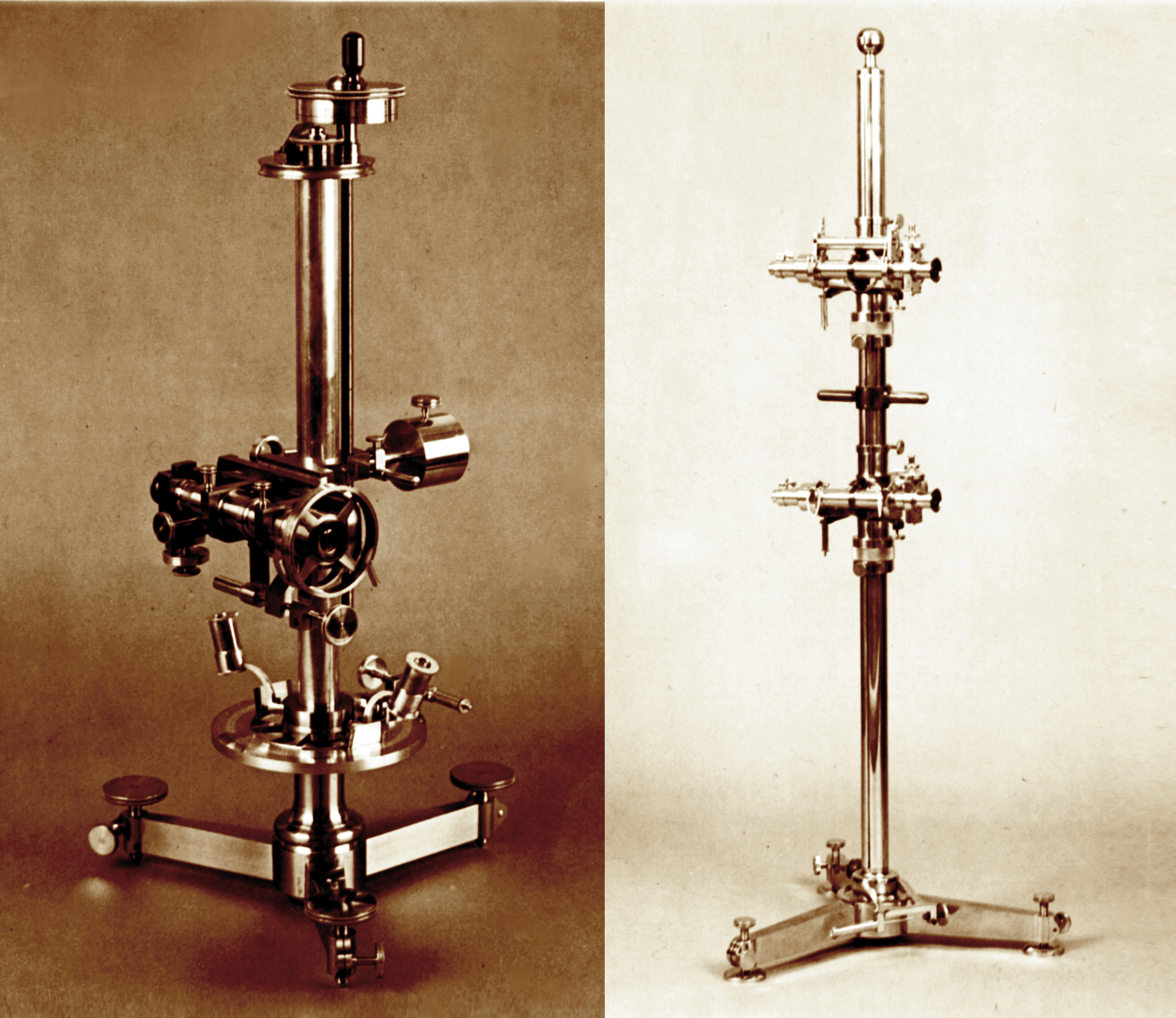
Катетометр и компаратор, сделанные известным французским механиком Саллероном для Д. Менделеева

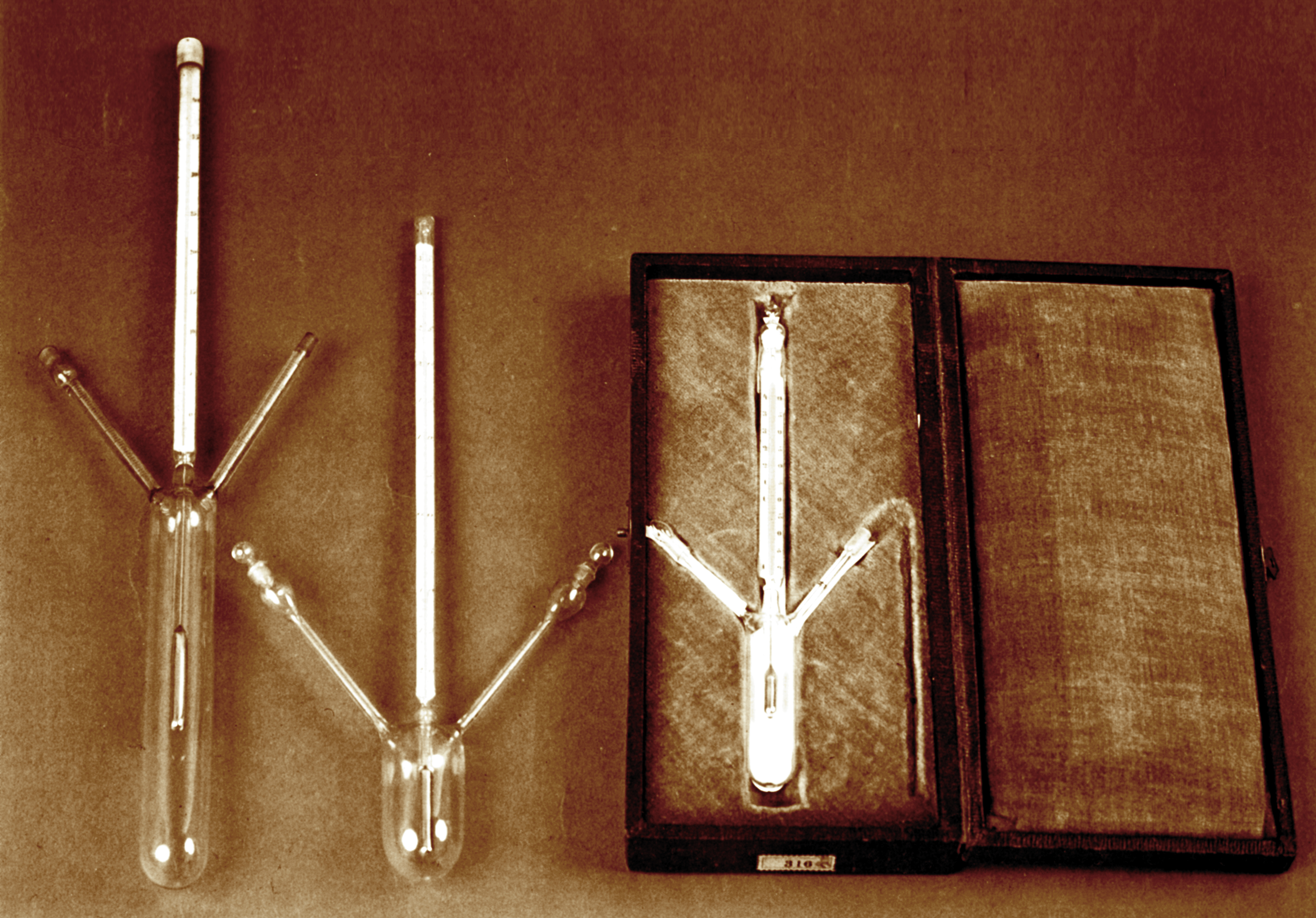
Систематически занимаясь изучением растворов и изоморфных смесей, Менделеев специально сконструировал в 1859 году пикнометр — прибор для определения плотности жидкости

Через месяц, ознакомившись с возможностями нескольких научных центров, Менделеев выбрал Гейдельбергский университет, где работали незаурядные естествоиспытатели: Роберт Вильгельм Бунзен, Густав Кирхгоф, Герман Людвиг Фердинанд Гельмгольц, Эмиль Эрленмейер и другие. Есть сведения, которые говорят о том, что впоследствии Д. И. Менделеев имел в Гейдельберге встречу с Джозайей Уиллардом Гиббсом. Оборудование лаборатории Р. Бунзена не позволяло проводить такие «деликатные опыты, как капиллярные», и Д. И. Менделеев создал самостоятельную исследовательскую базу: провёл в арендуемую квартиру газ, приспособил отдельное помещение для синтеза и очистки веществ, другое — для наблюдений. В Бонне «знаменитый стеклянных дел маэстро» Г. Гесслер даёт ему уроки, сделав около 20 термометров и «неподражаемо хорошие приборы для определения удельного веса». У известных парижских механиков Перро и Саллерона он заказывает специальные катетометры и микроскопы.
16 (28) декабря 1860 года Менделеев писал из Гейдельберга попечителю Санкт-Петербургского учебного округа Ивану Делянову: «…главный предмет моих занятий есть физическая химия».
Большое значение работы этого периода имеют для понимания методики масштабного теоретического обобщения, чему подчинены хорошо подготовленные и построенные тончайшие частные исследования и что явится характерной чертой его универсума. Это теоретический опыт «молекулярной механики», исходными величинами которой предполагались масса, объём и сила взаимодействия частиц (молекул). Рабочие тетради учёного показывают, что он последовательно искал аналитическое выражение, демонстрирующее связь состава вещества с тремя этими параметрами. Предположение Д. И. Менделеева о функции поверхностного натяжения, связанной со структурой и составом вещества, позволяет говорить о предвидении им «парахора», но данные середины XIX века не могли стать основой для логического завершения этого исследования — Д. И. Менделееву пришлось отказаться от теоретического обобщения.
В настоящее время «молекулярная механика», основные положения которой пытался сформулировать Д. И. Менделеев, имеет лишь историческое значение, однако проведённые учёным исследования позволяют оценить актуальность его взглядов, соответствовавших передовым представлениям эпохи и получившим общее распространение только после Международного химического конгресса в Карлсруэ (1860).
В Гейдельберге у Менделеева родилась незаконная дочь — её матерью была актриса театра Агнесса Войтманн. «В судьбе этой девочки русский химик принимал участие и финансово поддерживал вплоть до её замужества.»

#### 1860—1907

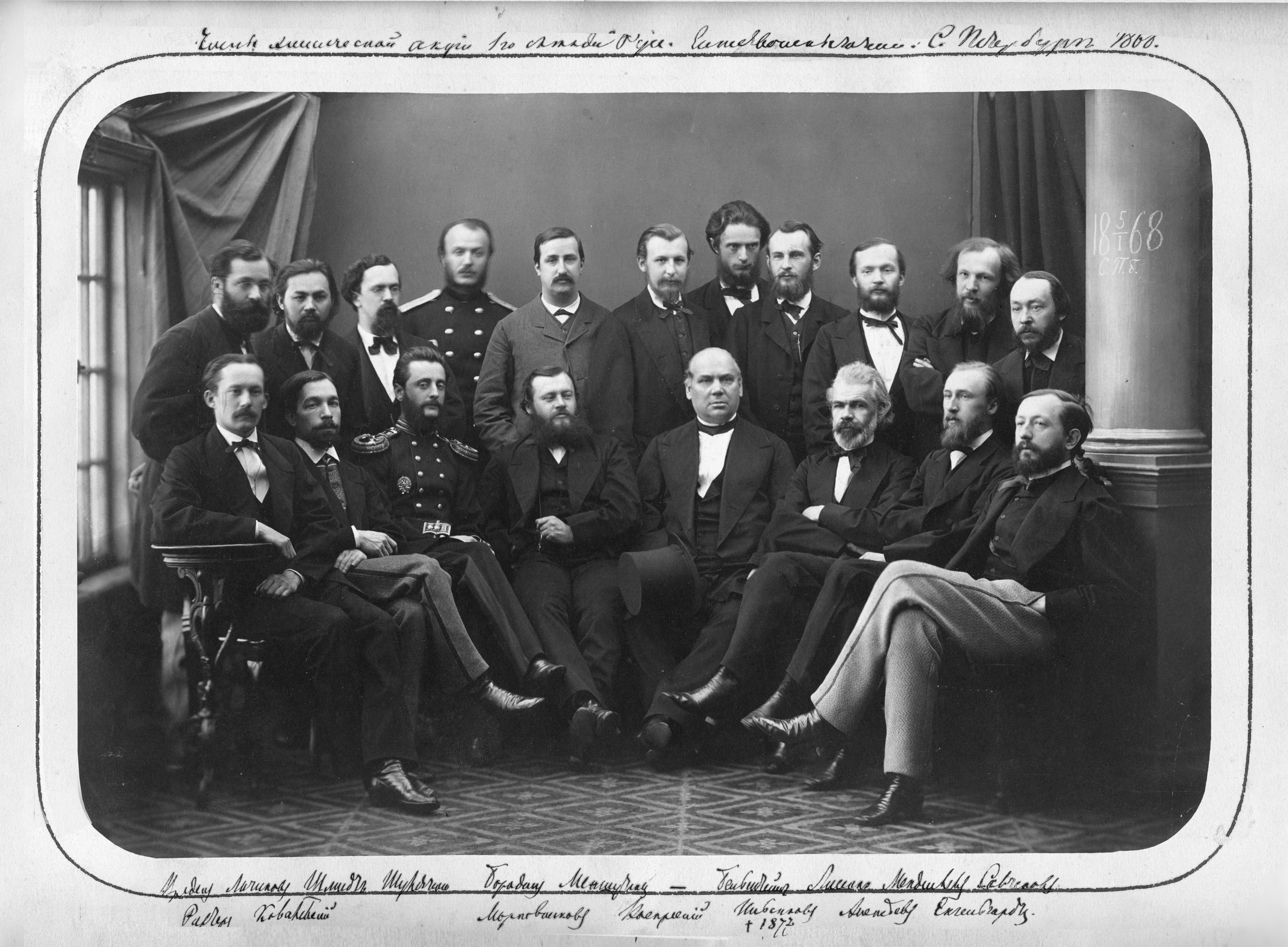
Основатели Русского химического общества (члены химической секции 1-го съезда русских естествоиспытателей и врачей, вынесшие постановление об учреждении — года). Стоят слева направо: Феликс Вреден, Павел Лачинов, Густав Шмидт, Алексей Шуляченко, Александр Бородин, Николай Меншуткин, Николай Соковнин, Фёдор Бейльштейн, Конон Лисенко, Дмитрий Менделеев, Фёдор Савченков; сидят: Виктор Рихтер, Степан Ковалевский, Николай Нечаев, Владимир Марковников, Александр Абрамович Воскресенский, Павел Ильенков, Пётр Алексеев, Александр Энгельгардт (подписи сделаны рукой Дм. Менделеева)

- 1860, 3—5 сентября — принимает участие в первом Международном химическом конгрессе в Карлсруэ[36].
- В конце февраля 1861 года Менделеев получил предложение от издательства «Общественная польза» написать учебник по химии и уже в июне отдал последнюю корректуру. К октябрю учебник «Органическая химия» был напечатан и вскоре представлен на Демидовскую премию. Академики Юлий Фрицше и Николай Зинин в своём отзыве отмечали, что представленный труд является «редким явлением самостоятельной обработки науки в краткое учебное руководство; обработки, … в высшей степени соответствующей назначению книги как учебника»; 26 апреля (8 мая) 1862 года непременный секретарь Академии наук в Петербурге К. Веселовский уведомил Д. И. Менделеева, что «Императорская Академия наук постановлением 17 апреля сего года назначила Вам за сочинение Ваше под заглавием „Органическая химия“ полную Демидовскую премию в тысячу четыреста двадцать восемь руб…»[37].
- 31 января (12 февраля) 1865 на заседании Совета физико-математического факультета Императорского Санкт-Петербургского университета Менделеев защитил докторскую диссертацию «О соединении спирта с водой» (СПб.: Общественная польза, 1865. — 119 с.), в которой были заложены основы его учения о растворах. После защиты Менделеев получил должность экстраординарного профессора университета по кафедре технической химии, на которую два года назад его не утвердили из-за отсутствия соответствующего звания.
- В 1860-х годах редактировал перевод книги Шарля Фредерика Жерара и Г. Шанселя «Аналитическая химия» (1864, 1866—1869)[38].
- Декабрь 1868 года — февраль 1869 года — по поручению Вольного экономического общества обследовал артельные сыроварни Тверской и других губерний[39].
- 29 декабря 1876 (10 января 1877) — избран членом-корреспондентом по разряду «физический» Императорской Академии наук, в 1880 году выдвигался в академики, но 11 (23) ноября был забаллотирован, что вызвало резкий общественный протест[40].
- Принимал участие в разработке технологий запущенного в 1879 году первого в России завода по производству машинных масел в посёлке Константиновский Ярославской губернии, который ныне носит его имя.

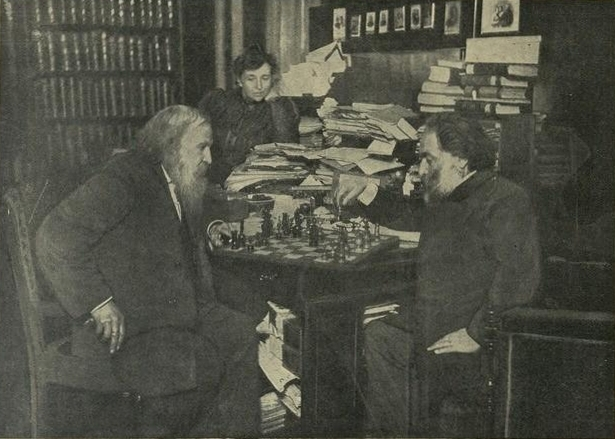
Менделеев играет с Архипом Куинджи в шахматы, рядом его жена, Анна Ивановна Менделеева, 1882 год

- 1880-е годы — снова изучает растворы, публикует работу «Исследование водных растворов по удельному весу».
- 1880—1888 — принял деятельное участие в разработке проекта создания и строительства первого в Русской Азии Сибирского университета в Томске, неоднократно консультируя руководителя комитета по строительству ТГУ профессора Василия Марковича Флоринского. Планировался как первый ректор этого университета, но по семейным обстоятельствам в 1888 году в Томск не поехал. Через несколько лет активно помогал в создании Томского технологического института и становления в нём химической науки[41][42].
- 1888, март—апрель — осуществил инспекционную поездку в Донецкий бассейн. Посетил рудники и шахты в окрестностях Ясиноватой, Юзовки, Харцизской, Гавриловки, Макеевке, Горловке, Голубовке, Лисичанске, Луганске.
- 1890 — покинул Императорский Санкт-Петербургский университет из-за конфликта с министром народного просвещения Иваном Давыдовичем Деляновым, который во время студенческих волнений отказался принять от Менделеева петицию студентов[43].
- 1890—1895 — консультант Научно-технической лаборатории Морского министерства, где разрабатывает технологию производства бездымного пороха.
- 1891—1892 — активно участвует в создании Энциклопедического словаря по заказу издателей Фридриха Арнольда Брокгауза и Ильи Абрамовича Ефрона как редактор химико-технического и фабрично-заводского отдела и автор многих статей, продолжив эту работу и в последующие годы.

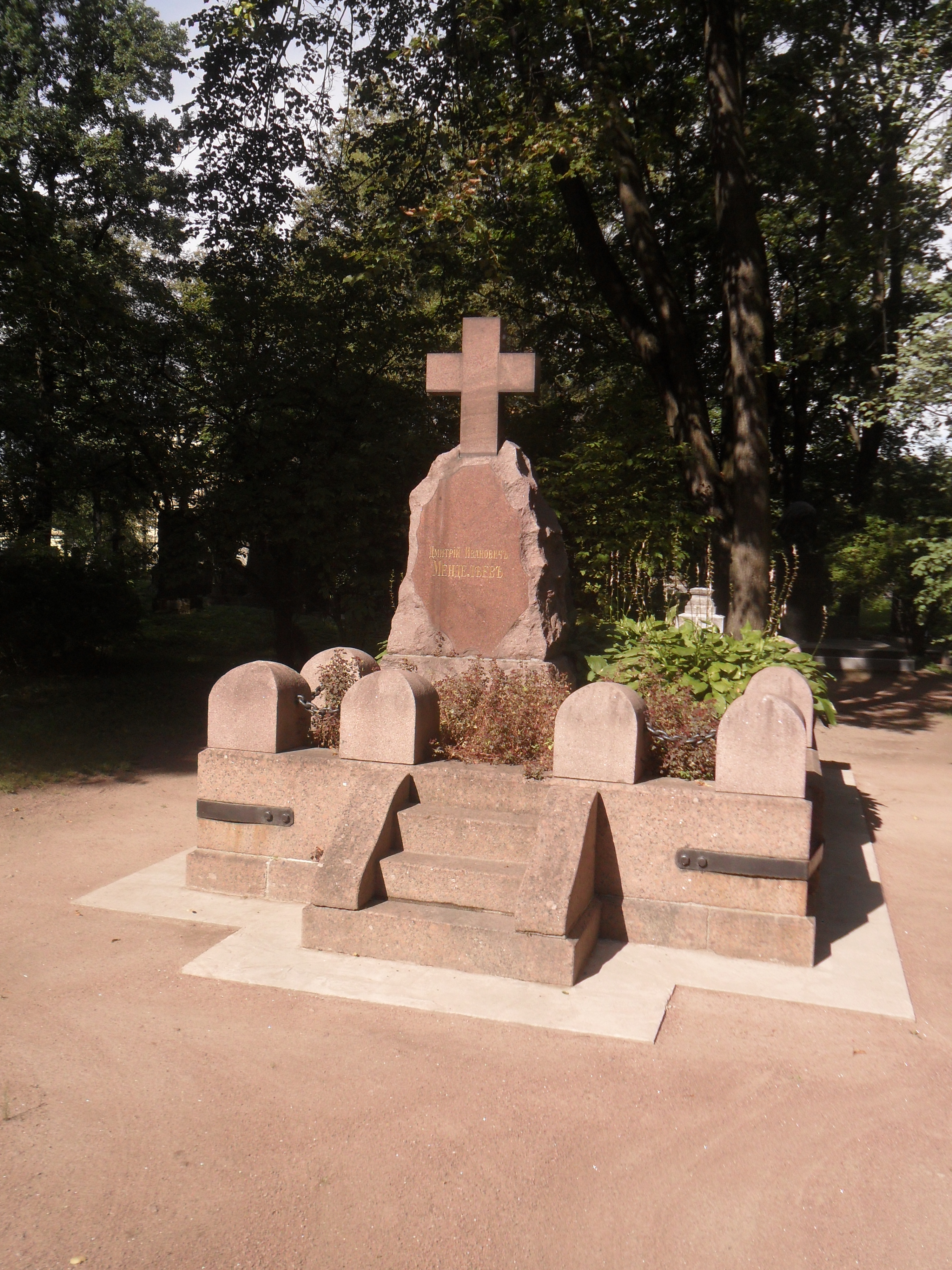
Могила Менделеева на Волковском кладбище в Санкт-Петербурге

- 1892 — учёный-хранитель Депо образцовых гирь и весов, которое в 1893 году по его инициативе было преобразовано в Главную палату мер и весов (ныне ВНИИ метрологии им. Д. И. Менделеева).
- 1893 — работал на химическом заводе Петра Капитоновича Ушкова (впоследствии — имени Л. Я. Карпова; п. Бондюжский, ныне г. Менделеевск), использовав производственную базу завода для получения бездымного пороха (пироколлодия). Впоследствии Менделеев отмечал, что посетив «немало западноевропейских химических заводов, с гордостью увидел, что может созданное русским деятелем не только не уступать, но и во многом превосходить иноземное».
- 1899 — возглавил Уральскую экспедицию, целью которой была активизация промышленно-экономического развития края.
- 1900 — участвовал в работе Всемирной выставки в Париже, входил в состав Международного жюри как его вице-президент и председатель группы химического производства; написал (первую на русском языке) большую статью о синтетических волокнах «Вискоза на Парижской выставке», где отметил важность для России развития их производства.
- 1903 — первый председатель Государственной экзаменационной комиссии Киевского политехнического института, в создании которого принял активное участие. О посещении Д. И. Менделеевым института в дни защиты первых дипломных работ вспоминал через 60 лет Иван Фёдорович Пономарёв (1882—1982)[44].

Член многих академий наук и научных обществ. Один из основателей Русского физико-химического общества (1868 год — химического, и 1872 — физического) и третий его президент (с 1932 года преобразовано во Всесоюзное химическое общество, которое тогда же было названо его именем, ныне — Российское химическое общество имени Д. И. Менделеева).
Умер Д. И. Менделеев 20 января (2 февраля) 1907 года в Санкт-Петербурге от воспаления лёгких в возрасте 72 лет. Похоронен на «Литераторских мостках» Волковского кладбища.
Оставил более 1500 трудов, среди которых классические «Основы химии» (ч. 1—2, 1869—1871, 13 изд., 1947) — первое стройное изложение неорганической химии.
Именем Менделеева назван 101-й химический элемент — менделевий.

## Научная деятельность

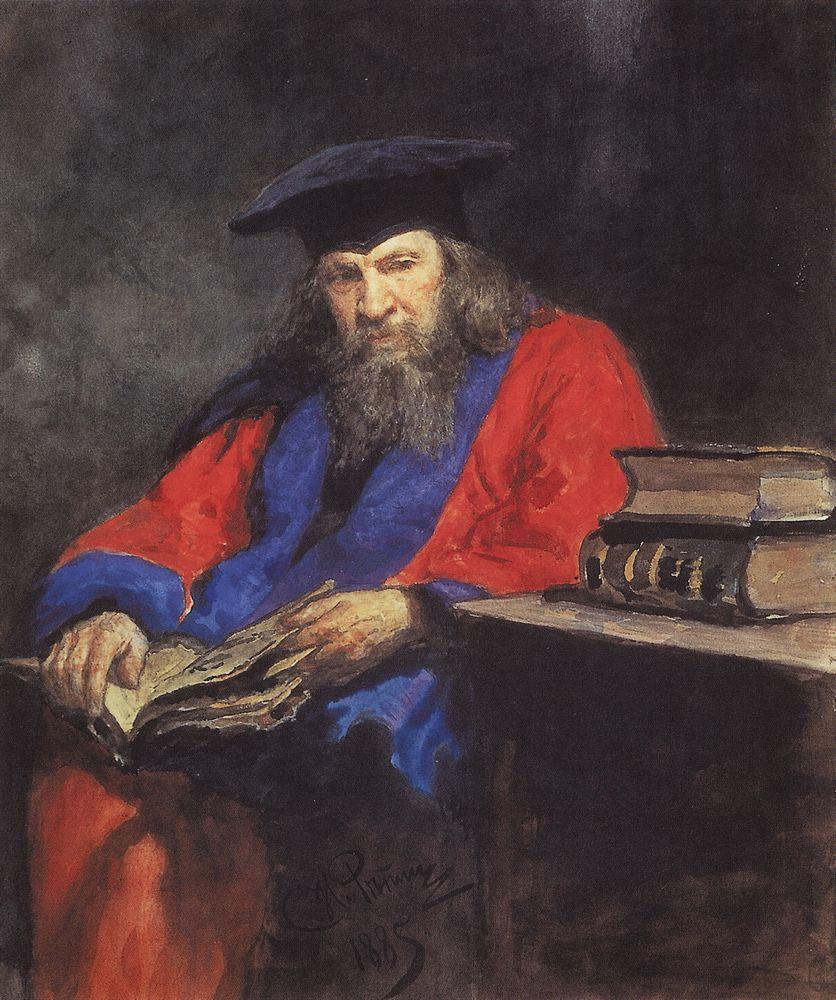
И. Репин. Дмитрий Менделеев в мантии доктора права Эдинбургского университета. 1885

Он один из самых гениальных химиков XIX века; провёл многочисленные определения физических констант соединений (удельные объёмы, расширение и т. д.), изучал Донецкие месторождения каменного угля, разработал гидратную теорию растворов. Написал «Основы химии» (1868—1871) — труд, многочисленные издания которого оказали влияние на химиков-неоргаников.— Джуа М. История химии. — М.: Мир, 1966
Д. И. Менделеев является автором фундаментальных исследований по химии, физике, метрологии, метеорологии, экономике, основополагающих трудов по воздухоплаванию, сельскому хозяйству, химической технологии, народному просвещению и других работ, тесно связанных с потребностями развития производительных сил России.
Менделеев исследовал (1854—1856) явления изоморфизма, раскрывающие отношения между кристаллической формой и химическим составом соединений, а также зависимость свойств элементов от величины их атомных объёмов.
Открыл в 1860 году «температуру абсолютного кипения жидкостей», или критическую температуру.
Сконструировал в 1859 году — прибор для определения плотности жидкости. Создал в 1865—1887 годах гидратную теорию растворов. Развил идеи о существовании соединений переменного состава.
Исследуя газы, нашёл в 1874 году общее уравнение состояния идеального газа, включающее, как частность, зависимость состояния газа от температуры, которую в 1834 году обнаружил физик Бенуа Поль Эмиль Клапейрон (уравнение Клапейрона — Менделеева).
В 1877 году выдвинул гипотезу происхождения нефти из карбидов тяжёлых металлов (на сегодняшний день большинством учёных не принимается); а также предложил принцип дробной перегонки при переработке нефти.
Выдвинул в 1880 году идею подземной газификации углей. Занимался вопросами химизации сельского хозяйства, пропагандировал использование минеральных удобрений, орошение засушливых земель.
Совместно с Иваном Михайловичем Чельцовым принимал в 1890—1892 годах участие в разработке бездымного пороха.
Автор ряда работ по метрологии. Создал точную теорию весов, разработал наилучшие конструкции коромысла и арретира, предложил точнейшие приёмы взвешивания.
В своё время интересы Д. И. Менделеева были близки к минералогии, его коллекция минералов бережно хранится и сейчас в Музее кафедры минералогии Санкт-Петербургского университета, а друза горного хрусталя с его стола является одним из лучших экспонатов в витрине кварца. Рисунок этой друзы он поместил в первое издание «Общей химии» (1903 год). Студенческая работа Д. И. Менделеева была посвящена изоморфизму в минералах.
Менделеев написал 432 фундаментальные работы, из которых 40 — посвящены химии, 106 — физической химии, 99 — физике, 22 — географии, 99 — технике и промышленности, 37 — экономике и общественным вопросам, 29 — сельскому хозяйству, воспитанию, другим работам.

### Периодический закон

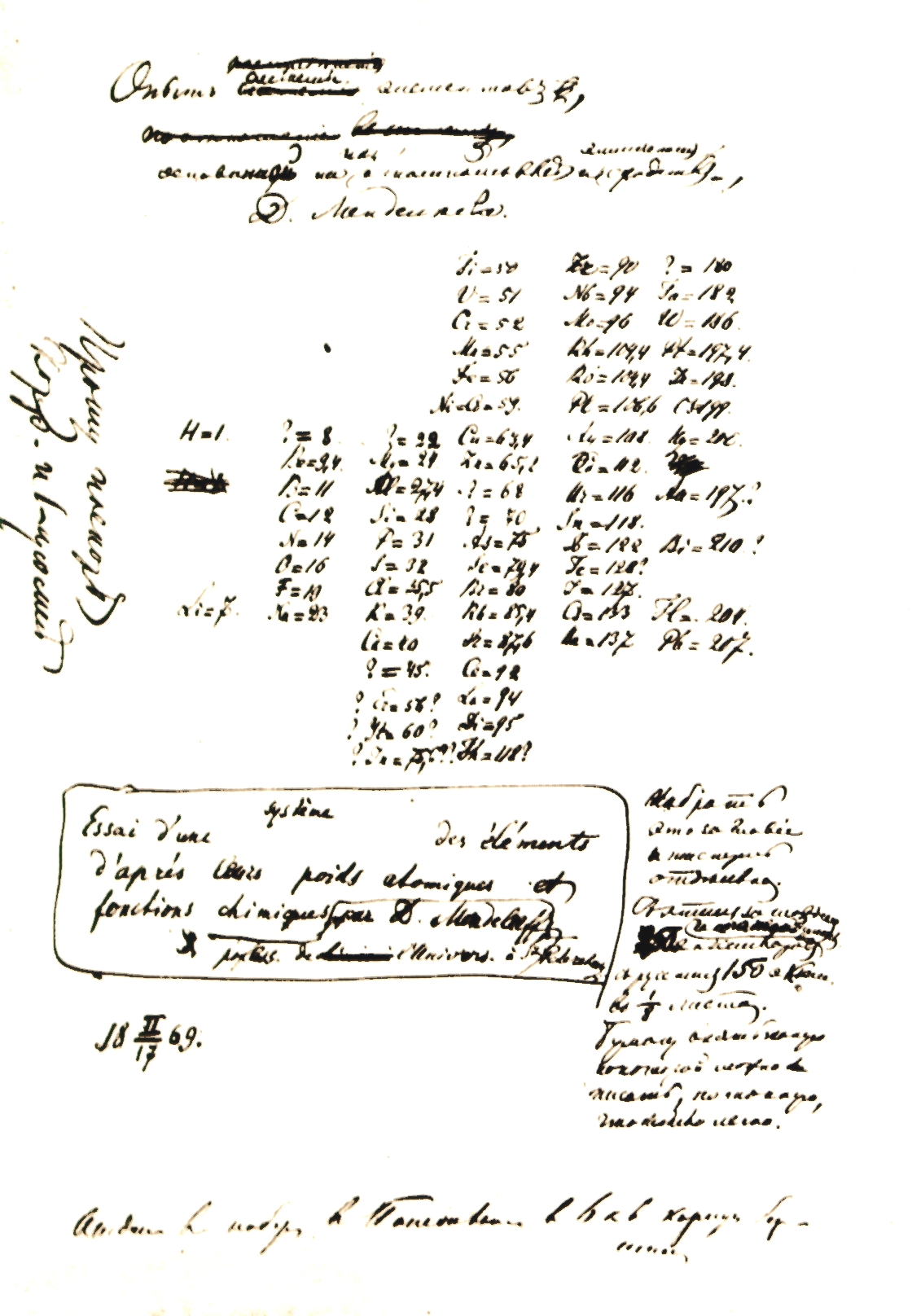
Д. И. Менделеев. Рукопись «Опыта системы элементов, основанной на их атомном весе и химическом сходстве».

Работа над учебным пособием «Основы химии» позволила Менделееву задуматься над природой химических элементов. В результате этих размышлений 1 марта (17 февраля) 1869 года был завершён самый первый целостный вариант Периодической системы химических элементов, который получил тогда название «Опыт системы элементов, основанной на их атомном весе и химическом сходстве», в котором элементы были расставлены по девятнадцати горизонтальным рядам (рядам сходных элементов, ставших прообразами групп современной системы) и по шести вертикальным столбцам (прообразам будущих периодов). Эта дата знаменует собой открытие Менделеевым Периодического закона, но более верным считать эту дату началом открытия, поскольку требовалось его осмысление и затем достижение формулировки.
Согласно окончательной хронологии первых публикаций Таблицы Менделеева, впервые Таблица была опубликована 26-27 марта (14-15 марта) 1869 года в 1-м издании учебника Менделеева «Основы Химии» (ч. 1, вып. 2). И уже после этого, осознав во время двухнедельной поездки по провинции великое значение своего открытия, Менделеев по возвращении в Петербург заказал в середине марта в типографии «Общественная польза» отдельные листки с этой таблицей, которые были напечатаны 29 марта (17 марта) 1869 года специально для рассылки «многим химикам». Позднее, уже в начале мая 1869 года «Опыт системы элементов» был напечатан с химическим обоснованием в программной статье Менделеева «Соотношение свойств с атомным весом элементов» (журнал Русского химического общества). Напечатанные листки достигли своей цели — в апреле 1869 года состоялась первая публикация Таблицы Менделеева в международной печати, согласно точной хронологии, она вышла в свет 17 апреля (5 апреля) 1869 года в лейпцигском «Журнале практической химии» и стала достоянием мировой науки.
В том же году эта статья из «Журнала Русского Химического Общества» была переведена в «Zeitschrift für Chemie», а в 1872 году в журнале «Annalen der Chemie und Pharmacie» была осуществлена развёрнутая публикация Д. И. Менделеева, посвящённая его открытию — «Die periodische Gesetzmässigkeit der Elemente» (Периодическая закономерность химических элементов). В этой работе, датированной августом 1871 года, Менделеев приводит формулировку периодического закона, которая затем оставалась в силе на протяжении более сорока лет:

Свойства элементов, а потому и свойства образуемых ими простых и сложных тел, стоят в периодической зависимости от их атомного веса.
Оригинальный текст (нем.)Die Eigenschaften der Elemente (folglich auch der aus ihnen gebildeten einfachen und zusammengesetzten Körper) befinden sich in periodischer Abhängigkeit von deren Atomgewichten.

Отдельные учёные в ряде стран, особенно в Германии, соавтором открытия считают Лотара Мейера. Существенное различие этих систем заключается в том, что таблица Л. Мейера — это один из вариантов классификации известных к тому времени химических элементов; выявленная Д. И. Менделеевым периодичность — это система, которая дала понимание закономерности, позволившей определить место в ней элементов, неизвестных в то время, предсказать не только существование, но и дать их характеристики.
Не давая представления о строении атома, периодический закон, тем не менее, вплотную подводит к этой проблеме, и решение её было найдено несомненно благодаря ему — именно этой системой руководствовались исследователи, указывая факторы, выявленные им с интересовавшими их другими физическими характеристиками. В 1984 году академик В. И. Спицын писал: «…Первые представления о строении атомов и природе химической валентности, разработанные в начале нашего столетия, основывались на закономерностях свойств элементов, установленных с помощью периодического закона».
Немецкий учёный, главный редактор фундаментального пособия «Анорганикум» — объединённого курса неорганической, физической и аналитической химии, выдержавшего более десяти изданий, академик Л. Кольдиц так истолковывает особенности открытия Д. И. Менделеева, сопоставляя в высшей степени убедительные результаты его труда с работами других исследователей, искавших подобные закономерности:
Никто из учёных, занимавшихся до Менделеева или одновременно с ним исследованиями соотношений между атомными весами и свойствами элементов, не смог сформулировать эту закономерность так ясно, как это сделал он. В частности, это относится к Дж. Ньюлендсу и Л. Мейеру. Предсказание ещё не известных элементов, их свойств и свойств их соединений является исключительно заслугой Д. И. Менделеева. Наилучшим образом он смог применить свой метод горизонтальной, вертикальной и диагональной интерполяции в открытой им периодической системе для предсказания свойств.
Развивая в 1869—1871 годах идеи периодичности, Д. И. Менделеев ввёл понятие о месте элемента в периодической системе как совокупности его свойств в сопоставлении со свойствами других элементов. На этой основе, в частности, опираясь на результаты изучения последовательности изменения стеклообразующих оксидов, исправил значения атомных масс 9 элементов (теллура, бериллия, индия, урана и др.). В статье, датированной 29 ноября 1870 года (11 декабря 1870 года) предсказал существование, вычислил атомные массы и описал свойства трёх ещё не открытых тогда элементов — «экаалюминия» (открыт в 1875 году Полем Эмилем Лекоком де Буабодраном и назван галлием), «экабора» (открыт в 1879 году шведским химиком Ларсом Фредериком Нильсоном и назван скандием) и «экасилиция» (открыт в 1886 году немецким химиком Клеменсом Александром Винклером и назван германием). Затем предсказал существование ещё восьми элементов, в том числе «двителлура» — полония (открыт в 1898 году), «экаиода» — астата (открыт в 1942—1943 годах), «экамарганца» — технеция (открыт в 1937 году), «двимарганца» — рения (открыт в 1925 году), «экацезия» — франция (открыт в 1939 году).
В 1900 году Дмитрий Иванович Менделеев и Уильям Рамзай пришли к выводу о необходимости включения в периодическую систему элементов особой, нулевой группы благородных газов.

### Удельные объёмы. Химия силикатов и стеклообразного состояния

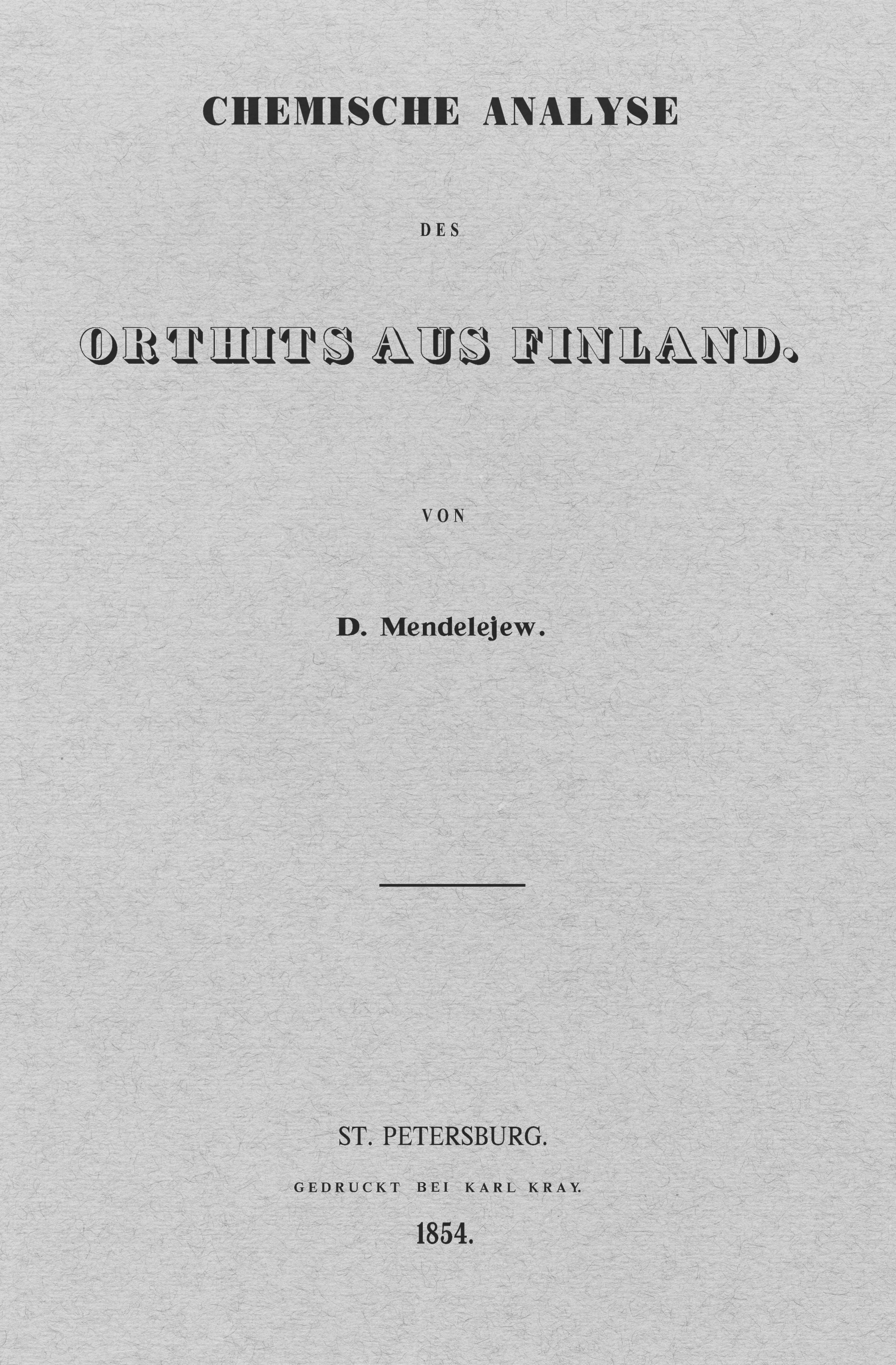
Обложка первой публикации Д. И. Менделеева «Химический анализ ортита из Финляндии». 1854

Настоящий раздел творчества Д. И. Менделеева, не выразившись результатами масштабов естествознания в целом, тем не менее, как и всё в его исследовательской практике, будучи неотъемлемой частью и вехой на пути к ним, а в отдельных случаях — их фундаментом, чрезвычайно важен и для понимания развития этих исследований. Как станет видно из дальнейшего, он тесным образом связан с основополагающими компонентами мировоззрения учёного, охватывающими сферы от изоморфизма и «основ химии» до базиса периодического закона, от постижения природы растворов до взглядов, касающихся вопросов строения веществ.
Первые работы Д. И. Менделеева в 1854 году представляют собой химические анализы силикатов. Это были исследования «ортита из Финляндии» и «пироксена из Рускиалы в Финляндии», о третьем анализе минеральной глинистой породы — умбры — имеются сведения только в сообщении Степана Семёновича Куторги в Русском географическом обществе. К вопросам аналитической химии силикатов, Д. И. Менделеев возвращался в связи с магистерскими экзаменами — письменный ответ касается анализа силиката, содержащего литий. Этот небольшой цикл работ послужил возникновению интереса у исследователя к изоморфизму: состав ортита учёный сравнивает с составами других сходных минералов и приходит к выводу, что такое сопоставление позволяет построить изменяющийся по химическому составу изоморфный ряд.
В мае 1856 года Д. И. Менделеев, вернувшись в Санкт-Петербург из Одессы, подготовил диссертационную работу под обобщённым названием «Удельные объёмы» — многоплановое исследование, своеобразную трилогию, посвящённую актуальным вопросам химии середины XIX века. Большой объём работы (около 20 печатных листов) не позволил издать её полностью. Опубликована была только первая часть, озаглавленная, как и вся диссертация «Удельные объёмы»; из второй части позднее был напечатан только фрагмент в виде статьи «О связи некоторых физических свойств тел с химическими реакциями»; третья же часть при жизни Д. И. Менделеева не была полностью опубликована — в сокращённом виде она была представлена в 1864 году в четвёртом выпуске «Технической энциклопедии», посвящённой стекольному производству. Через взаимосвязь освещаемых в работе вопросов Д. И. Менделеев последовательно приближался к постановке и решению наиболее существенных в его научном творчестве проблем: выявлению закономерностей при классификации элементов, построению системы, характеризующей соединения через их состав, строение и свойства, создание предпосылок формирования зрелой теории растворов.

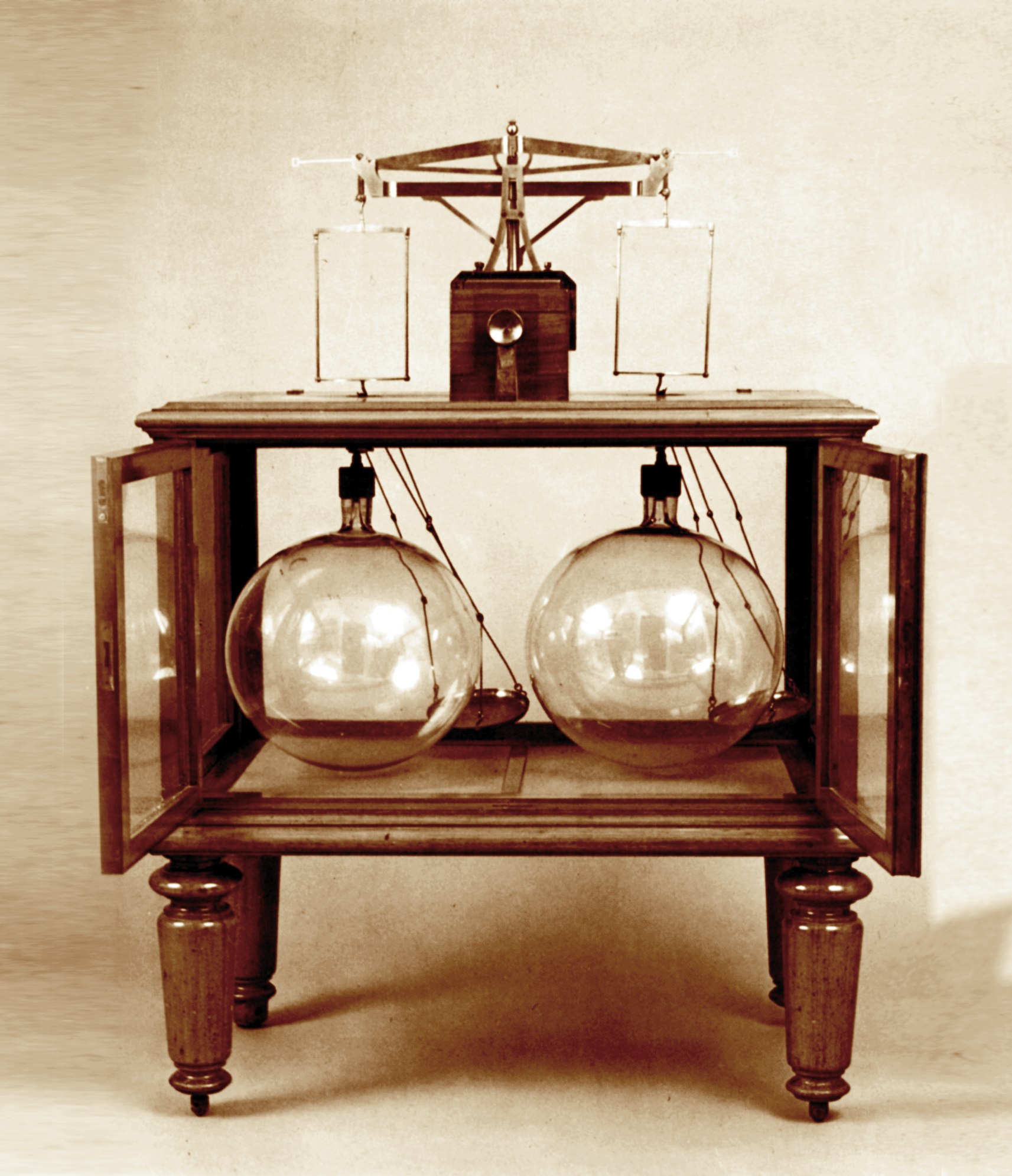
Весы, сконструированные Д. И. Менделеевым для взвешивания газообразных и твёрдых веществ

В первой части этого труда Д. И. Менделеева — детального критического анализа литературы, посвящённой вопросу, им высказана оригинальная мысль о связи молекулярного веса и объёма газообразных тел. Учёный вывел формулу расчёта молекулярного веса газа, то есть впервые была дана формулировка закона Авогадро-Жерара. Позднее выдающийся русский физикохимик Е. В. Бирон напишет: «Насколько мне известно, Д. И. Менделеев первый стал считать, что можно уже говорить о законе Авогадро, так как гипотеза, в виде которой закон был сначала сформулирован, оправдалась при экспериментальной проверке…».
Опираясь на колоссальный фактический материал в разделе «Удельные объёмы и состав кремнезёмных соединений», Д. И. Менделеев приходит к широкому обобщению. Не придерживаясь, в отличие от многих исследователей (Г. Копп, И. Шрёдер и др.), механистического толкования объёмов соединений как суммы объёмов образующих их элементов, но отдавая должное результатам, полученным этими учёными, Д. И. Менделеев ищет не формальные количественные закономерности в объёмах, а старается установить связь между количественными соотношениями объёмов и совокупностью качественных характеристик вещества. Таким образом он приходит к выводу, что объём, подобно кристаллической форме, является критерием сходства и различия элементов и образуемых ими соединений, и делает шаг в направлении создания системы элементов, прямо указывая на то, что изучение объёмов «может служить на пользу естественной классификации минеральных и органических тел».
Особый интерес представляет часть, именуемая «О составе кремнезёмных соединений». С исключительной глубиной и обстоятельностью Д. И. Менделеевым впервые изложен взгляд на природу силикатов как соединений, подобных сплавам оксидных систем. Учёным установлена связь между силикатами как соединениями типа (MeO)x(SiO)x и «неопределёнными» соединениями других типов, в частности, растворами, что выразилось правильной трактовкой стеклообразного состояния.
Именно с наблюдения процессов стеклоделия начался путь Д. И. Менделеева в науке. Возможно, именно этот факт сыграл определяющую роль в его выборе, во всяком случае, данная тема, непосредственно связанная с химией силикатов, в той или иной форме закономерно соприкасается со многими другими его изысканиями.
Место силикатов в природе лаконично, но с исчерпывающей ясностью определено Д. И. Менделеевым:
Как органическая материя обуславливается присутствием углерода и им изобилует, так и минеральное царство изобилует кремнезёмистыми соединениями.
Эта фраза указывает и на понимание учёным первостепенного утилитарного значения силикатных материалов, древнейших и самых распространённых в практике, и на сложность химии силикатов; поэтому интерес учёного к данному классу веществ, помимо известного практического значения, был связан с развитием важнейшего понятия химии — химическое соединение, с созданием систематики соединений, с решением вопроса о соотношении понятий: химическое соединение (определённое и неопределённое) — раствор. Чтобы осознать важность и научное значения самой постановки вопроса, актуальность его и по прошествии более чем столетия, достаточно привести слова одного из специалистов в области химии силикатов, академика Михаила Михайловича Шульца, сказанные им на XIII Менделеевском съезде, прошедшем в дни 150-летнего юбилея Д. И. Менделеева: «…До сегодняшнего дня нет общих определений, которые устанавливали бы чёткое соотношение сущности понятий „соединение“ и „раствор“. …Как только атомы и молекулы вступают во взаимодействие друг с другом при повышении их концентрации в газе, не говоря уже о конденсированных фазах, так сразу же возникает вопрос, на каком уровне по энергии взаимодействия и при каком численном соотношении между взаимодействующими частицами можно отделить друг от друга понятия „химическое соединение частиц“ или их „взаимный раствор“: для этого нет объективных критериев, они ещё не выработаны, несмотря на бесчисленное количество работ на эту тему и кажущуюся простоту».
Изучение стекла помогло Д. И. Менделееву глубже понять природу кремнекислых соединений и на этом своеобразном веществе увидеть некоторые важные особенности химического соединения вообще.
Темам стеклоделия, химии силикатов и стеклообразного состояния Д. И. Менделеевым посвящено около 30 работ.

### Исследование газов

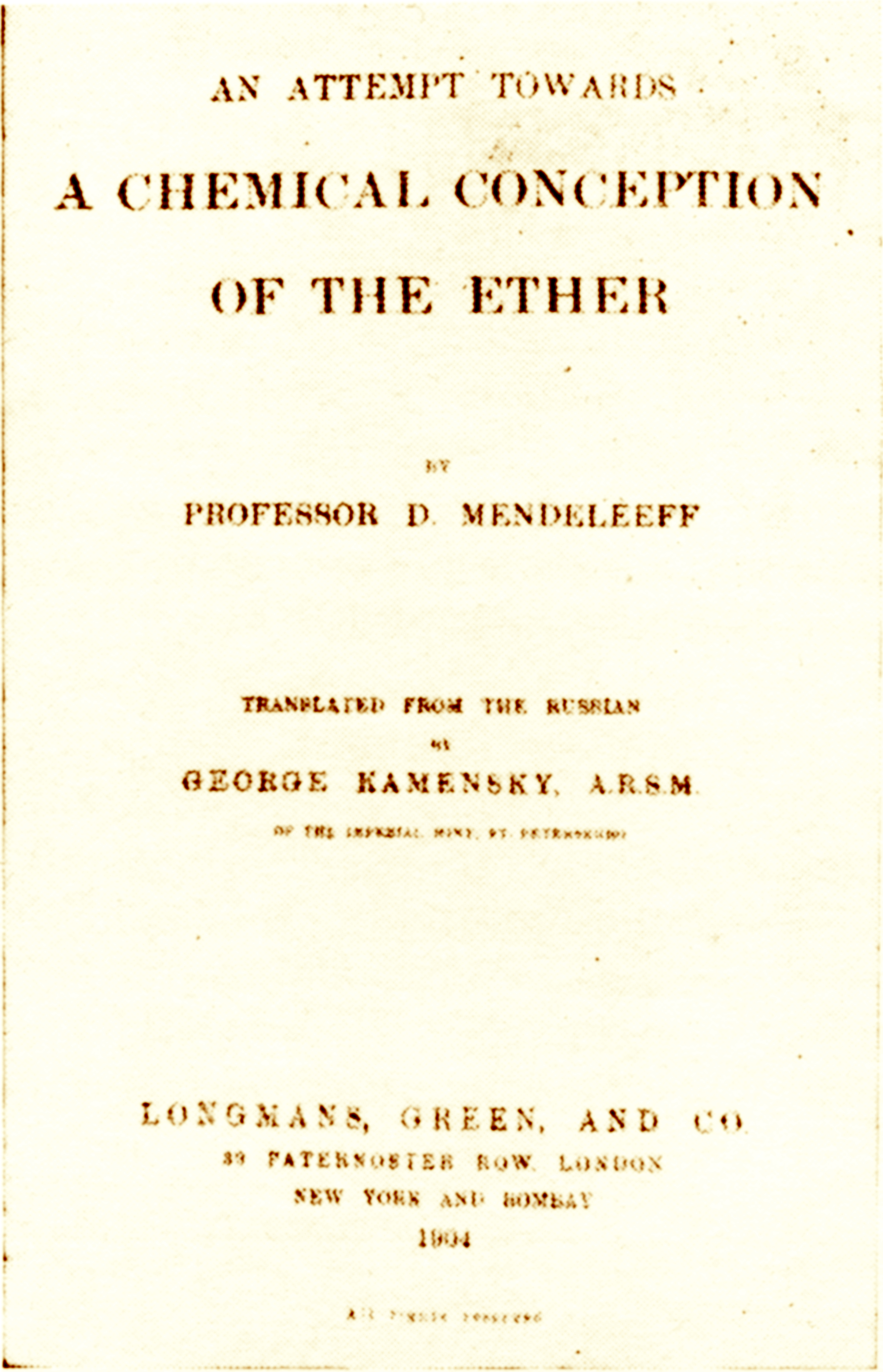
Д. И. Менделеев. Опыт химической концепции мирового эфира. Нью-Йорк — Лондон — Бомбей. 1904

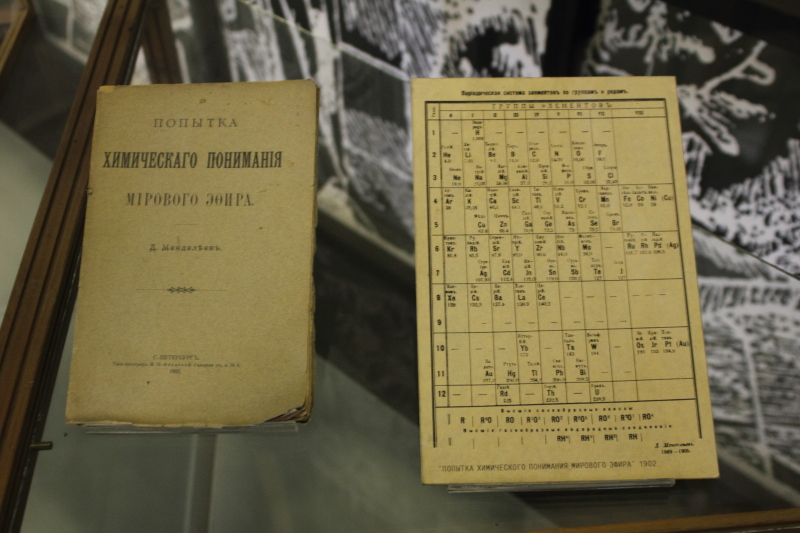
Д. И. Менделеев. Попытка химического понимания мирового эфира. С.-Петербург. 1905

Эта тема в творчестве Д. И. Менделеева связана, прежде всего, с поиском учёным физических причин периодичности. Так как свойства элементов находились в периодической зависимости от атомных весов, массы, исследователь мыслил возможность пролить свет на эту проблему, выясняя причины сил тяготения и посредством изучения свойств передающей их среды.
Концепция «мирового эфира» имела в XIX веке большое влияние на возможное решение данной проблемы. Предполагалось, что «эфир», заполняющий межпланетное пространство, является средой, передающей свет, тепло и гравитацию. Исследование сильно разреженных газов представлялось возможным средством к доказательству существования названной субстанции, когда свойства «обычного» вещества уже не способны бы были скрывать свойства «эфира».
Одна из гипотез Д. И. Менделеева сводилась к тому, что специфическим состоянием газов воздуха при большом разрежении и мог оказаться «эфир» или некий газ с очень малым весом. Д. И. Менделеевым написано на оттиске из «Основ химии», на периодической системе 1871 года: «Легче всех эфир, в миллионы раз»; а в рабочей тетради 1874 года учёный выражает ещё более ясно ход мысли: «При нулевом давлении у воздуха есть некоторая плотность, это и есть эфир!». Тем не менее среди его публикаций этого времени таких определённых соображений не высказано (Д. И. Менделеев. Попытка химического понимания мирового эфира. 1902).
В контексте предположений, связанных с поведением сильно разреженного газа (инертного — «наилегчайшего химического элемента») в космическом пространстве, Д. И. Менделеев опирается на сведения, полученные астрономом А. А. Белопольским: «Инспектор Главной Палаты мер и весов, обязательно снабдил меня следующими результатами новейших исследований, в том числе и г. Белопольского». А далее он прямо ссылается на эти данные в своих выводах.
При всей гипотетической направленности исходных предпосылок этих исследований, основным и наиболее важным результатом в области физики, полученным благодаря им Д. И. Менделеевым, явился вывод уравнения идеального газа, содержащего универсальную газовую постоянную. Также очень важным, но несколько преждевременным, было предложенное Д. И. Менделеевым введение термодинамической шкалы температур.
Учёным также было избрано правильное направление для описания свойств реальных газов. Вириальные разложения, использованные им, соответствуют первым приближениям в известных сейчас уравнениях для реальных газов.
В разделе, имеющем отношение к исследованиям газов и жидкостей, Д. И. Менделеевым сделано 54 работы.

### Учение о растворах
В 1905 году Д. И. Менделеев скажет: «Всего более четыре предмета составили моё имя: периодический закон, исследование упругости газов, понимание растворов как ассоциации и „Основы химии“. Тут моё богатство. Оно не отнято у кого-нибудь, а произведено мною…»

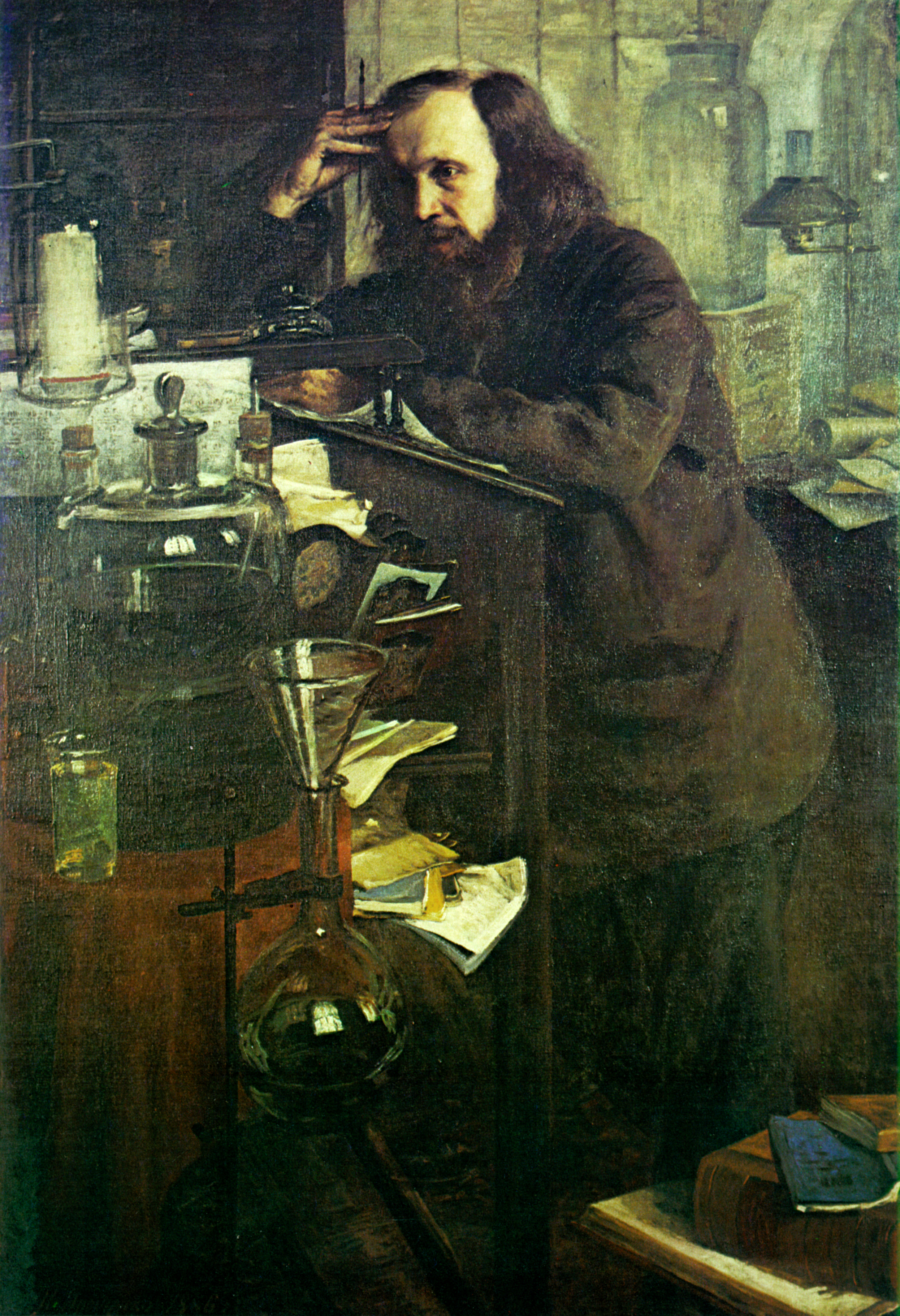
Н. Ярошенко. Д. И. Менделеев. 1886. Масло. На портрете Ярошенко у Менделеева три ноги. Во время позирования Менделеев изменил позу, а Ярошенко забыл закрасить ступню

На протяжении всей своей жизни Д. И. Менделеева не ослабевал его интерес к «растворной» тематике. Наиболее значительные его исследования в этой области относятся к середине 1860-х, а важнейшие — к 1880-м годам. Тем не менее, публикации учёного показывают, что и в другие периоды своего научного творчества он не прерывал изысканий, способствовавших созданию основы его учения о растворах. Концепция Д. И. Менделеева эволюционировала от весьма противоречивых и несовершенных первоначальных представлений о природе этого явления в неразрывной связи с развитием его идей в других направлениях, в первую очередь — с учением о химических соединениях.
Д. И. Менделеев показал, что правильное понимание растворов невозможно без учёта их химизма, отношения их к определённым соединениям (отсутствия грани между таковыми и растворами) и сложного химического равновесия в растворах — в разработке этих трёх неразрывно связанных аспектов заключается основное его значение. Однако сам Д. И. Менделеев никогда не называл свои научные положения в области растворов теорией — не сам он, а его оппоненты и последователи так именовали то, что он называл «пониманием» и «представлением», а труды настоящего направления — «попыткой осветить гипотетическим воззрением всю совокупность данных о растворах» — «…до теории растворов ещё далеко»; основное препятствие в её формировании учёный видел «со стороны теории жидкого состояния вещества».
Развивая это направление, Д. И. Менделеев, поначалу априорно выдвинув идею о температуре, при которой высота мениска будет нулевой, в мае 1860 года провёл серию опытов. При определённой температуре, которую экспериментатор назвал «абсолютной температурой кипения», нагретый в парафиновой ванне в запаянном объёме жидкий хлорид кремния (SiCl4) «исчезает», перейдя в пар. В статье, посвящённой исследованию, Д. И. Менделеев сообщает, что при абсолютной температуре кипения полный переход жидкости в пар сопровождается уменьшением поверхностного натяжения и теплоты испарения до нуля. Эта работа — первое крупное достижение учёного.
Теория растворов электролитов приобрела удовлетворительную направленность, только восприняв идеи Д. И. Менделеева, когда произошёл синтез гипотезы о существовании ионов в растворах электролитов с менделеевским учением о растворах.
Растворам и гидратам Д. И. Менделеевым посвящено 44 труда.

### Воздухоплавание

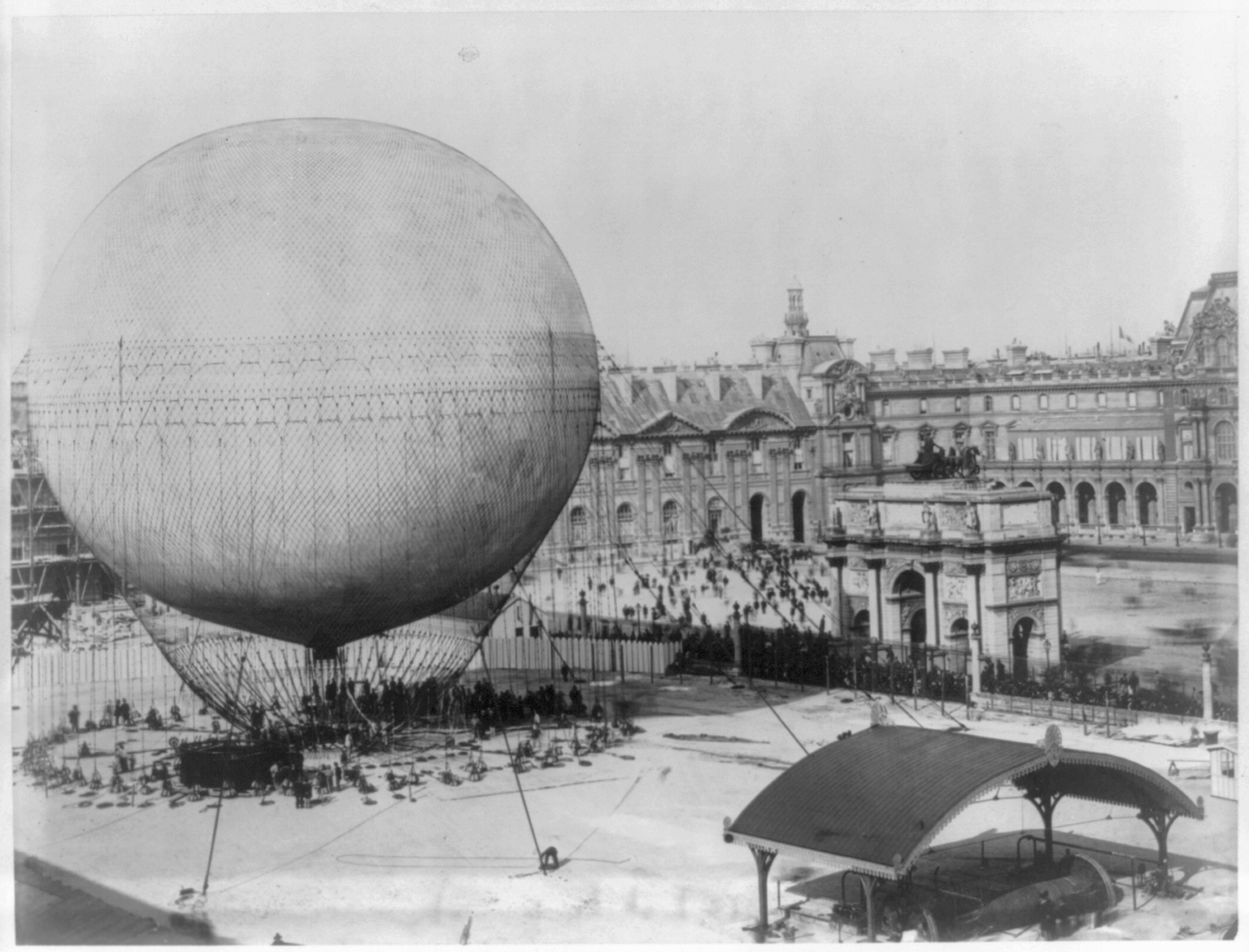
Большой привязной аэростат Анри Жиффара, на котором Д. И. Менделеев поднимался в 1878 году, в Париже

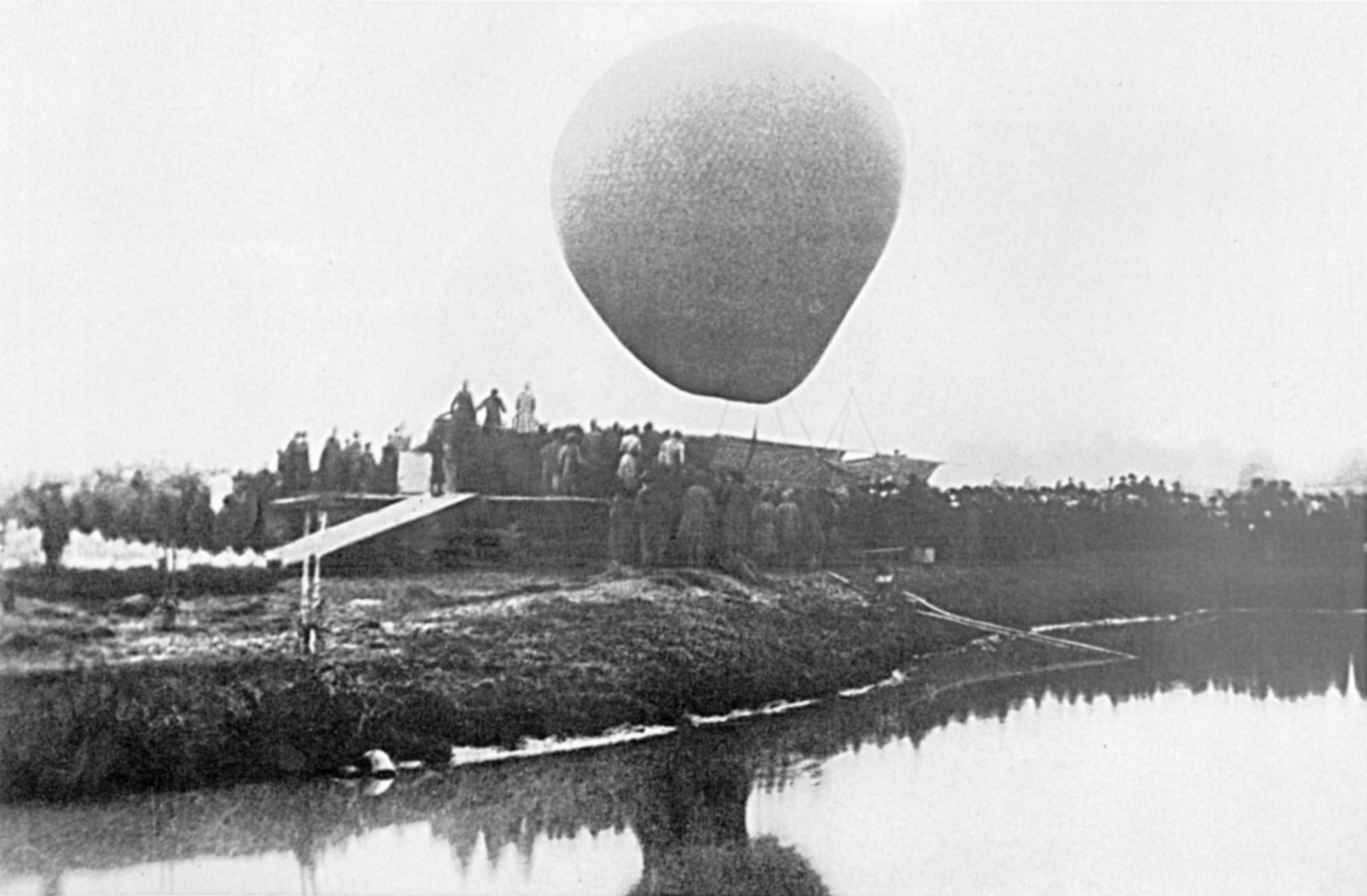
Воздушный шар «Русский», на котором Д. И. Менделеев 7 августа 1887 года совершил полёт для наблюдения полного солнечного затмения

Занимаясь вопросами воздухоплавания, Д. И. Менделеев, во-первых, продолжает свои исследования в области газов и метеорологии, во-вторых — развивает темы своих работ, вступающих в соприкосновение с темами сопротивления среды и кораблестроения.
В 1875 году он разработал проект стратостата объёмом около 3600 м³ с герметической гондолой, подразумевающий возможность подъёма в верхние слои атмосферы (первый такой полёт в стратосферу был осуществлён Огюстом Пикаром только в 1924 году). Д. И. Менделеев также спроектировал управляемый аэростат с двигателями. В 1878 году учёный, находясь во Франции, совершил подъём на привязном аэростате Анри Жиффара.
Летом 1887 года Д. И. Менделеев осуществил свой знаменитый полёт на воздушном шаре «Русский». Возможным это стало и благодаря посредничеству Русского технического общества в вопросах оснащения. Важную роль в подготовке этого мероприятия сыграли Вячеслав Измайлович Срезневский и в особой степени изобретатель и аэронавт Степан Карлович Джевецкий.
Д. И. Менделеев, рассказывая об этом полёте, разъясняет почему РТО обратилось именно к нему с такой инициативой: «Техническое общество, предложив мне произвести наблюдения с аэростата во время полного солнечного затмения, хотело, конечно, служить знанию и видело, что это отвечает тем понятиям и роли аэростатов, какие ранее мною развивались».
Обстоятельства подготовки к полёту ещё раз говорят о Д. И. Менделееве, как о блестящем экспериментаторе (здесь можно вспомнить о том, что он считал: «Профессор, который только читает курс, а сам не работает в науке и не двигается вперёд, — не только бесполезен, но прямо вреден. Он вселит в начинающих мертвящий дух классицизма, схоластики, убьёт их живое стремление»). Д. И. Менделеев был очень увлечён возможностью с аэростата впервые наблюдать солнечную корону во время полного затмения. Он предложил использовать для наполнения шара не светильный газ, а водород, который позволял подняться на большую высоту, что расширяло возможности наблюдения. И здесь снова сказалось сотрудничество с Дмитрием Александровичем Лачиновым, приблизительно в это же время разработавшим электролитический способ получения водорода, на широкие возможности использования которого Д. И. Менделеев указывает в «Основах химии».
Естествоиспытатель предполагал, что изучение солнечной короны должно дать ключ к пониманию вопросов, связанных с происхождением миров. Из космогонических гипотез его внимание привлекла появившаяся в то время идея о происхождении тел из космической пыли: «Тогда солнце со всей его силой само оказывается зависящим от невидимо малых тел, носящихся в пространстве, и вся сила солнечной системы черпается из этого бесконечного источника и зависит только от организации, от сложения этих мельчайших единиц в сложную индивидуальную систему. Тогда „корона“, быть может, есть сгущённая масса этих мелких космических тел, солнце образующих и его силу поддерживающих». В сопоставлении с другой гипотезой — о происхождении тел солнечной системы из вещества Солнца — он высказывает такие соображения: «Как ни противоположны на первый взгляд кажутся эти понятия, они так или иначе уложатся, помирятся — таково свойство науки, которая содержит выводы мысли, испытанные и проверенные. Надо только не довольствоваться одним уже установленным и узнанным, надо не окаменеть в нём, всё дальше и глубже, точнее и подробнее изучать все явления, могущия содействовать разъяснению этих коренных вопросов. „Корона“ этому изучению, конечно, во многом поможет».
Этот полёт привлёк внимание широкой общественности. Военное министерство предоставило воздушный шар «Русский» объёмом 700 м³. В Боблово 6 марта приезжает И. Е. Репин, и вслед за Д. И. Менделеевым и Константином Дмитриевичем Краевичем направляется в Клин. В эти дни им были сделаны зарисовки.

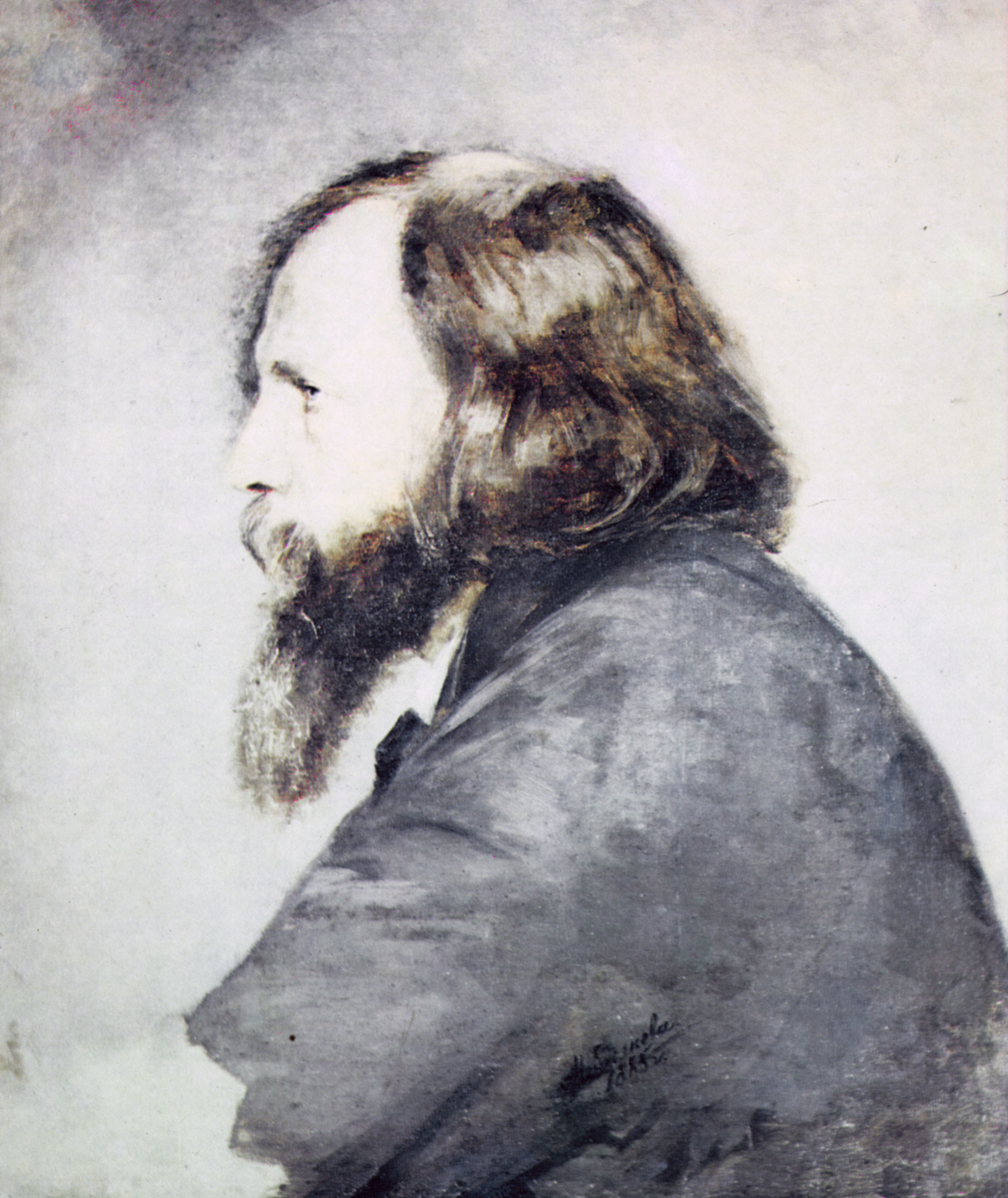
А. И. Менделеева. Портрет Д. И. Менделеева. 1885. Не закончен

7 августа на месте старта — пустыре на северо-западе города, близ Ямской слободы, несмотря на ранний час, собираются огромные толпы зрителей. С Д. И. Менделеевым должен был лететь пилот-аэронавт Александр Матвеевич Кованько, но из-за прошедшего накануне дождя повысилась влажность, шар намок — двух человек поднять был не в состоянии. По настоянию Д. И. Менделеева его спутник вышел из корзины, предварительно прочитав учёному лекцию об управлении шаром, показав, что и как делать. Менделеев отправился в полёт в одиночестве. Это событие Владимир Алексеевич Гиляровский описал в оригинальной статье «Солнечное затмение под Москвой», которая была опубликована в «Русских ведомостях». Сам Менделеев впоследствии так пояснил свою решимость:
...Немалую роль в моём решении играло... то соображение, что о нас, профессорах и вообще учёных, обыкновенно думают повсюду, что мы говорим, советуем, но практическим делом владеть не умеем, что и нам, как щедринским генералам, всегда нужен мужик, для того чтобы делать дело, а иначе у нас всё из рук валится. Мне хотелось демонстрировать, что это мнение, быть может справедливое в каких-то других отношениях, несправедливо в отношении к естествоиспытателям, которые всю жизнь проводят в лаборатории, на экскурсиях и вообще в исследованиях природы. Мы непременно должны уметь владеть практикой, и мне казалось, что это полезно демонстрировать так, чтобы всем стала когда-нибудь известна правда вместо предрассудка. Здесь же для этого представлялся отличный случай.
Аэростат не смог подняться так высоко, как того требовали условия предполагаемых экспериментов — Солнце частично заслоняли облака. В дневнике исследователя первая запись приходится на 6 ч 55 м — по прошествии 20 минут после взлёта. Учёный отмечает показания анероида — 525 мм и температуру воздуха — 1,2°: «Пахнет газом. Сверху облака. Ясно кругом (то есть в уровне аэростата). Облако скрыло солнце. Уже три версты. Подожду самоопускания». В 7 ч 10—12 м: высота 3,5 версты, давление 510—508 мм по анероиду. Шар покрыл расстояние около 100 км, поднявшись на высоту в максимуме — до 3,8 км; пролетев над Талдомом в 8 ч 45 м, приблизительно в 9 ч начал снижаться. Между Калязином и Переславлем-Залесским, около деревни Спас-Угол (имение Михаила Евграфовича Салтыкова-Щедрина) произошла успешная посадка. Уже на земле, в 9 ч 20 м, Д. И. Менделеев заносит в записную книжку показания анероида — 750 мм, температура воздуха — 16,2°. Во время полёта учёный устранил неисправность управления главным клапаном аэростата, что показало хорошее знание практической стороны воздухоплавания.
Высказывалось мнение, что удачный полёт явился стечением счастливых случайных обстоятельств — аэронавт не мог с этим согласиться — повторив известные слова А. В. Суворова «счастье, помилуй Бог, счастье», он добавляет: «Да надо что-то и кроме него. Мне кажется, что всего важнее, кроме орудий спуска — клапана, гидрона, балласта и якоря, спокойное и сознательное отношение к делу. Как красота отвечает, если не всегда, то чаще всего высокой мере целесообразности, так удача — спокойному и до конца рассудительному отношению к цели и средствам».
Международный комитет по аэронавтике в Париже за этот полёт удостоил Д. И. Менделеева медали французской Академии аэростатической метеорологии.
Учёный оценивает этот свой опыт следующим образом: «Если бы мой полёт из Клина, ничего не прибавивший в отношении к знанию „короны“, послужил бы к возбуждению интереса метеорологических наблюдений с аэростатов внутри России, если бы он, кроме того, увеличил общую уверенность в том, что летать на аэростатах можно с удобством даже новичку, тогда бы я не напрасно летал по воздуху 7 августа 1887 года».
Д. И. Менделеев проявлял большой интерес к летательным аппаратам тяжелее воздуха, он интересовался одним из первых самолётов с воздушными винтами, изобретённым Александром Фёдоровичем Можайским. В фундаментальной монографии Д. И. Менделеева, посвящённой вопросам сопротивления среды, есть раздел о воздухоплавании; вообще же учёным на эту тему, сочетающую в его творчестве указанное направление исследований с развитием изучения в области метеорологии, написано 23 статьи.

### Кораблестроение. Освоение Крайнего Севера
Являя собой развитие исследований газов и жидкостей, труды Д. И. Менделеева по сопротивлению среды и воздухоплаванию находят продолжение в работах, посвящённых кораблестроению и освоению арктического мореплавания.

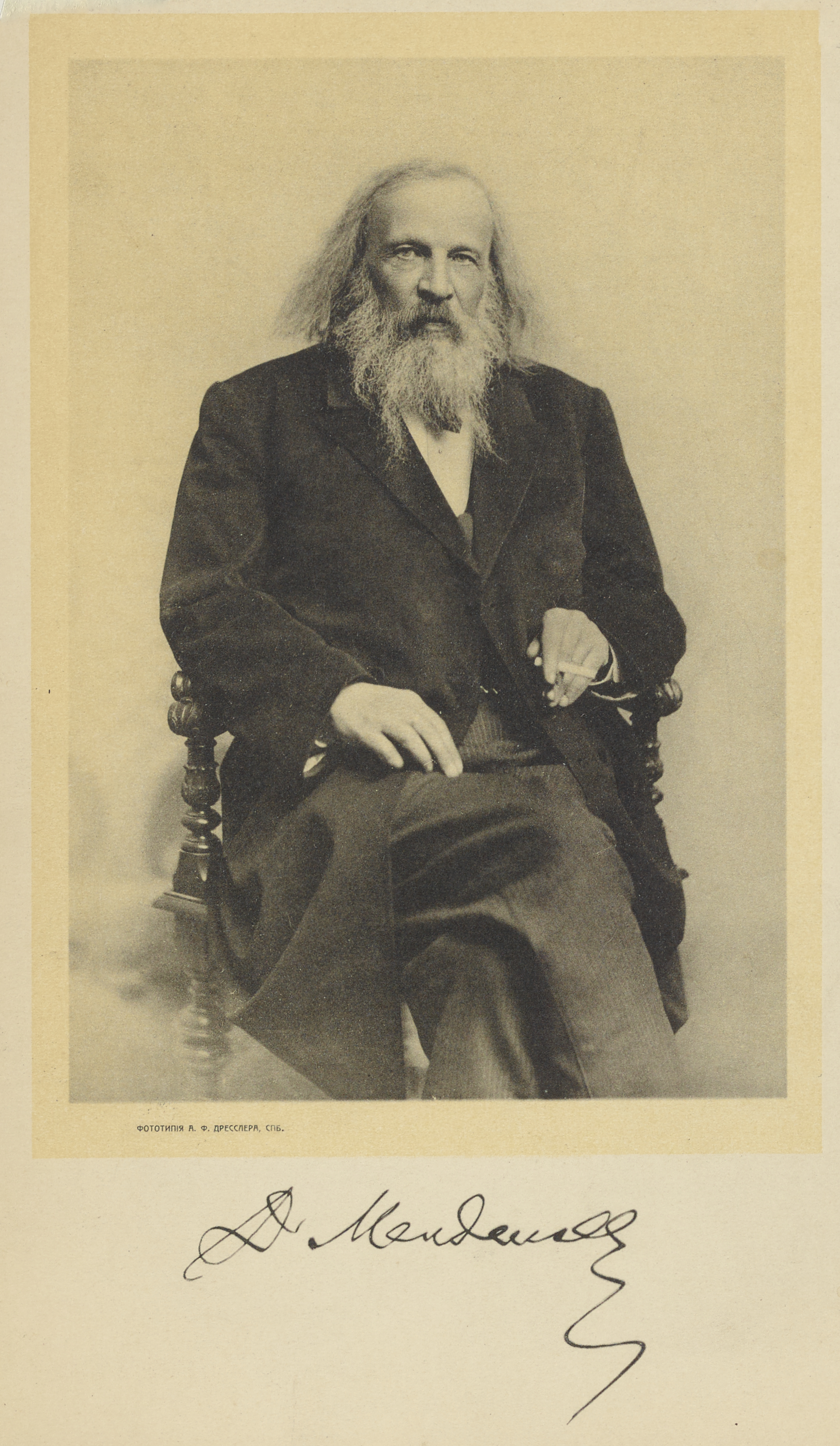
Фотопортрет Д. И. Менделеева

Эта часть научного творчества Д. И. Менделеева в наибольшей степени определяется его сотрудничеством с адмиралом Степаном Осиповичем Макаровым — рассмотрением научных сведений, полученных последним в океанологических экспедициях, их совместными трудами, связанными с созданием опытового бассейна, идея которого принадлежит Дмитрию Ивановичу, принимавшему активнейшее участие в этом деле на всех этапах его реализации — от решения проектных, технических и организационных мероприятий — до строительных, и связанных непосредственно с испытаниями моделей судов, после того как в 1894 году бассейн, наконец, был построен. Д. И. Менделеев с энтузиазмом поддерживал усилия С. О. Макарова, направленные на создание большого арктического ледокола.

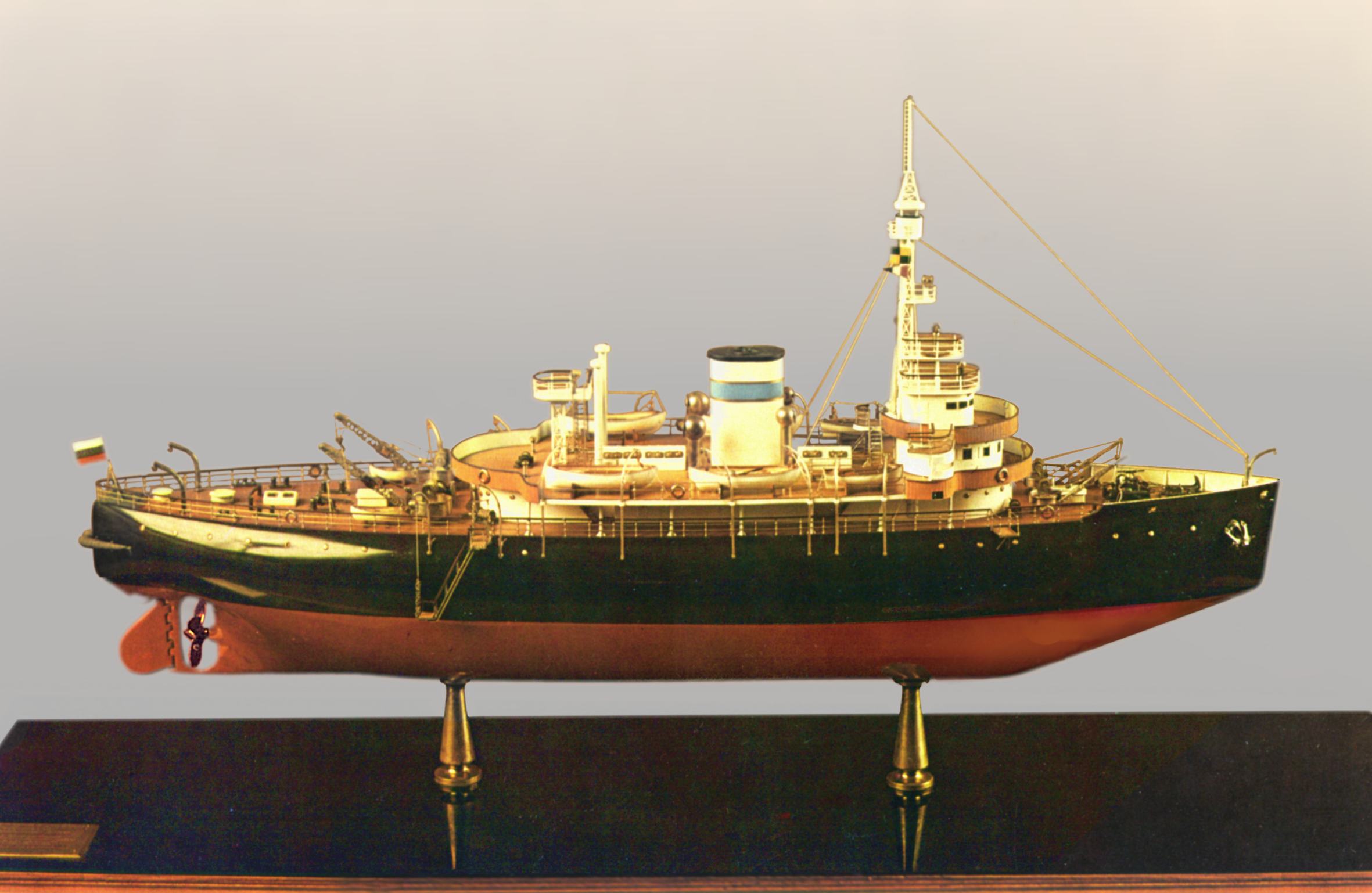
Ледокол, сконструированный в начале XX века Д. И. Менделеевым. Модель по чертежам учёного выполнена под руководством А. И. Дубравина в 1969 году. Музей-архив Д. И. Менделеева (СПбГУ)

Когда в конце 1870-х годов Д. И. Менделеев занимался изучением сопротивления среды, им была высказана мысль о постройке опытового бассейна для испытания судов. Но только в 1893 году по просьбе управляющего морским министерством Николая Матвеевича Чихачёва учёный составляет записку «О бассейне для испытания судовых моделей» и «Проект положения о бассейне», где трактует перспективу создания бассейна как часть научно-технической программы, подразумевающей не только решение задач судостроения военно-технического и торгового профиля, но и дающей возможность осуществления научных исследований.
Занимаясь изучением растворов, Д. И. Менделеев в конце 1880-х — начале 1890-х годов проявляет большой интерес к результатам исследований плотности морской воды, которые были получены С. О. Макаровым в кругосветном плавании на корвете «Витязь» в 1887—1889 годах. Эти ценнейшие данные чрезвычайно высоко оценивал Д. И. Менделеев, включивший их в сводную таблицу величин плотности воды при разных температурах, которую он приводит в своей статье «Изменение плотности воды при нагревании».
Продолжая взаимодействия с С. О. Макаровым, начатые при разработке порохов для морской артиллерии, Д. И. Менделеев включается в организацию ледокольной экспедиции в Северный Ледовитый океан.
Выдвинутая С. О. Макаровым идея этой экспедиции нашла отклик у Д. И. Менделеева, видевшего в таком начинании реальный путь решения многих важнейших экономических проблем: связь Берингова пролива с другими русскими морями положила бы начало освоению Северного морского пути, что делало доступными районы Сибири и Крайнего севера.
Ваша мысль блистательна, — пишет он С. О. Макарову, — и рано или поздно неизбежно выполнится и разовьётся в дело большого значения не только научно-географическое, но и в живую практику.
Инициативы были поддержаны С. Ю. Витте и уже осенью 1897 года правительство принимает решение о финансировании постройки ледокола. Д. И. Менделеев был включён в состав комиссии, занимавшейся вопросами, связанными с постройкой ледокола, из нескольких проектов которого был предпочтён предложенный английской фирмой. Первому в мире арктическому ледоколу, построенному на верфи Armstrong Whitworth, было дано имя легендарного покорителя Сибири — «Ермак», и 29 октября 1898 года он был спущен на воду на реке Тайн в Англии.
В 1898 году Д. И. Менделеев и С. О. Макаров обратились к С. Ю. Витте с докладной запиской «Об исследовании Северного Полярного океана во время пробного плавания ледокола „Ермак“», излагавшей программу экспедиции, планировавшейся к проведению летом 1899 года, в осуществление астрономических, магнитных, метеорологических, гидрологических, химических и биологических исследований.
Модель строящегося ледокола в опытовом судостроительном бассейне Морского министерства была подвергнута испытаниям, включавшем помимо определения скорости и мощности гидродинамическую оценку винтов и исследование остойчивости, сопротивления нагрузкам поперечной качке, для ослабления воздействий которой было внесено ценное техническое усовершенствование, предложенное Д. И. Менделеевым, и впервые применённое в новом корабле.
В 1901—1902 годах Д. И. Менделеев создал проект арктического экспедиционного ледокола. Учёным разработан высокоширотный «промышленный» морской путь, подразумевавший прохождение судов вблизи Северного полюса.
Теме освоения Крайнего Севера Д. И. Менделеевым посвящено 36 работ.

### Метрология
Менделеев был предтечей современной метрологии, в частности — химической метрологии.
Он является автором ряда работ по метрологии. Создал точную теорию весов, разработал наилучшие конструкции коромысла и арретира, предложил точнейшие приёмы взвешивания.
 
Наука начинается с тех пор, как начинают измерять. Точная наука немыслима без меры.
Высочайшим указом 8 июня 1893 году было утверждено Положение о Главной палате мер и весов, которую возглавил Д. И. Менделеев (ныне Всероссийский научно-исследовательский институт метрологии имени Д. И. Менделеева). Для разработки нового закона о мерах и весах в феврале 1897 года была создана государственная комиссия по пересмотру действующего закона под председательством министра финансов В. И. Ковалевского. «Положение о мерах и весах» и новый штат Главной палаты мер и весов 24 мая 1899 года были рассмотрены Государственным советом и Высочайше утверждены 4 июня 1899 года.
Д. И. Менделеев поставил перед собой три задачи, разрешение которых, по его мнению, должно было коренным образом изменить существующее положение дел в области и мер и весов: возобновление русских прототипов длины и массы; создание центрального метрологического учреждения с хорошо оборудованными для научных работ лабораториями; организация поверочного дела на новых началах. В 1899 году были созданы три платиново-иридиевые эталона аршина и три платиново-иридиевого эталона фунта, а также специальный эталон — платиново-иридиевая полусажень. Масса эталона фунта была определена Менделеевым с точностью до 0,000072 грамма
8 (21) октября 1901 года по инициативе Дмитрия Ивановича Менделеева в Харькове была открыта первая на Украине поверочная палатка для выверки и клеймения торговых мер и весов. С этого события берёт начало не только история метрологии и стандартизации на Украине, но и более чем столетняя история ННЦ «Институт метрологии».

### Пороходелие
Существует ряд противоречивых мнений о работах Д. И. Менделеева, посвящённых бездымному пороху. Документальные сведения говорят о следующем их развитии.
В мае 1890 года от лица Морского министерства вице-адмирал Николай Матвеевич Чихачёв предложил Д. И. Менделееву «послужить научной постановке русского порохового дела», на что учёный, уже ушедший из университета, в письме выразил согласие и указал на потребность заграничной командировки со включением специалистов по взрывчатым веществам — профессора Минных офицерских классов Ивана Михайловича Чельцова, и управляющего пироксилиновым заводом Л. Г. Федотова, — организации лаборатории взрывчатых веществ.
В Лондоне Д. И. Менделеев встречался с учёными, у которых пользовался неизменным авторитетом: 15—25 июня — с Фредериком Августом Абелем (председатель Комитета по взрывчатым веществам, открывший кордит), Джеймсом Дьюаром (член комитета, соавтор кордита), Уильямом Рамзаем, У. Андерсоном, А. Тилло и Людвигом Мондом, Р. Юнгом, Джорджем Габриелем Стоксом и Эдуардом Франкландом. 21 июня посетил завод скорострельного оружия и пороха Норденфельда-Максима, где сам производил испытания; 22 июня вместе с И. М. Чельцовым посетил полигон Вулвичского арсенала и отмечает в записной книжке: «Бездымный порох: пироксилин+нитроглицерин+касторовое масло; тянут, режут чешуйки и проволочные столбики. Дали образцы…»).
Далее — Париж. Французский пироксилиновый порох был строго засекречен (технология опубликована лишь в 1930-х годах). Встретился с Луи Пастером, Полем Эмилем Лекоком де Буабодраном, Анри Муассаном, Анри Луи Ле Шателье, Марселеном Бертло (один из руководителей работ по пороху), — со специалистами по взрывчатым веществам А. Готье и Э. Сарро (директор Центральной лаборатории порохов и селитр Франции) и другими. Учёный обратился к Военному министру Франции Ш. Л. Фрейсине за допуском на заводы — через два дня Э. Сарро принял Д. И. Менделеева в своей лаборатории, показал испытание пороха; Арну и Э. Сарро дали «для личного пользования» образец (2 г), но состав и свойства его показали непригодность для крупнокалиберной артиллерии.
В середине июля 1890 года в Санкт-Петербурге Д. И. Менделеев указал на необходимость лаборатории (открыта только летом 1891 года), а сам, с Николаем Александровичем Меншуткиным, Н. П. Фёдоровым, Львом Николаевичем Шишковым, Алексеем Романовичем Шуляченко, начал опыты в университетской. Осенью 1890-го на Охтинском заводе он участвовал в испытаниях бездымного пороха на различных типах оружия, — запросил технологию. В декабре Д. И. Менделеевым получена растворимая нитроклетчатка, а в январе 1891 — та, которая «растворяется, как сахар», названная им пироколлодием.
Большое значение Д. И. Менделеев придавал промышленной и экономической стороне пороходелия, — использованию только отечественного сырья; изучил получение серной кислоты из местных колчеданов на заводе Петра Капитоновича Ушкова в городе Елабуга Вятской губернии (где позднее в малом объёме и начали производить порох), — хлопчатобумажных «концов» с русских предприятий. Началось производство на Шлиссельбургском заводе под Санкт-Петербургом. Осенью 1892 года, с участием главного инспектора артиллерии морского флота адмирала Степана Осиповича Макарова, испытан пироколлодийный порох, получивший высокую оценку военных специалистов. За полтора года под руководством Д. И. Менделеева разработана технология пироколлодия — основы отечественного бездымного пороха, своими качествами превосходящего иностранные. После испытаний 1893 года адмирал С. О. Макаров подтвердил пригодность нового «бездымного зелья» для использования в орудиях всех калибров.
Д. И. Менделеев был занят пороходелием до 1898 года. Привлечение Бондюжинского и Охтинского заводов, Морского пироксилинового завода в Санкт-Петербурге, вылилось в противостояние ведомственных и патентных интересов. С. О. Макаров, отстаивая приоритет Д. И. Менделеева, отмечает его «крупные услуги по решению вопроса о типе бездымного пороха» для Морского министерства, откуда 1895 году учёный ушёл с должности консультанта; он добивается снятия секретности — «Морской сборник» под рубрикой «О пироколлодийном бездымном порохе» (1895, 1896) публикует его статьи, где сопоставляя различные пороха с пироколлодием по 12 параметрам, констатирует его очевидные преимущества, выраженные — постоянством состава, однородностью, исключением «следов детонации»
Влагая то, что могу в дело изучения бездымного пороха, я уверен, что служу, по мере сил, мирному развитию своей страны и научному познанию вещей, слагающемуся из попыток отдельных лиц осветить узнанное.
Французский инженер Мессена, не кто иной, как эксперт Охтинского порохового завода, заинтересованный в своей технологии пироксилина, добился от также заинтересованных производителей признания идентичности последнего пироколлодийному — Д. И. Менделеева. Вместо развития отечественных изысканий, покупали иностранные патенты — право на «авторство» и производство менделеевского пороха присвоил себе находившийся тогда в Санкт-Петербурге младший лейтенант ВМФ САСШ Д. Бернаду (англ. John Baptiste Bernadou), «по совместительству» сотрудник ONI (англ. Office of Naval Intelligence — Управление военно-морской разведки), раздобывший рецептуру, и, никогда ранее не занимаясь этим, вдруг с 1898 года «увлёкшийся разработкой» бездымного пороха, а в 1900 году получивший патент на «Коллоидную взрывчатку и её производство» (англ. Colloid explosive and process of making same) — пироколлоидный порох…, в своих публикациях он воспроизводит выводы Д. И. Менделеева. И Россия, «по извечной своей традиции», в Первую мировую войну в огромном количестве покупала его, этот порох, в Америке, а изобретателями до сих пор указываются моряки — лейтенант Д. Бернаду и капитан Дж. Конверс (англ. George Albert Converse).
Исследованиям по теме пороходелия, опирающихся на его фундаментальные труды по изучению водных растворов, и напрямую связанных с ними, Дмитрий Иванович посвятил 68 статей.

### Обэлектролитической диссоциации
К развитию теории растворов Д. И. Менделеева продолжал проявлять интерес и в конце 1880-х — 1890-х годов. Эта тема приобрела особое значение и злободневность после оформления и начала успешного применения теории электролитической диссоциации (Сванте Август Аррениус, Вильгельм Фридрих Оствальд, Якоб Хендрик Вант-Гофф). Д. И. Менделеев пристально наблюдал за развитием этой новой теории, однако воздерживался от какой-либо категорической её оценки.

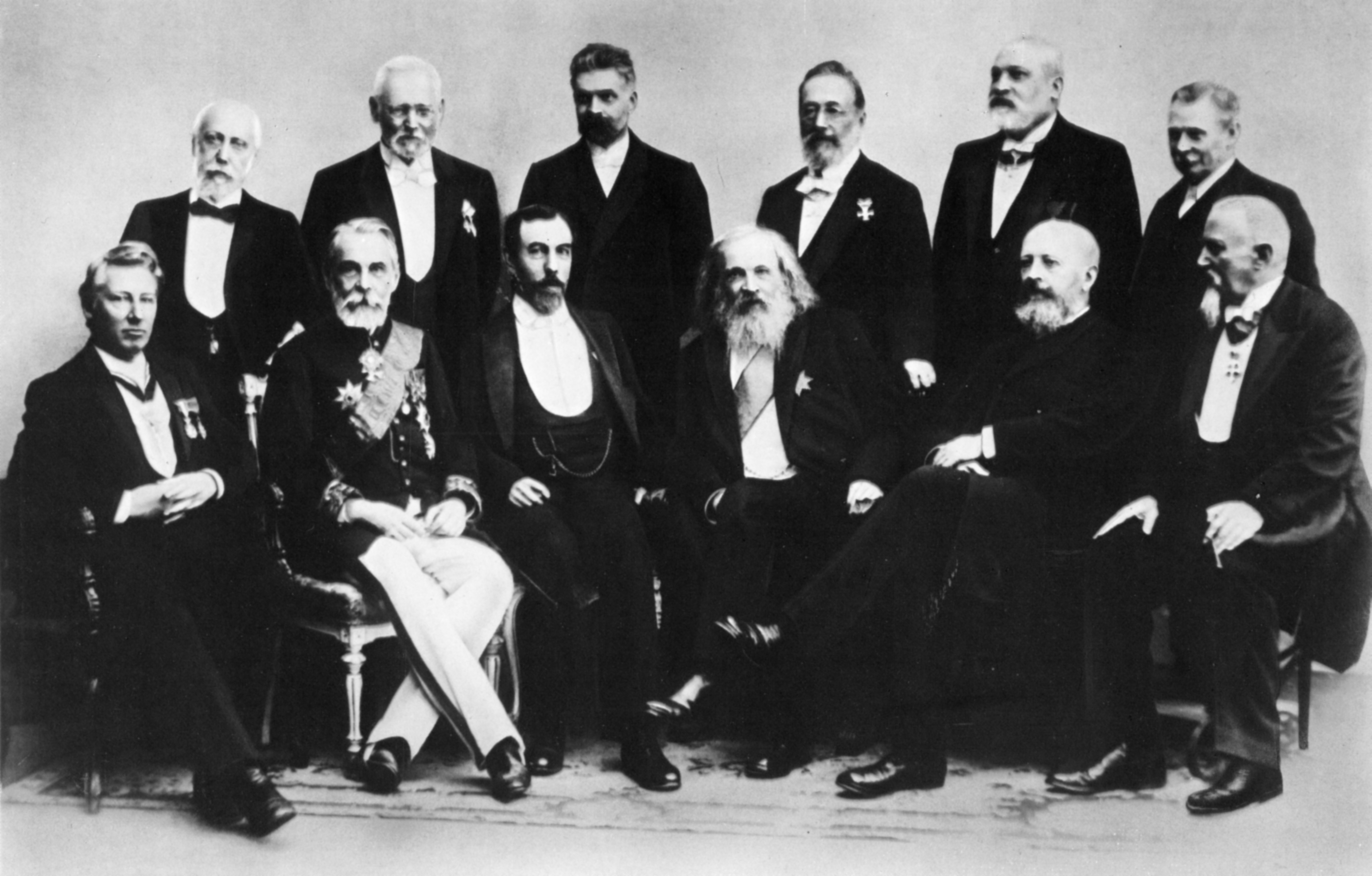
Участники празднования 200-летия Берлинской академии наук: Слева направо стоят: Альберт Ладенбург, Софус Мадс Иоргенсен, Э. Гельд, Г. Ландольт, Клеменс Александр Винклер, Т. Торпе; сидят: Якоб Хендрик Вант-Гофф, Фёдор Фёдорович Бейльштейн, Уильям Рамзай, Дмитрий Иванович Менделеев, Адольф Байер, А. Косса. 1900

Д. И. Менделеев обстоятельно рассматривает некоторые доводы, к которым обращаются сторонники теории электролитической диссоциации при доказательстве самого факта разложения солей на ионы, в том числе понижения температуры замерзания и других факторов, определяющихся свойствами растворов. Этим и другим вопросам, связанным с пониманием данной теории, посвящена его «Заметка о диссоциации растворённых веществ». Он говорит о возможности соединений растворителей с растворёнными веществами и влиянии их на свойства растворов. Не утверждая безапелляционно, Д. И. Менделеев, в то же время указывает на потребность не сбрасывать со счето́в возможность многостороннего рассмотрения процессов: «прежде, чем признавать в растворе соли MX диссоциацию на ионы M+X, следует по духу всех сведений о растворах, искать для водных растворов солей MX воздействия с H2О дающего частицы MOH + HX, или же диссоциации гидратов MX (n + 1) H2О на гидраты MOHmH2O + HX (n — m) H2O или даже прямо гидратов MXnH2О на отдельные молекулы».
Из этого следует, что Д. И. Менделеев не отрицал огульно саму теорию, а в большей степени указывал на потребность её развития и понимания с учётом последовательно разработанной теории взаимодействия растворителя и растворённого вещества. В примечаниях раздела «Основ химии», посвящённого теме, он пишет: «…для лиц, желающих изучить химию подробнее, весьма поучительно вникнуть в совокупность сведений сюда относящихся, которые можно найти в „Zeitschrift für physikalische Chemie“ за годы начиная с 1888».
В конце 1880-х годов между сторонниками и противниками теории электролитической диссоциации развернулись интенсивные дискуссии. Наибольшую остроту приобрела полемика в Англии, причём связана она была именно с работами Д. И. Менделеева. Данные по разбавленным растворам явились основой доводов сторонников теории, а противники обращались к результатам исследований растворов в широких областях концентраций. Наибольшее внимание отводилось растворам серной кислоты, хорошо исследованным Д. И. Менделеевым. Многие английские химики последовательно развивали точку зрения Д. И. Менделеева на присутствие в диаграммах «состав — свойство» важных точек. Сведения эти использовали в критике теории электролитической диссоциации Х. Кромптон, Э. Пикеринг, Г. Е. Армстронг и другие учёные. Их указание на точку зрения Д. И. Менделеева и данные о растворах серной кислоты в виде основных аргументов своей правоты расценивалось многими учёными, в том числе и немецкими, как противопоставление «гидратной теории Менделеева» теории электролитической диссоциации. Это привело к предвзятому и остро критическому восприятию позиций Д. И. Менделеева, например, тем же Вальтером Германом Нернстом.
В то время как данные эти относятся к очень сложным случаям равновесий в растворах, когда, помимо диссоциации, молекулы серной кислоты и воды образуют сложные полимерные ионы. В концентрированных растворах серной кислоты наблюдается параллельное протекание процессов электролитической диссоциации и ассоциации молекул. Отрицать справедливость теории электролитической диссоциации не даёт основания даже выявляемое благодаря электропроводности (по скачкам линии «состав — электропроводность») присутствие разнообразных гидратов в системе H2O — H2SO4. Требуется осознание факта одновременного протекания ассоциации молекул и диссоциации ионов. В преодолении кажущегося противоречия теорий Аррениуса и Менделеева русский учёный Иван Алексеевич Каблуков ввёл в науку представление о гидратации ионов, а в 1888 году физикохимик Владимир Александрович Кистяковский высказал идею об объединении химической теории растворов Менделеева с учением об электролитической диссоциации Аррениуса.

## Менделеев — экономист ифутуролог

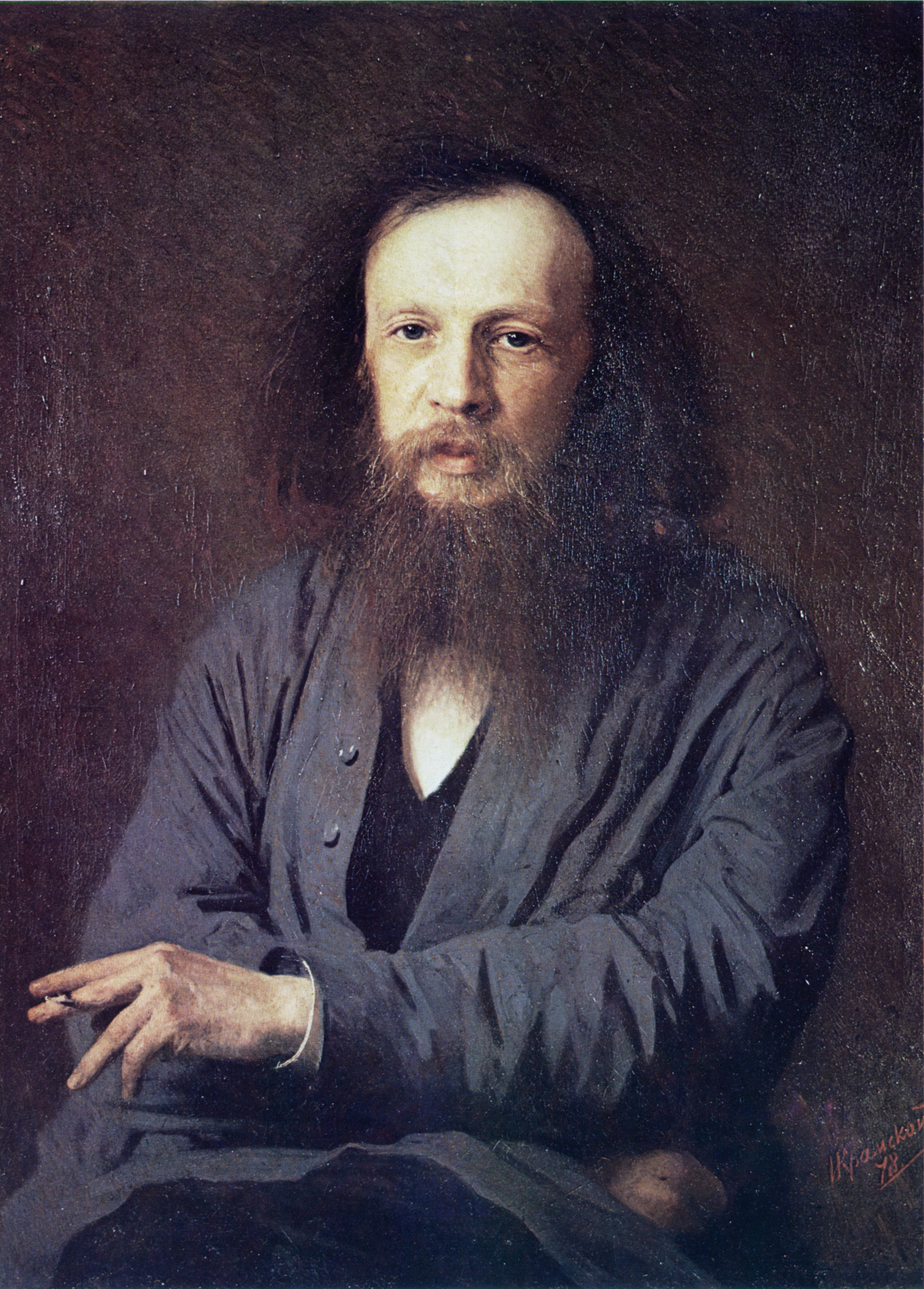
Ив. Крамской. Д. И. Менделеев. 1878

Д. И. Менделеев был также выдающимся экономистом, обосновавшим главные направления хозяйственного развития России. Вся его деятельность, будь то самые отвлечённые теоретические изыскания, будь — строгие технологические исследования, непременно, теми или иными путями, следствием имела практическую реализацию, которая всегда подразумевала учтение и хорошее понимание экономического смысла.
С 1867 года Менделеев состоял членом Комитета Общества для содействия русской промышленности и торговли — первого всероссийского объединения предпринимателей.
Будущее русской промышленности Д. И. Менделеев видел в развитии общинного и артельного духа. Конкретно он предлагал реформировать русскую общину так, чтобы она летом вела земледельческую работу, а зимой — фабрично-заводскую на своей общинной фабрике. Внутри отдельных заводов и фабрик предлагалось развивать артельную организацию труда. Фабрика или завод при каждой общине — «вот что одно может сделать русский народ богатым, трудолюбивым и образованным».
Богатство и капитал Д. И. Менделеев считал функцией труда. «Богатство и капитал, — записывал он для себя, — равно труду, опыту, бережливости, равно началу нравственному, а не чисто экономическому». Состояние без труда может быть нравственно, если только получено по наследству. Капиталом, по мнению Менделеева, является только та часть богатства, которая обращена на промышленность и производство, но не на спекуляцию и перепродажу. Выступая против паразитического спекулятивного капитала, Д. И. Менделеев считал, что его можно избежать в условиях общины, артели и кооперации.

### Таможенный тариф и протекционизм
В сентябре 1889 года министр финансов Иван Вышнеградский предложил Менделееву заняться таможенным тарифом по химическим продуктам и представить доклад к январю 1890 года. Изучив необходимые материалы, Менделеев решил составить общий тариф, что предполагало разработку теоретических основ таможенной политики и системы распределения товаров. В январе 1890 года он представил доклад «Связь частей общего таможенного тарифа. Ввоз товаров», в котором разработал теоретические основы таможенного протекционизма и сформулировал принципы тарифной политики.
При разработке таможенного тарифа, писал Менделеев, следует исходить из того, что, во-первых, «таможенный тариф всегда будет делом времени, условий и обстоятельства страны, к которой прилагается»; во-вторых, «от тарифа можно ждать вполне благоприятных плодов лишь тогда, когда он установлен прочно, когда к нему есть возможность приноровиться и когда его система отличается целостностью»; в-третьих, тариф должен «ясно указывать всем и каждому его истинные цели и те начала, которые определяют размеры его „таможенных окладов“.»
В октябре 1890 года Менделеев представил Вышнеградскому обширное «Добавление к докладной записке, относящейся к связи частей таможенного тарифа»
Вместе со следующим министром финансов Сергеем Витте Менделеев принимал участие в разработке Таможенного тарифа 1891 г. в России.
Д. И. Менделеев выступал горячим сторонником протекционизма и хозяйственной самостоятельности России. В своих работах «Письма о заводах», «Толковый тариф…» Д. И. Менделеев стоял на позициях защиты русской промышленности от конкуренции со стороны западных стран, связывая развитие промышленности России с общей таможенной политикой. Учёный отмечал несправедливость экономического порядка, позволяющего странам, осуществляющим переработку сырья, пожинать плоды труда работников стран-поставщиков сырья. Этот порядок, по его мнению, «имущему отдаёт весь перевес над неимущим».
В своём обращении к общественности — «Оправдание протекционизма» (1897) и в трёх письмах Николаю II (1897, 1898, 1901 — «писаны и посланы по желанию С. Ю. Витте, который говорил, что он один не в силах убедить») Д. И. Менделеев излагает некоторые свои экономические взгляды.
Он указывает на целесообразность беспрепятственного включения иностранных инвестиций в национальную промышленность. Учёный расценивает капитал как «временную форму», в которую «вылились в наш век некоторые стороны промышленности»; до какой-то степени, подобно многим современникам, идеализирует его, подразумевая за ним функцию носителя прогресса: «Откуда бы ни пришёл, везде родит новые капиталы, так обойдёт весь ограниченный шар Земли, сблизит народы и тогда, вероятно, утратит своё современное значение». По мнению Д. И. Менделеева, иностранные капиталовложения следует использовать, по мере накопления собственных российских, как временное средство для достижения национальных целей.
Притом учёный отмечает необходимость национализации нескольких жизненно важных регулирующих экономических составляющих и потребность создания системы образования как части покровительственной политики государства.

### Уральская экспедиция
Говоря о «третьей службе Родине», учёный особо отмечает значение этой экспедиции. В марте 1899 года Д. И. Менделеев направляет докладную товарищу министра финансов Владимиру Коковцеву, в которой сообщает свои выводы о состоянии производства на Урале, ознакомившись со всей имеющейся по этому вопросу информацией. Он предлагает передать Военному и Морскому министерству казённые заводы, соответствующие интересам обороны; остальные предприятия такого рода — государственные горные заводы — в частные руки в виде потенциала конкуренции, для снижения цен, а казне, владеющей рудами и лесами — доход. «Урал страдает, — подчёркивал Менделеев, — более всего именно тем, что там действуют почти всецело одни крупные предприниматели, всё и вся захватившие для себя одних». Среди причин медленного развития Урала были названы, кроме того, нежелание правительства выделять мелким промышленникам казённые земли, слабое развитие всех видов транспорта, особенно железных дорог, и местное горное начальство, которое «гасит всё то, что могли бы ввести на Урале новые и более свободные промышленные начала».
По поручению министра финансов Витте и директора Департамента промышленности и торговли Владимира Ковалевского, руководство экспедицией было доверено Д. И. Менделееву. Занимаясь подготовкой к экспедиции, Менделеев в августе 1899 года направил «Письмо уральским заводчикам» с просьбой сообщить необходимую информацию о своих производствах (заводе или заводах), ответив на 23 поставленных в нём вопроса.

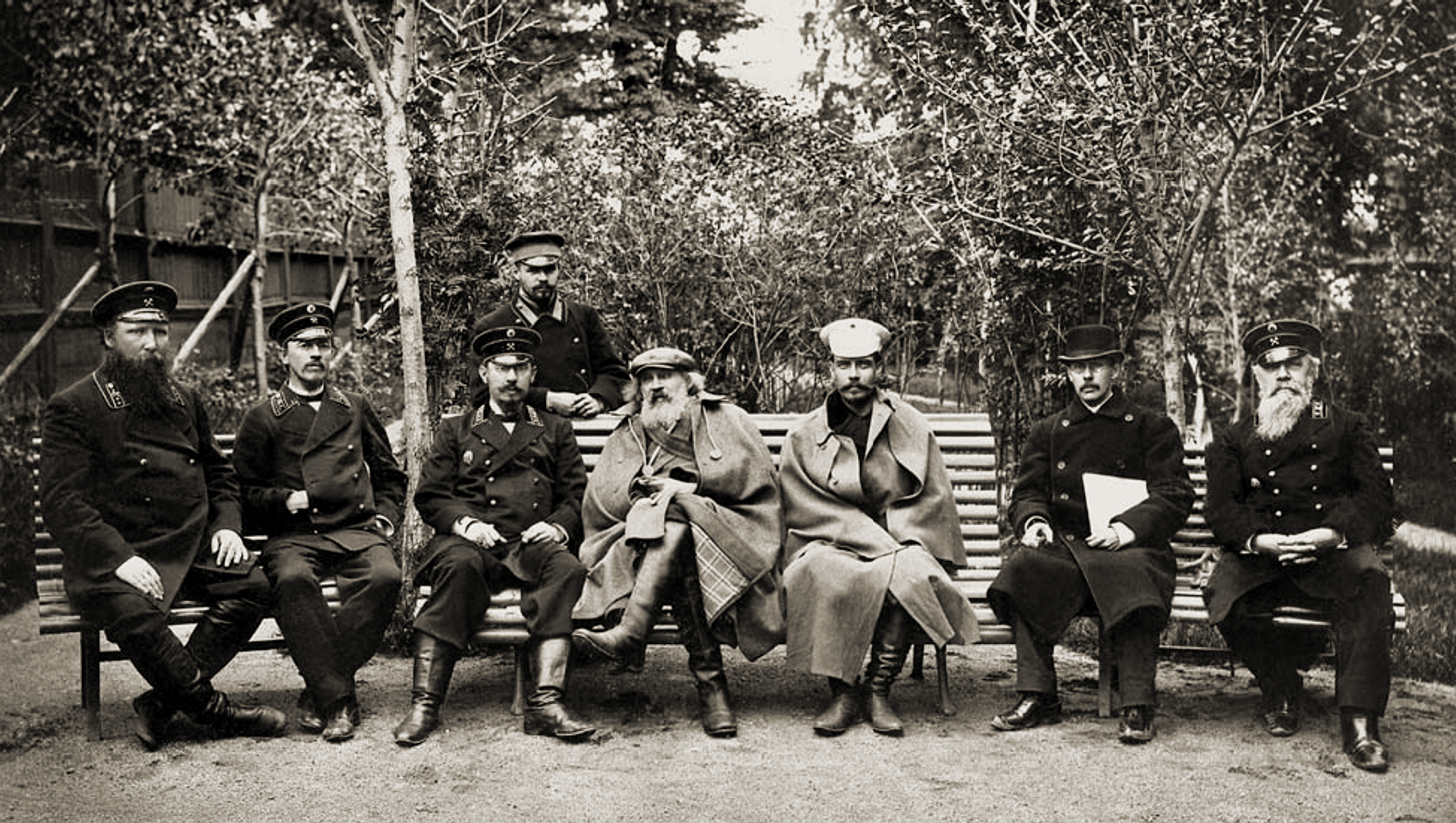
Д. И. Менделеев и П. А. Замятченский на Кушвинском металлургическом заводе. 1899

Несмотря на недомогание, учёный не отказался от поездки. «…меня сильно занимал вопрос уральской железной промышленности, — писал Д. И. Менделеев, — и я, несмотря на свои годы и недуги, считал себя обязанным, по мере сил, выполнить возлагавшуюся на меня обязанность». В экспедиции участвовали: заведующий кафедрой минералогии Петербургского университета профессор Пётр Земятченский, известный специалист по русским железным рудам; помощник начальника научно-технической лаборатории Морского министерства химик С. П. Вуколов; К. Н. Егоров, сотрудник Главной палаты мер и весов. Последним двум Д. И. Менделеев поручил «осмотр многих уральских заводов и производство полных магнитных измерений» для выявления аномалий, говорящих о наличии железной руды. К. Н. Егорову также поручалось изучение Экибастузского месторождения каменного угля, по мнению Д. И. Менделеева — очень важного для уральской металлургии. Сопровождали экспедицию представитель Министерства Государственных имуществ — чиновник по особым поручениям Уральского горного управления Н. А. Саларев и секретарь уполномоченных от Съезда горнопромышленников Урала В. В. Мамонтов. Личные маршруты участников Уральской экспедиции определялись задачами.
Д. И. Менделеев из Перми следовал по такому маршруту: Кизел — Чусовая — Кушва — гора Благодать — Нижний Тагил — гора Высокая — Екатеринбург — Тюмень, пароходом — в Тобольск. Из Тобольска пароходом — в Тюмень и далее: Екатеринбург — Билимбаево — Екатеринбург — Кыштым. После Кыштыма у Д. И. Менделеева «идёт горлом кровь» — рецидив старого недуга, он задерживается в Златоусте, надеясь отдохнуть и «вновь пуститься на заводы», но улучшения не последовало, и он через Уфу и Самару вернулся в Боблово. Д. И. Менделеев отметил, что ещё в Екатеринбурге получил хорошее представление о состоянии железной промышленности Урала.
В своём отчёте Витте Менделеев указывает причины медленного развития металлургии, и меры преодоления того: «Воздействие России на весь запад Сибири и на степной центр Азии может и должно совершаться при посредстве Уральского края». Причину стагнации промышленности Урала Менделеев видел в социально-экономической архаике: «…Необходимо с особой настойчивостью закончить все остатки помещичьего отношения, ещё существующего всюду на Урале в виде крестьян, приписанных к заводам». Администрация чинит помехи малым предприятиям, но «истинное развитие промышленности немыслимо без свободного соревнования мелких и средних заводчиков с крупными». Д. И. Менделеев указывает: опекаемые правительством монополисты тормозят подъём края, — «дорогие цены, довольство достигнутым и остановка в развитии». Позже он отметит, что это стоило ему «много труда и неприятностей». В отчёте С. Ю. Витте Д. И. Менделеев назвал перечень мер, которые позволят не только прекратить стагнацию металлургии Урала, но и значительно увеличить производство:
1. передача всей металлургии в «ведение Министерства финансов, как главному направителю всей русской фабрично-заводской промышленностью»;
2. возможность открытия и работы частных металлургических предприятий явочным, а не разрешительным порядком;
3. «с особой настойчивостью закончить все остатки помещичьего отношения…в виде крестьян, приписанных к заводам и получивших лишь усадебную землю»;
4. «совершенно покончить с таким устарелым способом движения промышленности, как посессия»;
5. организовать на Урале при Министерстве финансов специальный металлургический институт, а также усилить средние и низшие профессиональные школы;
6. закрыть казённые заводы, что позволит «легко ввести на Урале, куда стремятся уже многие, новых частных предприимчивых капиталистов, борьба которых должна служить к умножению количества и к удешевлению железа»;
7. рудники, принадлежащие казне следует оставить за ней, но при этом сдавать их частным заводчикам по умеренной и заранее установленной цене с пуда добычи;
8. строительство четырёх линий железных дорог, эксплуатация которых (при ускоренном возврате затрат и уменьшении величины оборотного капитала на пуд железа) должна понижать цену товаров.

На Урале получила оправдание его идея подземной газификации угля, выраженная им ещё в Донбассе (1888), и к которой он возвращался неоднократно («Горючие материалы» — 1893, «Основы фабрично-заводской промышленности» — 1897, «Учение о промышленности» — 1900—1901).
Участие в изучении уральской железной промышленности — один из важнейших этапов деятельности Менделеева-экономиста. В своём труде «К познанию России» он скажет: «В моей жизни мне пришлось принимать участие в судьбе трёх…дел: нефтяного, каменноугольного и железнорудного». Из Уральской экспедиции учёный привёз бесценный материал, использованный им в дальнейшем в трудах «Учение о промышленности» и «К познанию России».

### К познанию России
В 1906 году Д. И. Менделеев как свидетель первой русской революции чутко реагирует на происходящее и, видя приближение больших перемен, пишет свой последний крупный труд «К познанию России». Важное место в этой работе занимают вопросы народонаселения; в своих выводах учёный опирается на скрупулёзный анализ результатов переписи населения. Д. И. Менделеев обрабатывает статистические таблицы со свойственной ему тщательностью и мастерством исследователя, совершенно владеющего математическим аппаратом и методами расчёта.
Достаточно важным компонентом явилось присутствующее в книге вычисление двух центров России — поверхности и населенности. Для России уяснение территориального центра государства — важнейшего геополитического параметра, сделано впервые именно Д. И. Менделеевым. Учёный приобщил к изданию карту новой проекции, в которой нашли отражение идея единого промышленного и культурного развития европейской и азиатской частей страны, что должно было служить сближению двух центров.

### О демографическом росте
Учёный со всей определённостью показывает отношение к настоящему вопросу в контексте своих убеждений в целом следующими словами: «Высшая цель политики яснее всего выражается в выработке условий для размножения людского».
В начале XX века Менделеев, отмечая, что население Российской империи за последние сорок лет удвоилось, вычислил, что к 2050 году её численность при сохранении существующего роста достигнет 800 млн человек.
Объективные исторические обстоятельства (в первую очередь — войны, революции и их последствия) внесли коррективы в расчёты учёного, тем не менее, показатели, к которым он пришёл относительно регионов и народов, по тем или иным причинам в меньшей степени затронутых названными непредсказуемыми факторами, подтверждают справедливость его прогнозов.

## Педагогика и просвещение
Д. И. Менделеев был не только выдающимся учёным-энциклопедистом, но и талантливым педагогом-практиком, успешно соединяя преподавательскую деятельность с научной. Одной из служб своих Родине Менделеев считал преподавательство, которому он отдал более 35 лет своей жизни. Об этом он написал в не отправленном письме, адресованном С. Ю. Витте. В XIII томе Собрания его сочинений опубликованы докладные записки, выступления, статьи, письма, посвящённые вопросам народного образования и просвещения.
После проведённой гимназической реформы 1871 года, которая ограничила возможность получения образования многим желающим, главной педагогической идеей Д. И. Менделеева стала идея непрерывности образования. Эта идея нашла своё отражение в таких статьях: «Заметка по вопросу о преобразовании гимназий» (1871), «В пользу образования» (1899), «По вопросам русского школьного образования» (1900).
В «Заметке по вопросу о преобразовании гимназий» Менделеев отмечал: «Учебные заведения для первоначального, среднего и высшего образования могут приносить наибольшую пользу только при условии непрерывности». Под непрерывностью образования Менделеев понимает возможность для талантливых выпускников низших училищ беспрепятственно переходить в высшие заведения.

## Три службы Родине
В приватном письме С. Ю. Витте, оставшемся неотправленным, Д. И. Менделеев, констатируя и оценивая свою многолетнюю деятельность, называет «три службы Родине»:
Плоды моих трудов — прежде всего в научной известности, составляющей гордость — не одну мою личную, но и общую русскую... Лучшее время жизни и её главную силу взяло преподавательство... Из тысяч моих учеников много теперь повсюду видных деятелей, профессоров, администраторов, и, встречая их, всегда слышал, что доброе в них семя полагал, а не простую отбывал повинность... Третья служба моя Родине наименее видна, хотя заботила меня с юных лет по сих пор. Это служба по мере сил и возможности на пользу роста русской промышленности...
Эти направления в многогранном творчестве учёного между собой связаны теснейшим образом.

## Логико-тематическая парадигма творчества

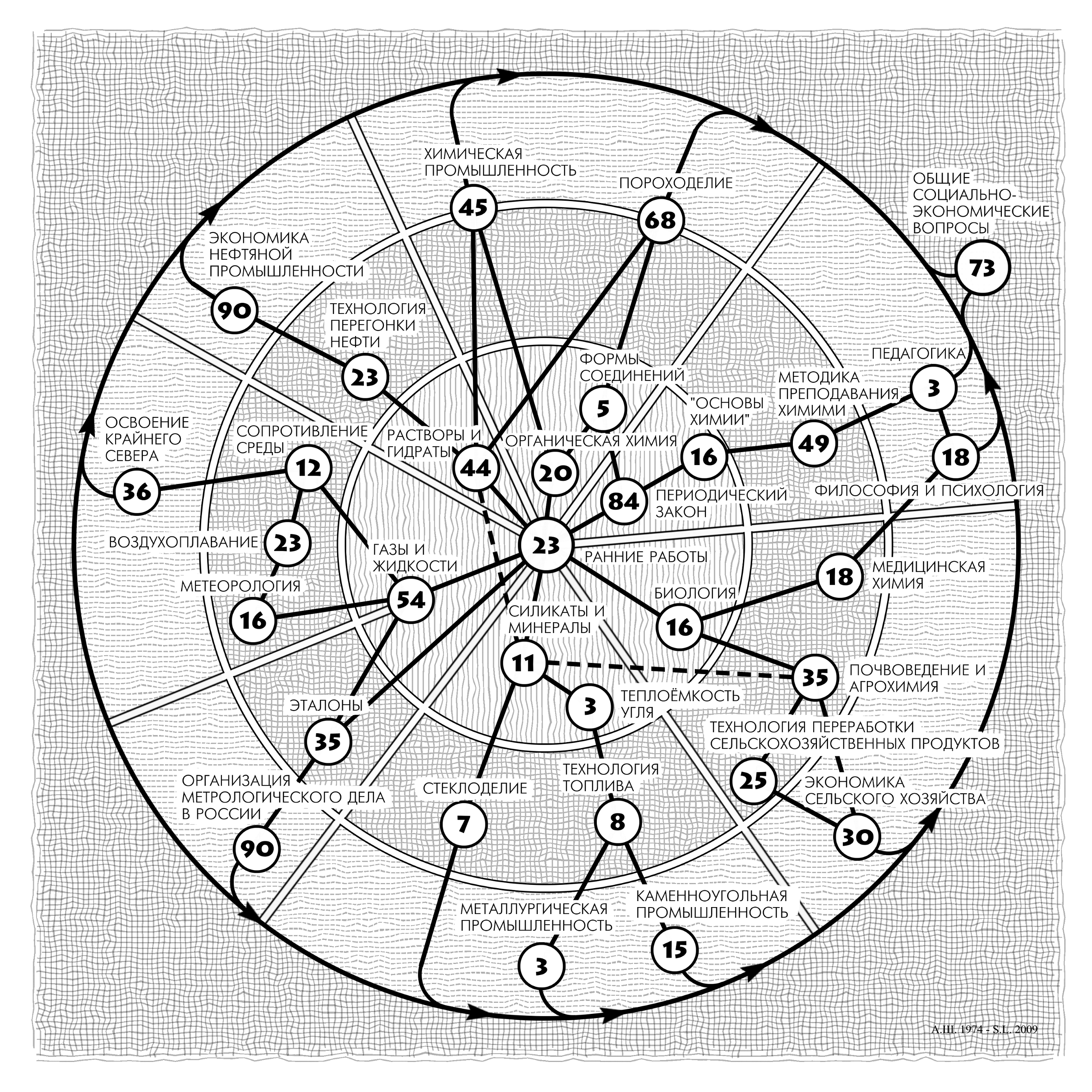
Р. Б. Добротин. Логико-тематическая схема творчества Д. И. Менделеева. Выполнил А. М. Шульц. 1979

Всё научное, философское и публицистическое творчество Д. И. Менделеева предлагается рассматривать интегрально — в сопоставлении разделов этого большого наследия как с точки зрения «веса» в нём отдельных дисциплин, направлений и тем, так и во взаимодействии основных и частных его составляющих.
Директором Музея-архива Д. И. Менделеева (ЛГУ) профессором Р. Б. Добротиным был разработан в 1970-е годы метод, подразумевающий такой целостный подход к оценке творчества Д. И. Менделеева с учётом конкретных исторических условий, в которых оно развивалось. На протяжении многих лет изучая и последовательно сопоставляя разделы этого огромного свода, Р. Б. Добротин шаг за шагом выявил внутреннюю логическую связь всех его малых и больших частей; этому способствовала и возможность работать непосредственно с материалами уникального архива, и общение со многими признанными специалистами разных дисциплин. Безвременная кончина талантливого исследователя не позволила ему в полной мере развить это интересное начинание, по многим признакам предвосхищающее возможности как современной методологии науки, так и новых информационных технологий.
Построенная подобно родословному древу, схема структурно отражает тематическую классификацию и позволяет проследить логико-морфологические связи между различными направлениями творчества Д. И. Менделеева.
Анализ многочисленных логических связей позволяет выделить 7 основных направлений деятельности учёного — 7 секторов:
1. Периодический закон, педагогика, просвещение.
2. Органическая химия, учение о предельных формах соединений.
3. Растворы, технология нефти и экономика нефтяной промышленности.
4. Физика жидкостей и газов, метеорология, воздухоплавание, сопротивление среды, кораблестроение, освоение Крайнего Севера.
5. Эталоны, вопросы метрологии.
6. Химия твёрдого тела, технология твёрдого топлива и стекла.
7. Биология, медицинская химия, агрохимия, сельское хозяйство.

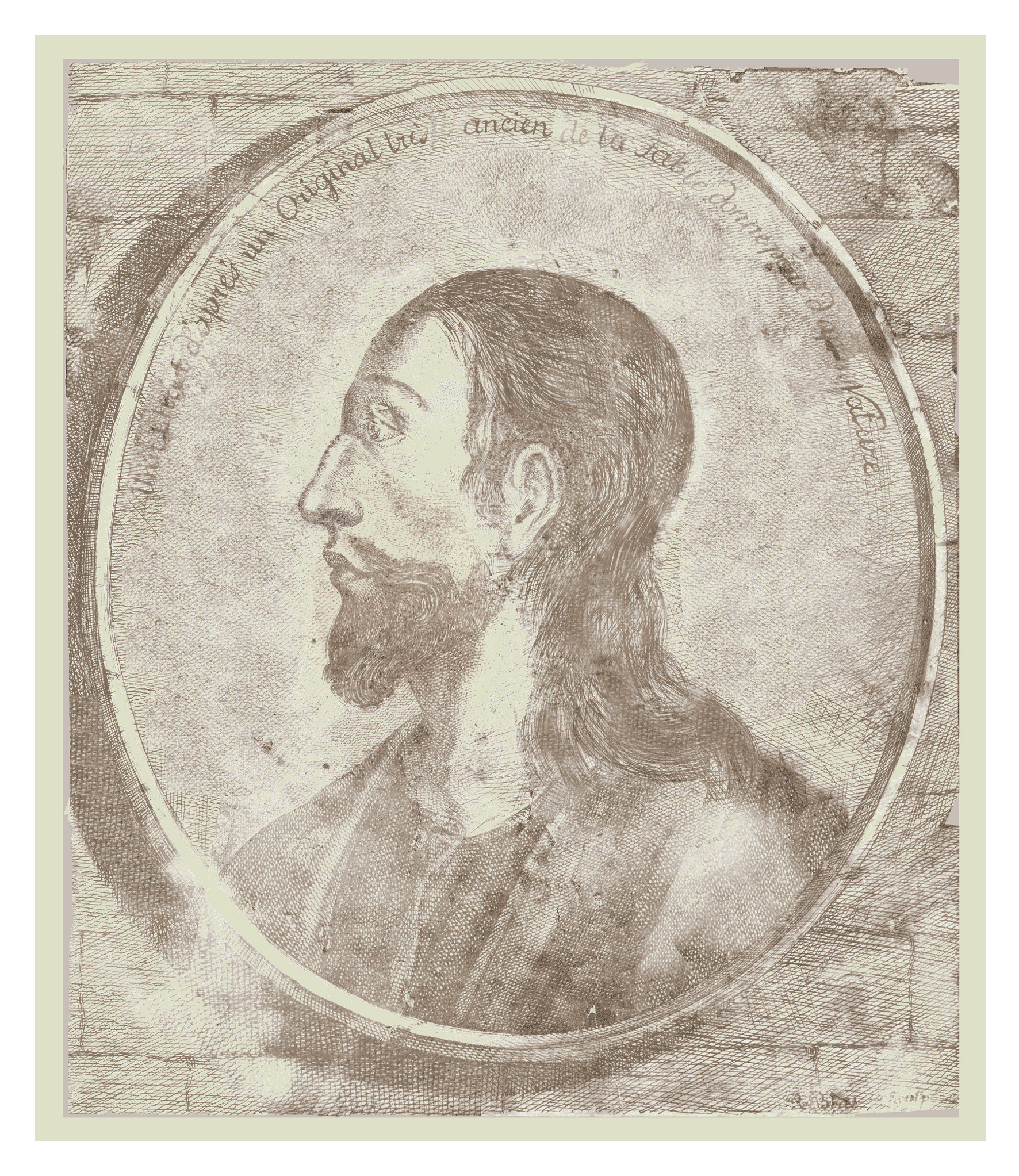
Копия из кабинета Д. И. Менделеева. Неизвестный художник круга французских рационалистов. Иисус Христос. XVII в. Гравюра на металле. Реконструкция А. М. Шульца. 1973—2002. Музей-архив Д. И. Менделеева (СПбГУ)

Каждому сектору соответствует не одна тема, а логическая цепочка родственных тем — «поток научной деятельности», имеющий определённую направленность; цепочки не вполне изолированы — между ними прослеживаются многочисленные связи (линии, пересекающие границы секторов).
Тематические рубрики представлены в виде кружков (31). Цифра внутри кружка соответствует числу работ по теме. Центральный — отвечает группе ранних работ Д. И. Менделеева, откуда берут начало исследования в различных областях. Линии, соединяющие кружки, показывают связи между темами.
Кружки распределены по трём концентрическим кольцам, соответствующим трём сторонам деятельности: внутреннее — теоретические работы; среднее — технология, техника и прикладные вопросы; внешнее — статьи, книги и выступления по проблемам экономики, промышленности и просвещения. Блок, находящийся за внешним кольцом, и объединяющий 73 работы по общим вопросам социально-экономического и философского характера, замыкает схему. Такое построение даёт возможность наблюдать, как учёный в своём творчестве от той или иной научной идеи переходит к её техническому развитию (линии из внутреннего кольца), а от него — к решению экономических задач (линии из среднего кольца).
Отсутствием условных обозначений в публикации «Летописи жизни и деятельности Д. И. Менделеева» («Наука», 1984), над созданием которой на первом этапе работал и Р. Б. Добротин (ум. 1980), обусловлено и отсутствие семантико-семиотической связи с предложенной учёным системой. Однако в предисловии этой содержательной книги отмечается, что настоящая «работа может рассматриваться как эскиз научной биографии учёного».

## Д. И. Менделеев и мир

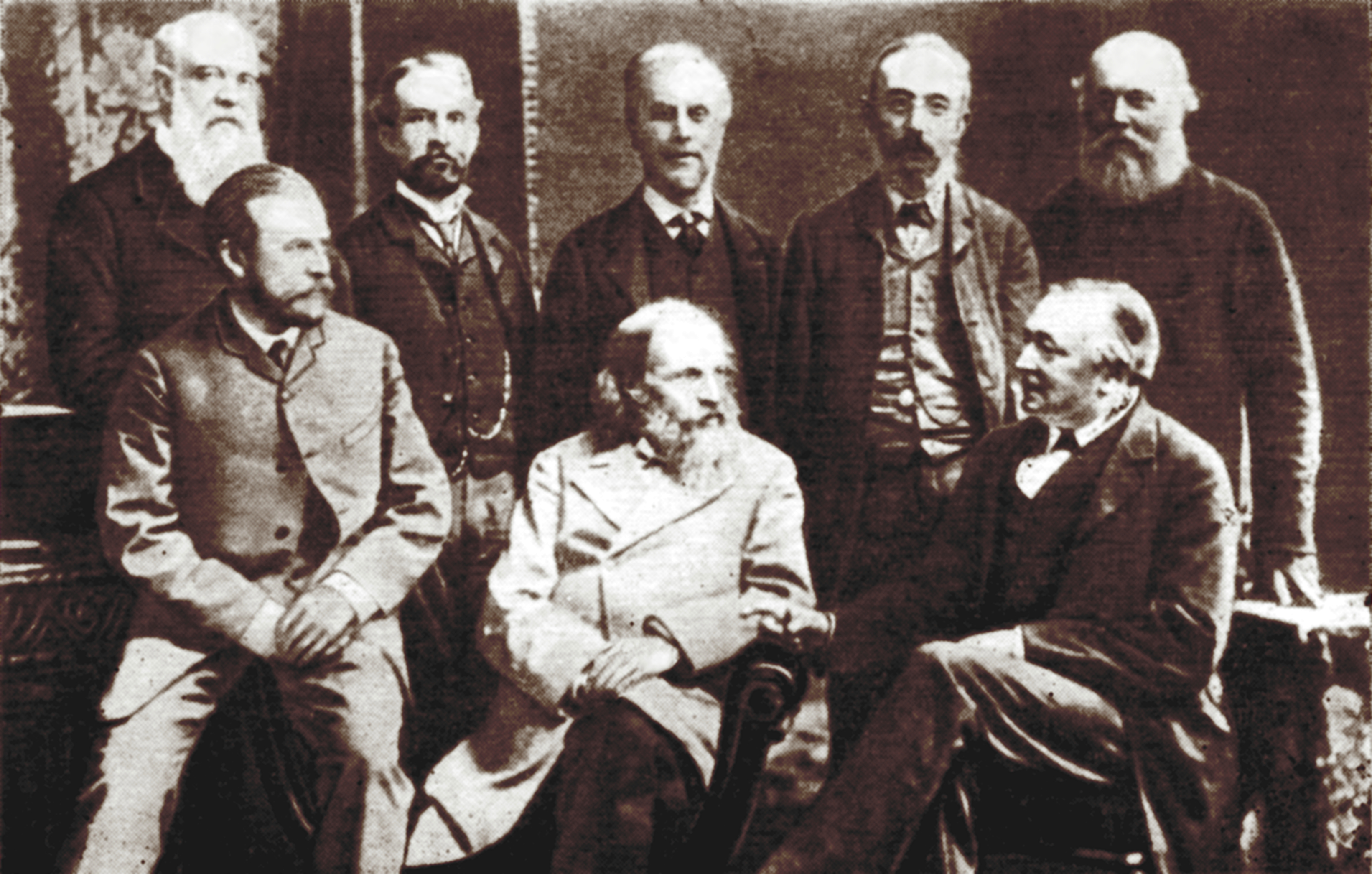
Участники 57-го съезда Британской ассоциации содействия развитию наук. Манчестер. 1887. Стоят слева направо: Джеймс Прескотт Джоуль (президент Ассоциации), Генри Эдвард Шунк, ?, Карл Шорлеммер, Уильям Томсон; сидят: Николай Меншуткин, Дмитрий Менделеев, Генри Энфайлд Роско

Научные интересы и контакты Д. И. Менделеева были очень широки, он многократно выезжал в командировки, совершил множество частных поездок и путешествий. Он посетил множество предприятий, учебных заведений и научных обществ, встретился с сотнями людей, сделал множество фотографий, приобрёл массу книг и репродукций. Сохранившаяся почти полностью библиотека включает около 20 тысяч томов, частично уцелевший архив содержит большое количество материалов: дневники, рабочие тетради, записные книжки, рукописи и обширную переписку с русскими и зарубежными учёными, общественными деятелями и прочими корреспондентами.

### Путешествия по Европейской России, Кавказу, Уралу и Сибири
- Новгород,
- Юрьев,
- Псков,
- Двинск,
- Кёнигсберг,
- Вильно,
- Эйдкунен,
- Киев,
- Сердоболь,
- Иматра,
- Кексгольм,
- Приозерск,
- Санкт-Петербург,
- Кронштадт,
- Мякишево,
- Дорохово,
- Кончанское,
- Боровичи,
- Млёво,
- Константиново,
- Ярославль,
- Тверь,
- Клин,
- Боблово,
- Тараканово,
- Шахматово,
- Москва,
- Кусково,
- Тула,
- Орёл,
- Тамбов,
- Кромы,
- Саратов,
- Славянск,
- Лисичанск,
- Царицын,
- Краматорская,
- Лоскутовка,
- Луганск,
- Ступки,
- Марьевка,
- Бахмут,
- Хацапетовка,
- Каменская,
- Яшиковская,
- Горловка,
- Дебальцево,
- Ясиноватое,
- Юзовка,
- Харцызская,
- Макеевка,
- Симбирск,
- Нижний Новгород,
- Богодуховка,
- Грушевка,
- Максимовка,
- Николаев,
- Одесса,
- Херсон,
- Ростов-на-Дону,
- Симферополь,
- Тихорецкая,
- Екатеринодар,
- Новороссийск,
- Астрахань,
- Минеральные Воды,
- Пятигорск,
- Кизляр,
- Грозный,
- Петровск-Порт,
- Темир-Хан-Шура,
- Дербент,
- Сухум,
- Кутаис,
- Мцхета,
- Шемаха,
- Сураханы,
- Поти,
- Тифлис,
- Баку,
- Батум,
- Елизаветполь,
- Кизел,
- Тобольск,
- Чусовой,
- Кушва,
- Пермь,
- Нижний Тагил,
- Казань,
- Елабуга,
- Тюмень,
- Екатеринбург,
- Кыштым,
- Златоуст,
- Челябинск,
- Миасс,
- Самара

### Зарубежные поездки и путешествия

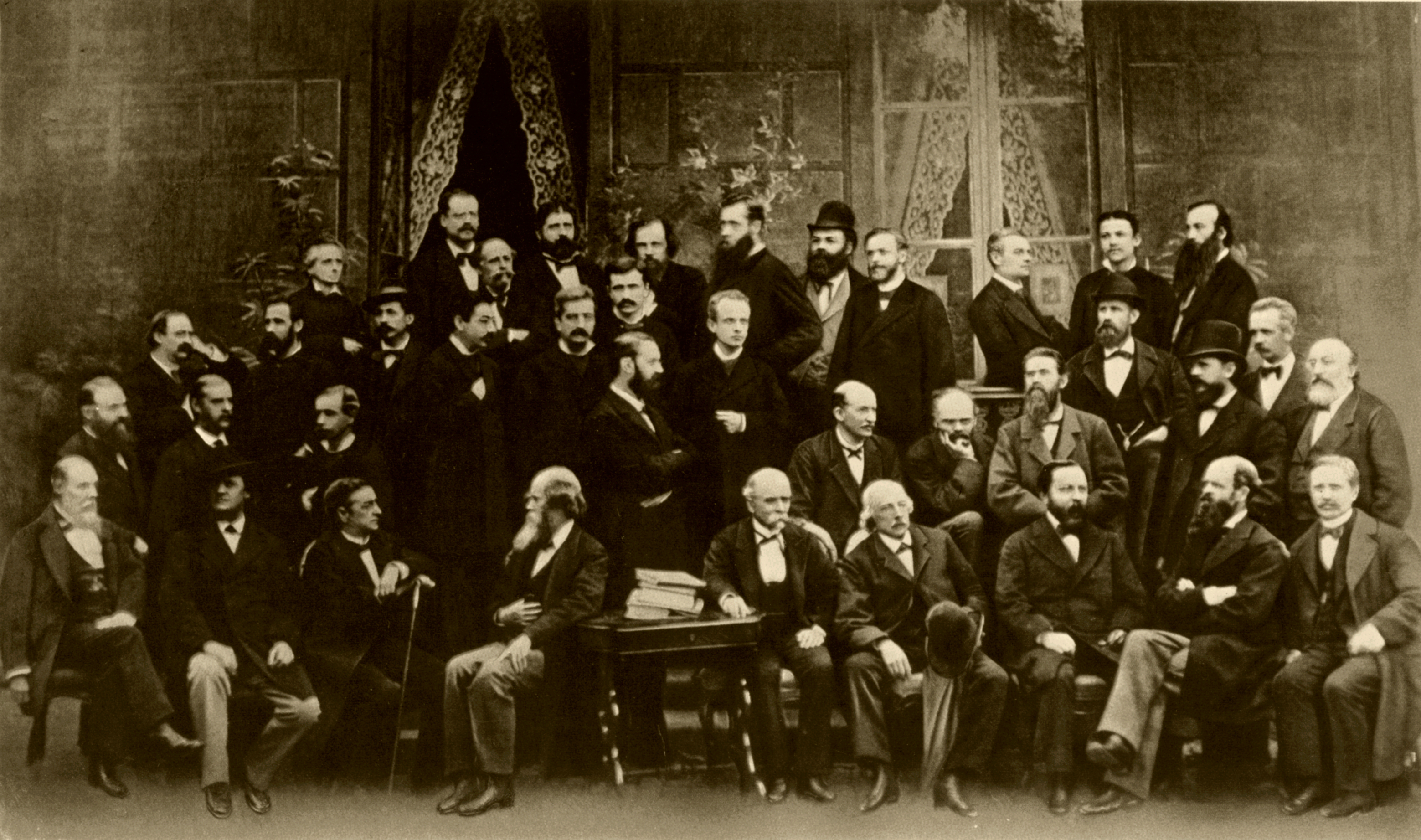
Участники II Метеорологического конгресса. Рим. 1879. Д. И. Менделеев в верхнем ряду — третий слева

Посещал (в отдельные годы — многократно) следующие страны:
- 33 раза был во Франции,
- 32 — в Германии,
- 11 раз — в Англии,
- в Швейцарии — 10 раз,
- в Австро-Венгрии — 8 раз,
- 6 раз — в Италии,
- трижды — в Голландии,
- дважды — в Бельгии.

Был также в Испании, Швеции и США. Регулярно проезжая через Польшу (в то время — часть Российской империи) в Западную Европу, дважды бывал там со специальными визитами.
Города в этих странах, которые в той или иной мере связаны с жизнью и деятельностью Д. И. Менделеева:
- Австро-Венгрия (1864, 1873, 1898, 1900, 1902, 1905) — Зальцбург, Линц, Вена, Инсбрук, Гмюнден, Бад-Ишль, Будапешт;
- Богемия (Чехия, часть Цислейтании — Австро-Венгрия) (1864, 1900) — Прага;
- Великобритания (1862, 1884, 1887, 1889, 1890, 1894, 1895, 1896, 1898, 1905) — Эдинбург, Манчестер, Оксфорд, Кембридж, Лондон, Вулвич, Куинборо, Дувр;
- Германия (1859—1862, 1864, 1867, 1871, 1872, 1874, 1875, 1879, 1894—1898, 1900—1905) — Гамбург, Бремен, Ганновер, Брауншвейг, Берлин, Магдебург, Кассель, Кёльн, Лейпциг, Гёрлиц, Ахен, Бонн, Марбург, Дрезден, Кобленц, Гомбург, Гиссен, Эрфурт, Йена, Висбаден, Франкфурт, Фридрихсгафен, Бинген, Майнц, Вормс, Дармштадт, Шпайер, Мангейм, Гейдельберг, Нюрнберг, Карлсруэ, Баден, Штутгарт, Линдау, Ульм, Аугсбург, Фрайбург, Мюнхен;
- Голландия (1862, 1875, 1887) и Бельгия (1862, 1897) — Амстердам, Лейден, Делфт, Роттердам, Флиссинген, Остенде, Брюссель;
- Испания (1881) — Мадрид, Севилья, Толедо;
- Италия (1860, 1864, 1879, 1881, 1904) — Аоста, Киавенна, Менаджио, Порлецца, Иврея, Арона, Комо, Белладжио, Турин, Новара, Бергамо, Падуя, Брешиа, Верона, Милан, Венеция, Генуя, Пиза, Флоренция, Чивитавеккья (Чивита-Веккья), Рим, Альбано, Неаполь, Анакапри, Кастелламаре, Сорренто, Мессина, Палермо, Катания, Каникатти, Кальтаниссетта, Агридженто (Джирженти), Боцен;
- Польша (Российская империя) (1900, 1902) — Варшава, Бреславль, Краков, Величка;

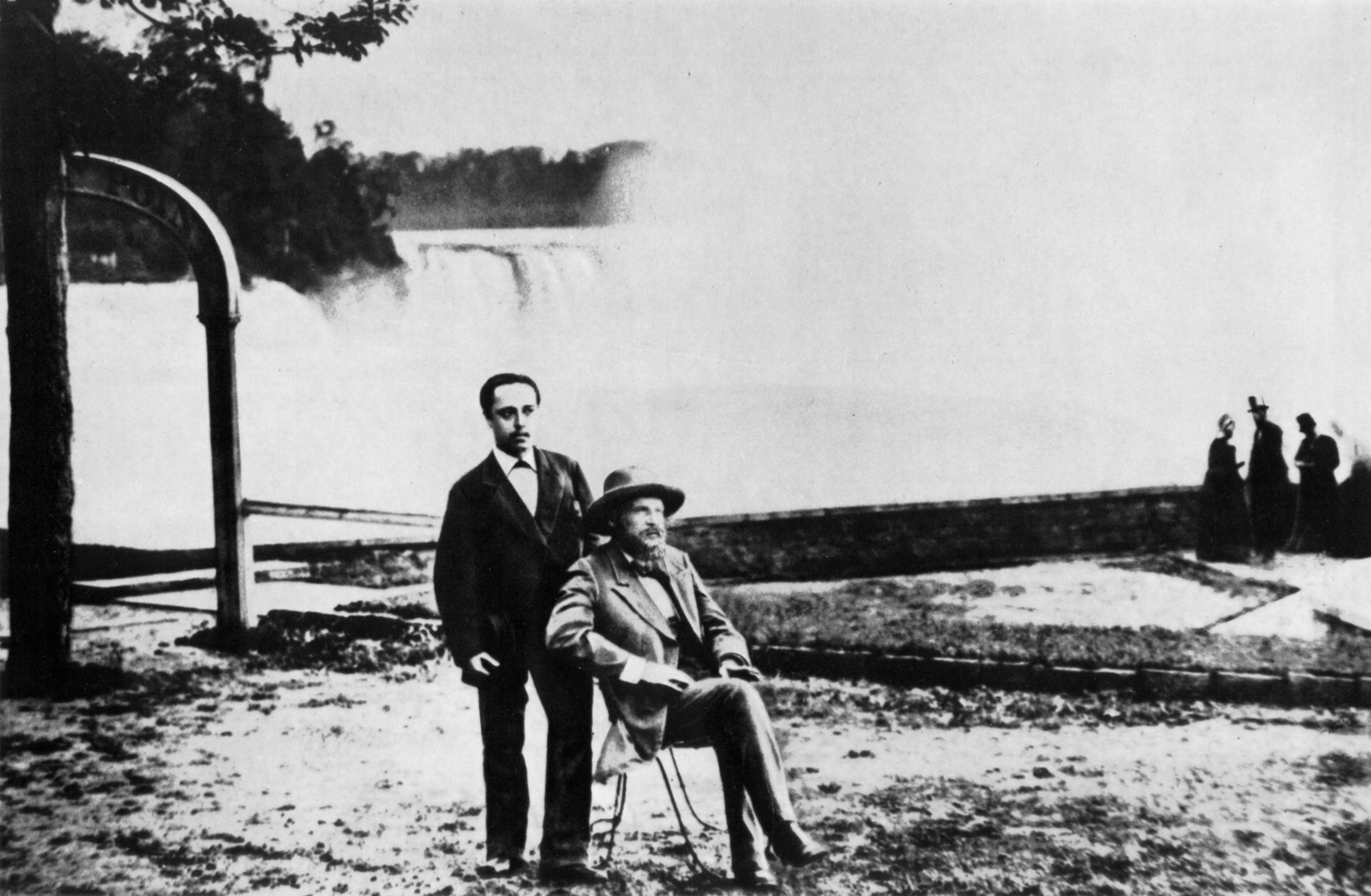
Д. И. Менделеев и В. А. Гемилиан на Ниагаре. 1876

- Северо-Американские Соединённые Штаты — Ниагара, Буффало, Паркер, Нью-Йорк, Карнс-Сити, Миллерстоун, Фрипорт, Гаррисберг, Питтсбург, Филадельфия, Вашингтон;
- Финляндия (Российская империя) (1857) — Икати-Гови;
- Франция (1859, 1860, 1862, 1867, 1874—1876, 1878, 1879, 1881, 1887, 1890, 1894—1897, 1899—1906) — Биарриц, Монпелье, Ним, Тараскон, Арль, Марсель, Канны, Экс, Лион, Гавр, Париж, Мец, Дижон, Страсбург, Доль, Шо-де-Фон;
- Хорватия (часть Транслейтании — в Австро-Венгрии) (1900) — Аббация;
- Швейцария (1859, 1860, 1862, 1864, 1871, 1872, 1897, 1898) — Базель, Аргау, Шафгаузен, Невшатель, Ольтен, Цюрих, Романсгорн, Ивердон, Берн, Люцерн, Цуг, Эйзидельн, Роршах, Бриенц, Лозанна, Тун, Мейринген, Бруннен, Интерлакен, Альтдорф, Хур, Шильон, Веве, Флюельн, Гриндельвальд, Вильнёв, Андерматт, Шплюген, Летчен, Сьон, Бриг, Церматт, Локарно, Беллинцона, Лугано, Женева;
- Швеция (1877) — Уппсала[13][25][26][101].

## Признание

### Награды, академии и общества
Научный авторитет Д. И. Менделеева был огромен. Список титулов и званий его включает более ста наименований. Практически всеми российскими и большинством наиболее уважаемых зарубежных академий, университетов и научных обществ, он был избран своим почётным членом. Тем не менее свои труды, частные и официальные обращения Дмитрий Иванович Менделеев подписывал просто: «Д. Менделеев» или «профессор Менделеев», крайне редко упоминая какие-либо присвоенные ему почётные звания.
Ситуация с признанием научных заслуг Д. И. Менделеева в действительности стала причиной трагедии — одной личной, для самого Д. И. Менделеева; второй − научной, для всей российской науки. Дело в том, что Д. И. Менделеев не был избран членом Императорской академии наук, то есть так и не стал академиком у себя на родине. Существует легенда, что члены Петербургской Академии наук под предлогом, что работ по химии у Д. И. Менделеева совсем немного, на выборах в академики предпочли ему химика Фёдора Бейльштейна, «которого сегодня вспоминают только узкие специалисты», однако выбор этот нельзя назвать оскорбительным для Д. И. Менделеева. В числе научных заслуг русского химика Ф. Ф. Бейльштейна имеется весьма ценная по значимости инициатива: начало формирования и публикации справочника органических соединений, известного химикам как Справочник Бейльштейна, последнее издание его составило 504 тома. Неизбрание Д. И. Менделеева в действительные члены на протяжении нескольких десятилетий, в действительности, более навредило самой Императорской Академии наук, чем Менделееву.
В разное время Дмитрий Иванович Менделеев был награждён орденами и Российской империи, и зарубежных стран:
- Орден Святого Владимира I степени
- Орден Святого Владимира II степени
- Орден Святого Александра Невского
- Орден Белого Орла
- Орден Святой Анны I степени
- Орден Святой Анны II степени
- Орден Святого Станислава I степени
- Орден Почётного Легиона

Д. И. Менделеев —
- доктор Туринской академии наук (1893),
- доктор Кембриджского университета (1894),
- доктор химии Санкт-Петербургского университета (1865),
- доктор права Эдинбургского университета (1884),
- доктор права Принстонского (1896) университета,
- доктор права университета Глазго (1904),
- доктор гражданского права Оксфордского университета (1894),
- доктор философии и магистр свободных искусств Гёттингенского университета (1887);
- член Лондонского королевского общества содействия естественным наукам (1892),
- член Эдинбургского королевского общества (1888),
- член Дублинского королевского общества (1886);
- член Римской академии наук (Accademia dei Lincei, 1893),
- член Королевской академии наук Швеции (1905),
- член Американской академии искусств и наук (1889),
- иностранный член Национальной академии наук Соединённых Штатов Америки (Бостон, 1903),
- член Датской королевской Академии наук (Копенгаген, 1889),
- член Ирландской королевской академии (1889),
- член Югославянской академия наук (Загреб),
- член Чешской академии наук, литературы и искусства (1891),
- член Краковской академия наук (1891),
- член Бельгийской академии наук, литературы и изящных искусств (accocié, 1896);
- член Академии художеств (Санкт-Петербург, 1893);
- почётный член Королевского института Великобритании (1891);
- член-корреспондент Санкт-Петербургской академии наук (1876),
- член Парижской академии наук (1899),
- член Прусской академии наук (1900),
- член Венгерской академии наук (1900),
- член Болонской академии наук (1901),
- член Сербской академии наук (1904);
- почётный член МГУ (1880),
- почётный член Киевского университета (1880),
- почётный член Казанского университета (1880),
- почётный член Харьковского университета (1880),
- почётный член Новороссийского университета (1880),
- почётный член Юрьевского университета (1902),
- почётный член Санкт-Петербургского университета (1903),
- почётный член Томского университета (1904);
- почётный член Института сельского хозяйства и лесоводства в Новой Александрии (1895),
- почётный член Санкт-Петербургского технологического института (1904),
- почётный член Санкт-Петербургского политехнического института,
- почётный член Санкт-Петербургской медико-хирургической академии (1869),
- почётный член Петровской земледельческой и лесной академии (1881),
- почётный член Московского технического училища (1880).

Д. И. Менделеева также избрали своим почётным членом:
- Русское физико-химическое общество (1880),
- Русское техническое общество (1881),
- Русское астрономическое общество (1900),
- Санкт-Петербургское минералогическое (1890) общество,
- ещё около 30 сельскохозяйственных, медицинских, фармацевтических и других российских обществ — самостоятельных и университетских;
- Общество биологической химии (Международное объединение для содействия исследованиям, 1899),
- Общество естествоиспытателей в Брауншвейге (1888),
- Английское химическое общество (1883),
- Американское химическое общество (1889),
- Немецкое химическое общество (1894),
- Физическое общество во Франкфурте-на-Майне (1875),
- Общество физических наук в Бухаресте (1899),
- Фармацевтическое общество Великобритании (1888),
- Филадельфийский фармацевтический колледж (1893),
- Королевское общество наук и литературы в Гётеборге (1886),
- Манчестерское литературно-философское общество (1889),
- Кембриджское философское общество (1897),
- Королевское философское общество в Глазго (1904),
- Научное общество Антонио Альцате (Мехико, 1904),
- Международный комитет мер и весов (1901)

и многие другие отечественные и зарубежные научные учреждения.

Учёный удостоен:
- медали Дэви Лондонского королевского общества (1882),
- медали Академии метеорологической аэростатики (Париж, 1884),
- Фарадеевской медали Английского химического общества (1889),
- медали Копли Лондонского королевского общества (1905)

и многих других наград.

### Менделеевские съезды
Менделеевские съезды — крупнейшие традиционные общероссийские и международные научные форумы, посвящённые вопросам общей («чистой») и прикладной химии. От других подобных мероприятий отличаются не только масштабами, но и тем, что они посвящены не отдельным направлениям науки, а всем областям химии, химической технологии, промышленности, а также смежным направлениям естествознания и отраслям производства. Съезды проводились в России по инициативе Русского химического общества с 1907 года (I съезд; II съезд — 1911); в РСФСР и СССР — под эгидой РХО и Российской академии наук (с 1925 — АН СССР, а с 1991 — РАН: III съезд — 1922). После VII съезда, состоявшегося в 1934 году, последовал 25-летний перерыв — VIII съезд прошёл только в 1959 году.
Прошедший в Москве в 2007 году XVIII съезд, посвящённый 100-летию самого этого мероприятия, был «рекордным» — 3850 участников из России, семи стран СНГ и семнадцати государств дальнего зарубежья. Наибольшим за всю историю мероприятия было число докладов — 2173. На заседаниях выступило 440 человек. Авторов, с учётом соавторов-докладчиков, было более 13 500 человек.
XXI Менделеевский съезд по общей и прикладной химии прошёл с 9 по 13 сентября в Санкт-Петербурге. Он является одним из ключевых событий Международного года Периодической системы химических элементов, которым Генеральная ассамблея ООН объявила 2019 год. Съезд приурочен к 150-летию с открытия Периодического закона химических элементов Дмитрием Менделеевым. Под эгидой ЮНЕСКО Международный год Периодической системы химических элементов проходит в России, Франции, Германии, Испании, США, Японии и сопровождается проведением научных конференций, тематических выставок, конкурсов молодых учёных и других мероприятий. Только в России, по официальным данным, их количество превысило 500.

### Менделеевские чтения

Медаль Менделеевского чтеца. Фарфор

В 1940 году правлением Всесоюзного химического общества им. Д. И. Менделеева (ВХО) были учреждены Менделеевские чтения — ежегодные доклады ведущих отечественных химиков и представителей смежных наук (физиков, биологов и биохимиков). Проводятся с 1941 года в Ленинградском, ныне — Санкт-Петербургском государственном университете, в Большой химической аудитории химического факультета СПбГУ в дни, близкие ко дню рождения Д. И. Менделеева (8 февраля, 1834) и к дате рассылки им сообщения об открытии периодического закона (март, 1869). Не проводились в годы Великой Отечественной войны; возобновлены в 1947 году Ленинградским отделением ВХО и Ленинградским университетом к годовщине 40-летия со дня смерти Д. И. Менделеева. В 1953 году не проводились. В 1968 году в связи со столетием открытия Д. И. Менделеевым периодического закона прошли три чтения: одно — в марте и два — в октябре. Единственные критерии для участия в чтениях — выдающийся вклад в науку и учёная степень доктора наук. Менделеевские чтения провели президенты и вице-президенты АН СССР, действительные члены и члены-корреспонденты АН СССР, РАН, министр, нобелевские лауреаты, профессора.
АН СССР в 1934 году учредила премию и в 1962 году — Золотую медаль имени Д. И. Менделеева за лучшие работы по химии и химической технологии.

### Нобелевская эпопея

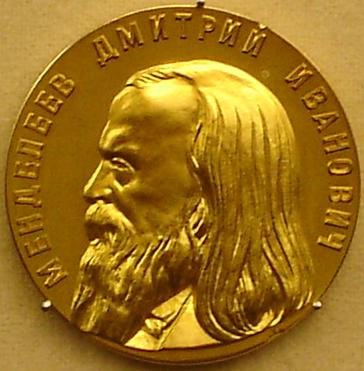
Золотая медаль АН СССР (ныне — РАН) имени Д. И. Менделеева

Гриф секретности, который позволяет предавать гласности обстоятельства выдвижения и рассмотрения кандидатур, подразумевает полувековой срок, то есть о том, что происходило в первом десятилетии XX века в Нобелевском комитете было известно уже в 1960-е годы.
Иностранные учёные выдвигали Дмитрия Ивановича Менделеева на Нобелевскую премию в 1905, 1906 и 1907 годах (соотечественники — никогда). Статус премии подразумевал временной ценз: давность открытия не должна превышать 30 лет. Однако фундаментальное значение периодического закона (1869г) получило подтверждение именно в начале XX века с открытием инертных газов. В 1905 году кандидатура Д. И. Менделеева оказалась в «малом списке» — с немецким химиком-органиком Адольфом Байером, который и стал лауреатом. В 1906 году его выдвинуло ещё большее число иностранных учёных. Нобелевский комитет присудил Д. И. Менделееву премию, но Шведская королевская академия наук отказалась утвердить это решение, в чём сыграло решающую роль влияние Сванте Августа Аррениуса, лауреата 1903 года за теорию электролитической диссоциации — как указано выше, существовало заблуждение о неприятии этой теории Д. И. Менделеевым; лауреатом стал французский учёный Анри Муассан — за открытие фтора. В 1907 году было предложено «поделить» премию между итальянцем Станислао Канниццаро и Д. И. Менделеевым (русские учёные опять в его выдвижении не участвовали). Однако 2 февраля учёный ушёл из жизни.
Не последнюю роль сыграл и конфликт 1880-х годов Д. И. Менделеева с братьями Нобель (Менделеев считал Нобеля человеком «злой воли»), которые, пользуясь кризисом нефтяной промышленности и стремясь к монополии на бакинскую нефть, на её добычу и перегонку, спекулировали «дышащими интригою слухами» о её истощении. Д. И. Менделеев тогда же, проведя исследования состава нефти разных месторождений, разработал новый способ дробной её перегонки, позволявший добиться разделения смесей летучих веществ. Он вёл продолжительную полемику с Людвигом Эммануиловичем Нобелем и его сподвижниками, борясь с хищническим потреблением углеводородов, с идеями и методами, способствовавшими этому. Кроме того, к превеликому неудовольствию своего оппонента, использовавшего для утверждения своих интересов не вполне благовидные приёмы, доказал необоснованность мнения об оскудении каспийских месторождений нефти. Между прочим, именно Д. И. Менделеев предложил ещё в 1860-е годы строительство нефтепроводов, с успехом внедрённых с 1880-х Нобелями, которые, тем не менее, крайне отрицательно отнеслись к его же предложению доставки таким и другими способами сырой нефти в Центральную Россию, поскольку, хорошо сознавали выгоду в этом для России и видели в том угрозу своему монополизму. Проблемам, связанным с нефтью (изучению состава и свойств, перегонке и другим вопросам, к этой теме относящимся) Д. И. Менделеев посвятил около 150 работ.

## Благотворительная деятельность
Д. И. Менделеев активно участвовал в благотворительной деятельности. Так, 15 декабря 1875 года он прочитал платную лекцию о сущности спиритизма, весь сбор от которой поступил в фонд помощи славянам Боснии и Герцеговины. 24 и 25 апреля 1876 году выступил на платных лекциях о спиритизме, организованных Русским техническим обществом в «пользу нуждающихся литераторов и учёных.» Всё лето 1892 года Менделеев и другие известные учёные читали публичные лекции на курорте «Старая Русса». На вырученные от чтений средства была открыта колония для лечения детей.
Член Общества содействия учащимся в Санкт-Петербурге сибирякам и активно участвовал в его деятельности. Так, 24 марта 1887 года он перечислил в кассу Общества за прочитанную им публичную лекцию 443 рубля.

## Мнения о Менделееве
Лев Александрович Чугаев так охарактеризовал личность Дмитрия Ивановича Менделеева: «Гениальный химик, первоклассный физик, плодотворный исследователь в области гидродинамики, метеорологии, геологии, в различных отделах химической технологии и других, сопредельных с химией и физикой дисциплинах, глубокий знаток химической промышленности и промышленности вообще, особенно русской, оригинальный мыслитель в области учения о народном хозяйстве, государственный ум, которому, к сожалению, не суждено было стать государственным человеком, но который видел и понимал задачи и будущность России лучше представителей нашей официальной власти».

## Мифы о Менделееве
В российском обществе циркулируют несколько мифов о Д. И. Менделееве, некоторые из них проникли и в зарубежную литературу.

### Периодическая система элементов
Главный миф о Менделееве — приснившаяся ему периодическая система химических элементов. Якобы, уснув однажды февральским вечером после утомительного рабочего дня, Дмитрий Иванович во сне увидел, каким образом должны быть сгруппированы химические элементы с похожими свойствами, проснулся, записал мысль на клочке бумаги и опять заснул. Эта легенда подпитывает популярное среди студентов и молодых исследователей представление о том, что во сне мозг может решить не решённую во время бодрствования задачу, что не имеет никаких объективных доказательств.
Геолог, профессор А. А. Иностранцев записал в мемуарах, что однажды, навестив Д. И. Менделеева, «застал его в превосходном настроении духа; он даже шутил, что было крайнею редкостью». При этом Иностранцев задал Менделееву вопрос о том, что натолкнуло его на знаменитое открытие, и в ответ услышал, что «во сне он увидел вполне ясно ту таблицу, которая позднее была напечатана».

В действительности Периодическая система появилась в результате 25-летней работы Д. И. Менделеева, о чём он высказался, например, репортёру газеты «Петербургский листок»: 
Я над ней, может, двадцать пять лет думал, а вы полагаете: сидел, и вдруг пятак за строчку, пятак за строчку, и готово…!

### Чемоданы Менделеева
Существуют всякого рода предания, басни и анекдоты, повествующие о «производстве чемоданов», которым якобы прославился Д. И. Менделеев. Действительно, он научился переплётному и картонажному делу ещё в юности. В дальнейшем, уже имея огромный архив, включавший массу документов, репродукций, фотографий, сделанных самим учёным, печатных материалов и образцов эпистолярного жанра, Менделеев самостоятельно переплетал их и клеил для них картонные ящики. Кроме того, он делал оригинальные рамки для фотографий. И делал эту работу мастерски — сохранилась даже сделанная им маленькая, но прочная картонная скамеечка.
Д. И. Менделеев умел и любил переплетать книги, делать рамки и чемоданы, обычно покупая материалы для этого в Гостином дворе. Однажды там Менделеев услышал за своей спиной диалог:

— Кто этот почтенный господин?

— Таких людей знать надо, — с уважением в голосе ответил приказчик. — Это мастер чемоданных дел Менделеев.

### Статья о лошадях и навозе
Неподтверждённый миф о статье, написанной Менделеевым, о лошадях и навозе. В городах того времени использовалось большое число лошадей, производивших много навоза. Для вывоза навоза тоже требовались лошади. По расчётам Менделеева, к 1950 году наступит «критическая точка», когда навоза станет настолько много, что лошади не будут успевать сами же его вывозить. Это ограничит рост городов.

### Легенда об изобретении водки

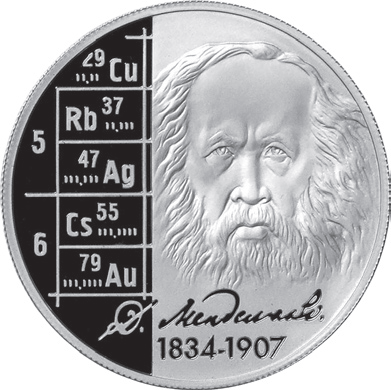
Памятная монета Банка России, посвящённая 175-летию со дня рождения Д. И. Менделеева. 2 рубля, серебро, 2009 год

Менделееву приписывают изобретение водки как смеси из 40 частей чистого спирта и 60 частей воды. В России эта легенда появилась после смерти учёного.
На этикетке «Русского стандарта», продающейся в том числе за границей, написано, что «… в 1894 г. Дмитрий Менделеев, величайший учёный России, получил указ установить Имперский стандарт качества для русской водки, и так появился „Русский Стандарт“» (цитируется надпись на бутылке, продаваемой в США).
Д. И. Менделеев в 1865 году в самом деле защитил докторскую диссертацию на тему «О соединении спирта с водою», ставшую результатом научной работы по прецизионному измерению плотности и теплового расширения разных пропорций смеси этилового спирта и воды. Проведя измерения, учёный обнаружил несколько таких сочетаний с аномальными значениями плотности, и сделал вывод об ассоциации молекул спирта и воды, стабильных при определённых концентрациях раствора: одна молекула спирта с тремя молекулами воды (46 % спирта по массе, 52 % по объёму), 3 молекулы спирта с одной молекулой воды и одна молекулы спирта с двенадцатью молекулами воды. Значительно позднее этот эффект был объяснён межмолекулярными водородными связями. Побочным результатом работы Менделеева стали корректировки спиртометрических таблиц в нескольких странах (таблицы плотности смесей спирта и воды, которые использовались в том числе для определения содержания спирта в крепких напитках).
Диссертация Менделеева «О соединении спирта с водою» никоим образом не относится к изобретению русской водки. Также не имеет отношения к реальности приписываемое Менделееву получение спирта концентрацией 96,3 % (объёмных) C2H5OH. Спирт такой крепости был получен разными европейцами в XIV веке.
Также Менделеев во второй половине XIX века участвовал в работе правительственной комиссии по введению эффективного акцизного налога в качестве эксперта по химическим технологиям. Одним из результатов работы комиссии стали уточнённые требования о содержании спирта в водке не менее 40 % (объёмных), также были утверждены стандартные методы измерения. До введения новых стандартов, с петровской реформы 1698 г. крепость водки определялась методом «полугара» (сжигалась нагретая водка в двух одинаковых стаканах, и перелитый из одного стакана в другой остаток должен был заполнить тот стакан до краёв). Минимальная крепость полугарной водки составляла 38 % по объёму с точностью в несколько процентов. Требование крепости водки не менее 38 %, измеренное спиртомером Траллеса, было закреплено законодательно в 1863 г., а в 1868 г. по инициативе министра финансов государственный стандарт для оптовых поставок был изменён на ≥40 % по спиртомеру Траллеса, поскольку при перевозке и хранении часть спирта улетучивалась. Такая инициатива стала ответом на массовое занижение крепости напитка виноделами, а стандарт измерения «по Траллесу» был взят из-за его большей простоты по сравнению с методом полугара. Затем требование крепости не менее 40 % по Траллесу стало применяться и к розничным продавцам водки. Со временем и крепость «полугара» стала считаться как 40 % по Траллесу, что попало в Энциклопедический словарь Брокгауза и Ефрона 1892 г. издания.

## О дамах
По воспоминаниям Ольги Эрастовны Озаровской, работавшей под руководством Д. И. Менделеева в Главной палате мер и весов, «дамы у Менделеева разделялись на три категории. К первой относились те, которые…заходили без доклада в кабинет и беседовали. Таких было только две на свете». Ими были М. И. Ярошенко, вдова художника и М. О. Семечкина. «Ко второй категории относились дамы, которые во мнении Дмитрия Ивановича по своему положению заслуживали его внимания. Это были большей частью жёны его друзей. Узнав об их присутствии, Менделеев выходил в гостиную их „занять“. К третьей категории относились все остальные дамы, которых Менделеев считал существами эфирными, с нежными нервами, существами, которые на всё могут обидеться и расплакаться от всякого вздора.»
Тем не менее именно Менделеев одним из первых стал приглашать женщин на работу в научные учреждения: в 1898 году он специально ездил к министру финансов С. Ю. Витте за разрешением принять О. Э. Озаровскую в Палату мер и весов на должность вычислителя, а в дальнейшем устроил в Палату ещё несколько девушек. В 1902 году он взял на работу в обсерваторию при той же палате Н. М. Субботину, одну из первых русских женщин-астрономов. Как сообщает Озаровская, Менделеев считал нужным, «чтоб женщины в Палате упрочились». С ним же связано избрание членами Русского химического общества А. Ф. Волковой в 1870 году и Ю. В. Лермонтовой в 1875 году. Кроме того, в тот период он был одним из крупнейших жертвователей на Бестужевские курсы.

## Прочие сведения
- Первые книги, изданные в Сибири в XVIII веке, были напечатаны в Тобольске, в типографии Василия Яковлевича Корнильева — прадеда Менделеева[121]
- В 1905 году Менделеев вступил в Союз русского народа[122].
- Благодаря Менделееву в Санкт-Петербурге появились первые электрические уличные часы[123].[неавторитетный источник]
- Весь доход от продажи монографии «О сопротивлении жидкостей и воздухоплавании» (1878) Менделеев передал на поддержку российских исследований по воздухоплаванию.
- Иностранные учёные трижды выдвигали Менделеева на Нобелевскую премию по химии (в 1905, 1906 и 1907 годах) за открытие периодического закона, чего российские коллеги Менделеева не делали никогда[источник не указан 1580 дней].
- 25 января 1907 года газета «Новое время» сообщала: «Совет Российского фармацевтического общества в Москве нашёл, что Менделеев как учёный давно не существует, а существовал Менделеев-чиновник, и что фармацевтам следует отказаться от чествования. Величайший учёный развенчан аптекарскими химиками. Какая чудная иллюстрация к крыловской басне „Свинья и дуб“!»
- Труды и обращения учёный подписывал так: «Д. Менделеев» или «профессор Менделеев». Свои звания он упоминал, как правило, на важных государственных документах.
- При министре финансов Сергее Витте ни одно из решений по промышленности и торговле не принималось без письменного заключения Менделеева[источник не указан 1580 дней].
- Для детей сторожей, работавших в Палате мер и весов, Менделеев устраивал новогодние ёлки за собственные средства и часто угощал фруктами и сладостями.
- Менделеев вносил двойную плату за обучение в гимназию — за своего сына и за того, кто не имел возможности заплатить. При этом учёный просил никому не говорить об этом.
- Для энциклопедического словаря Брокгауза и Ефрона Менделеев написал 54 статьи.
- На похоронах Менделеева студенты-технологи, провожая его в последний путь, несли в руках большую доску, на которой была изображена периодическая таблица химических элементов (журнал «Вестник знания», 1907)[124]. «Это было лучшим венком и лучшим украшением на похоронах учёного, трудившегося всю жизнь для своей страны»[125]
- В День российской науки 8 февраля 2019 года в Уральском федеральном университете представили Периодическую таблицу химических элементов с полной информацией о каждом элементе в QR-кодах[126].

## Адреса в Санкт-Петербурге

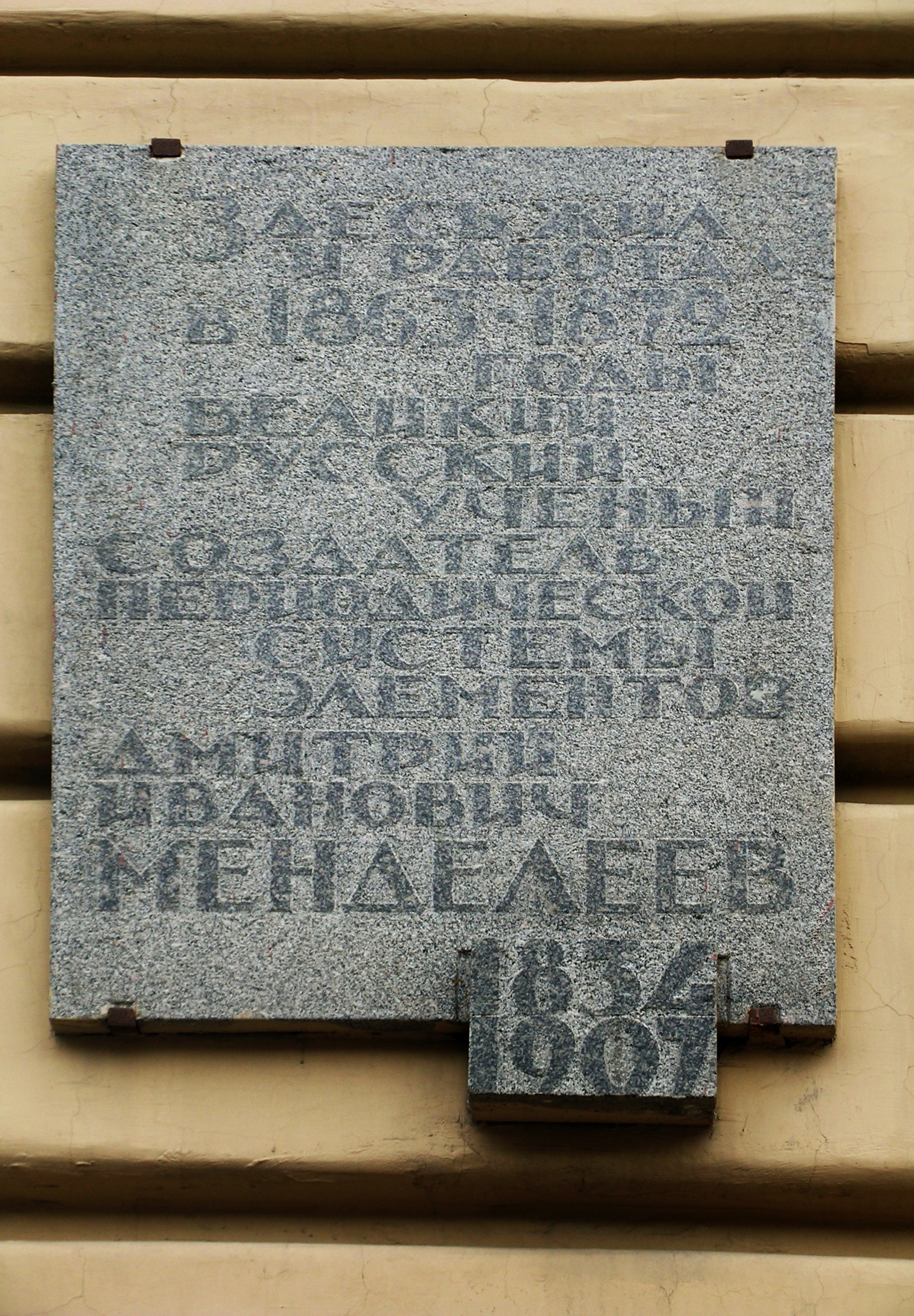
Мемориальная доска на здании Технологического института

Памятная доска в Ростове-на-Дону

- 1850 (апрель) — Сергиевская улица (ныне улица Чайковского), дом Болырева, квартира Скерлетовых (не сохранился);
- 1850 (август)—1855 — Университетская линия, Главный педагогический институт (размещался в одном здании с университетом) — ныне Университетская набережная, дом 7/9, Санкт-Петербургский государственный университет.
- 1856 (май) — Малая Садовая улица, дом Шенка, квартира Фёдора Фёдоровича Брандта (не установлен);
- 1856 (сентябрь) — Малая Миллионная улица, доходный дом Вейдле — Большая Морская улица, дом 4;
- 1857 — Петербургская сторона. Съезжинская улица, дом Журина — Петроградская сторона, Съезжинская улица, дом 4;
- 1861 — Петербургская сторона, Большой проспект, дом Семёнова — Петроградская сторона, Большой проспект, дом 10;
- 1861—1862 — Ждановская улица, дом 11/13, 2-й Кадетский корпус — Ждановская улица, дом 13, Военно-космическая академия имени А. Ф. Можайского;
- 1861—1864 — Садовая улица, Главное инженерное училище (Инженерный замок) — Садовая улица, дом 2; в настоящее время здесь расположен филиал Русского музея;
- 1861—1864 — Обуховский проспект, дом 9, Корпус инженеров путей сообщения — Московский проспект, дом 9, Петербургский государственный университет путей сообщения;
- 1862, январь—март — Невский проспект, 22/24, Петершуле (Главное немецкое училище Св. Петра), лекции Вольного университета[129];
- 1862 (август) — Фонтанка, доходный дом Оржевского — набережная реки Фонтанки, дом 28;
- 1864—1865 — угол Загородного проспекта и Царскосельского проспекта, Технологический институт — Московский проспект, дом 26, Санкт-Петербургский государственный технологический институт (технический университет);
- 1866 (январь) — 1890 (август) — Университетская линия, главное здание университета — Университетская набережная, дом 7/9 — Санкт-Петербургский государственный университет;
- С 1880-х — Университетская набережная, дом 17, Императорская Академия художеств — Университетская набережная, дом 17, Российская академия художеств;
- С 1881-го — Васильевский остров, 10-я линия, дом 33, Высшие женские (Бестужевские курсы) — Васильевский остров, 10-я линия, дом 33;
- 1890 (август) — 1893 (июль) — Васильевский остров, Кадетская линия, дом 9, доходный дом Лингена — Кадетская линия, 9;
- 1893 (июль) — 1897 — служебный кабинет в здании Главной палаты мер и весов — Забалканский (ныне Московский) проспект, 19, к. 1. Памятник архитектуры Федерального значения;
- 1897 — 20 января 1907 — жилой дом Главной палаты мер и весов — Забалканский (ныне Московский) проспект, 19, к. 4, кв. 5. Арх. фон Гоген А. И., Памятник архитектуры федерального значения.

## Память

### Памятники
Клин

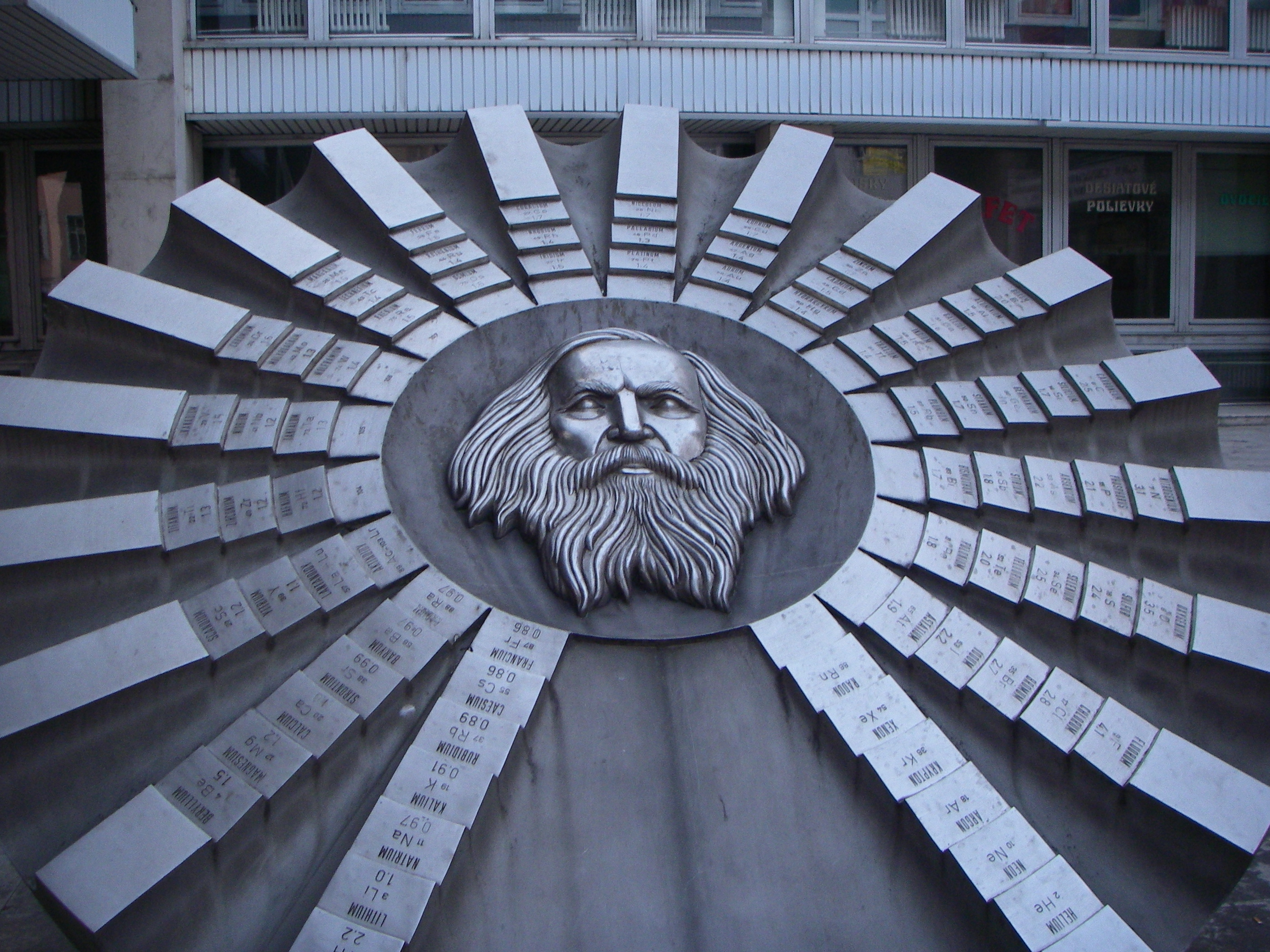
Рельеф на фасаде одного из факультетов Университета технологии. Братислава

- Дом-Музей Д. И. Менделеева Московская область, Клинский район, с. Боблово[130]

Санкт-Петербург
Во дворе Технологического института — Московский проспект, 26/49. Скульптор Матвей Генрихович Манизер. Памятник открыт 28 ноября 1928 года.
- Памятник Менделееву у здания Палаты мер и весов (ныне ВНИИ метрологии им. Д. И. Менделеева) — Московский проспект, 19. Скульптор Илья Яковлевич Гинцбург. Открыт 2 февраля 1932 года. На стене соседнего здания — мозаичное панно с изображением периодической таблицы элементов (художник В. А. Фролов, 1935 год). Памятник монументального искусства Федерального значения[132]
- Во дворе Института экспериментальной медицины (НИИЭМ СЗО РАМН). Автор Иннокентий Фёдорович Безпалов, 1935 год[133].

Мурино, Ленинградская область
- Памятник Д. И. Менделееву («Сон Менделеева»), 2017 год. Установлен на бульваре имени Менделеева[134].

Москва
- Памятник перед входом в здание Химического факультета МГУ.
- В парадном холле второго этажа высотного здания МГУ.
- Российский химико-технологический университет имени Д. И. Менделеева — на первом этаже в главном корпусе.
- Возле проходной Кусковского химического завода (до начала сноса завода в 2012 году).

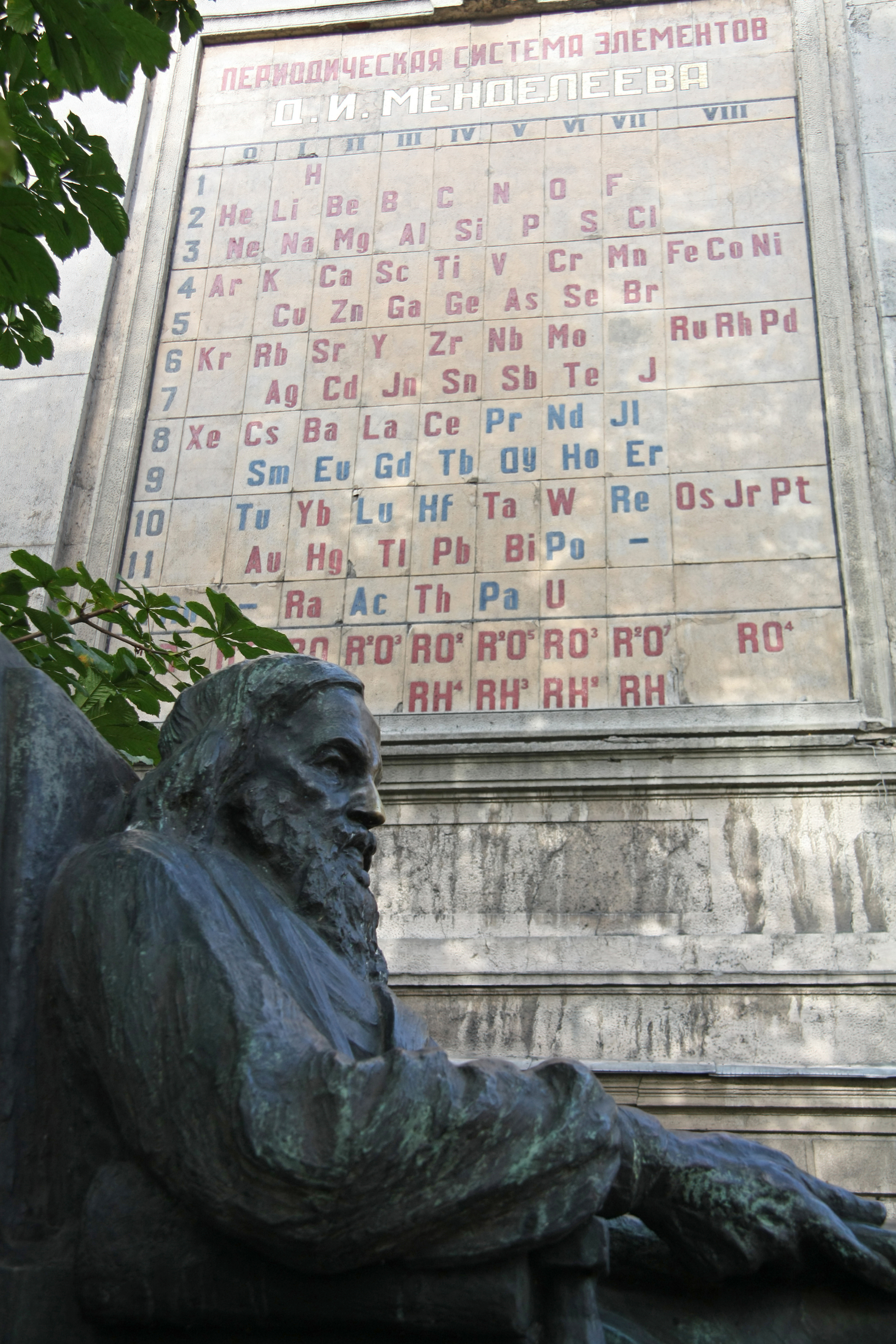
Памятник в сквере рядом с ВНИИ метрологии имени Д. И. Менделеева, Санкт-Петербург, Московский проспект, 19.
Бюст в Баку (Азербайджан)
Статуя на фронтоне лоджии здания Азербайджанской республиканской библиотеки имени М. Ф. Ахундова

Дубна, Московская область
- На набережной Менделеева установлен бюст Д. И. Менделееву (2016)[135].

Томск
- В Университетской роще Томского государственного университета 5 сентября 2018 года открыт памятник профессорам В. Флоринскому и Д. Менделееву, основателям университета[136].

Невинномысск, Ставропольский край
- Бюст Д. И. Менделеева, 1960 год. Памятник искусства регионального значения[137].

Черкесск, Карачаево-Черкесская Республика
- Бюст Д. И. Менделеева, 1968. Памятник искусства регионального значения[138].

Тюменская область
- Памятник Д. И. Менделееву в Тобольске[139].
- Памятник Д. И. Менделееву в селе Верхние Аремзяны[140].

Челябинская область
- Памятник Д. И. Менделееву в Верхнем Уфалее (1986).

Киев
- Берестейский проспект, 37 (перед входом в корпус химико-технологического факультета НТУУ «КПИ»). Памятник открыт в мае 1998 года[141].

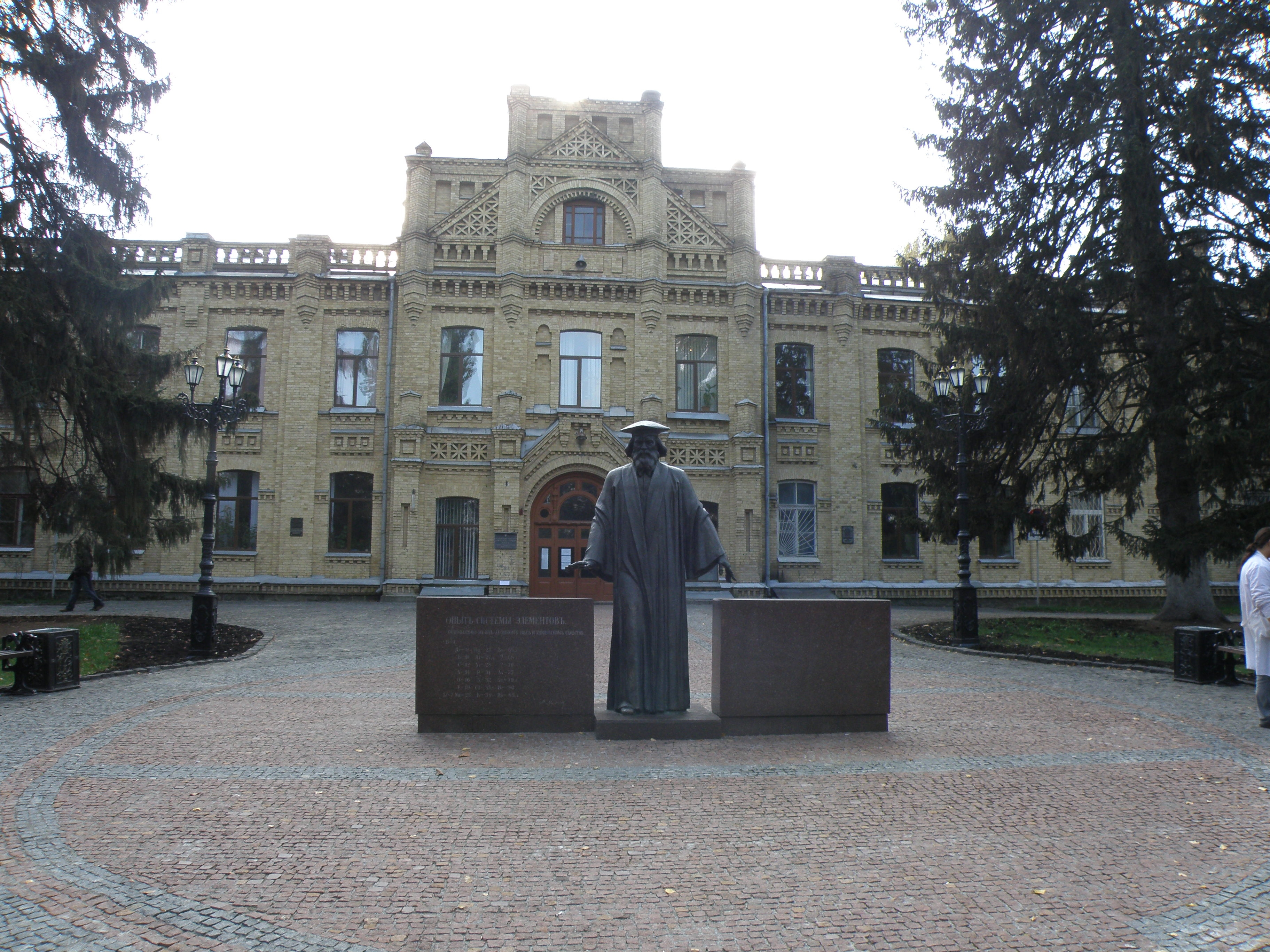
Памятник Дмитрию Менделееву на территории Киевского политехнического института

Рубежное (Луганская область, Украина)
- Памятник Д. И. Менделееву на улице Менделеева.

Баку
- Памятник на фронтоне лоджии здания Азербайджанской национальной библиотеки. Скульптор — Эльмира Гусейнова[142].
- Бюст перед зданием Института нефтехимических процессов (напротив станции метро «Шах Исмаил Хатаи»)[143].

Лондон, Великобритания
- барельеф Д. И. Менделеева расположен на западном фасаде бывшей штаб-квартиры Imperial Chemical Industries (ICI) на уровне пятого этажа[144].

#### Памятники Федерального значения
архитектурные
- Служебный кабинет в здании Главной палаты мер и весов — Забалканский (ныне Московский) проспект, 19, к. 1.  Объект культурного наследия № 7810077000№ 7810077000
- Жилой дом Главной палаты мер и весов — Забалканский (ныне Московский) проспект, 19, к. 4, кв. 5. Арх. фон Гоген А. И.  Объект культурного наследия № 7810078000№ 7810078000

монументальное искусство
- Памятник химику Д. И. Менделееву Санкт-Петербург, Московский проспект, 19. Скульптор Илья Яковлевич Гинцбург. Памятник открыт 2 февраля 1932 года.  Объект культурного наследия № 7810076000№ 7810076000

### Мемориальные доски
- На фасаде первого учебного корпуса Национального технического университета «Киевский политехнический институт» (Киев, проспект Победы, 37) 23 августа 2003 года открыта мемориальная доска Д. И. Менделееву[145].
- В Музее-архиве Д. И. Менделеева в Санкт-Петербурге 12 сентября 2019 года открыта мемориальная доска Д. И. Менделееву «Исторические места ЕФО» от Европейского физического общества, как место получения выдающихся научных результатов в Европе.

### Музеи
- Музей-архив Д. И. Менделеева в Санкт-Петербургском государственном университете
- Музей-усадьба Д. И. Менделеева «Боблово»
- Музей Госстандарта России при ВНИИМ им. Д. И. Менделеева

### Населённые пункты, аэропорт, станции, улицы
- Город Менделеевск (Республика Татарстан)[146] .
- Посёлок Менделеево (Солнечногорский район Московской области)[147].
- Железнодорожная станция Менделеево (Карагайский муниципальный район Пермского края)[148].
- Станция метро Менделеевская (Москва)[149].
- Микрорайон Менделеево (город Тобольск, Тюменской области)[150].
- Посёлок Менделеева[151](бывшее стойбище Дзёмги) в Ленинском районе Комсомольска-на-Амуре (Хабаровский край).
- Улица Менделеева в Уфе[152][153], Минске[154], Чебоксарах[155], Бердянске, Киеве, Токмаке и других городах.
- Менделеевская линия на Васильевском острове в Санкт-Петербурге[156].
- Улица Менделеевская в Туле (23 февраля 1907)[157].
- Аэропорт Тюмень (Рощино) имени Д. И. Менделеева в Тюмени (31 мая 2019)[158].

### В географии и астрономии
- Ледник Менделеева (Кыргызстан), на северном склоне пика Менделеевец[159].
- Ледник Менделеева на Земле Королевы Мод в Антарктиде (координаты: 71°54′ ю. ш. 14°31′ в. д.HGЯO), обнаруженный и отмеченный на карте САЭ в 1961 году и названный в 1966 году[160].
- Кратер Менделеев на Луне[161].
- Подводный хребет Менделеева в Северном Ледовитом океане.
- Вулкан Менделеева (остров Кунашир)[162].
- Астероид (2769) Менделеев (открыт 1 апреля 1976 года, назван 8 ноября 1984 года[163]).
- Географический центр Государства Российского (рассчитан Д. И. Менделеевым, правый берег р. Таз близ села Киккиаки). Закреплён на местности НСЭ им. И. Д. Папанина в 1983 году.

### Научные, учебные, производственные организации
- Российский химико-технологический университет имени Д. И. Менделеева (Москва).
- Новомосковский институт РХТУ им Д. И. Менделеева (Новомосковск, Тульская область).
- Тобольская государственная социально-педагогическая академия им. Д. И. Менделеева[164]
- Всероссийский НИИ метрологии имени Д. И. Менделеева
- Ярославский нефтеперерабатывающий завод имени Д. И. Менделеева[165].
- Новосибирский химико-технологический колледж имени Д. И. Менделеева[166].
- Тюменская областная научная библиотека[167].

### Общества, съезды, конкурсы, премии, журналы
- Российское химическое общество имени Д. И. Менделеева[168][169]
- Менделеевские съезды по общей и прикладной химии
- Всероссийский семинар учителей химии в Тобольске, посвящённый 175-летию Д. И. Менделеева[170]
- С 1990 года по инициативе Всесоюзного химического общества им. Д. И. Менделеева и совместно с Российской академией наук и ведущими российскими химическими вузами ежегодно проводится Менделеевский конкурс студентов-химиков[171].
- Премия Правительства Санкт-Петербурга за выдающиеся научные результаты в области науки и техники: в номинации химические науки — премия им. Д. И. Менделеева.

### Промышленные предприятия
- Нефтеперерабатывающий завод им Д. И. Менделеева в посёлке Константиновский (Тутаевский район, Ярославская область).

### Корабли и самолёты
- Научно-исследовательское судно «Дмитрий Менделеев», которое с 1969 по 1993 год выполнило 51 рейс в различные районы Мирового океана[172].
- Лайнер авиакомпании «Аэрофлот — Российские авиалинии» Airbus A321 (VQ-BCP) «Д. Менделеев»[173].

### Бонистика, нумизматика, филателия, сигиллатия
- В 1984 году, к 150-летию со дня рождения Менделеева, в СССР был выпущен юбилейный рубль[174].
- В честь 150-летия создания периодической таблицы Менделеева Монетный двор в Перте (Австралия) представил памятную монету номиналом в 1 доллар[175].
- Менделеев изображён на лицевой стороне купюры номиналом 100 уральских франков 1991 года выпуска[176].
- Министерством связи СССР в 1969 году выпущена почтовая открытка «Д. И. Менделеев. 100-летие периодического закона»[177]
- Дмитрий Менделеев в филателии:

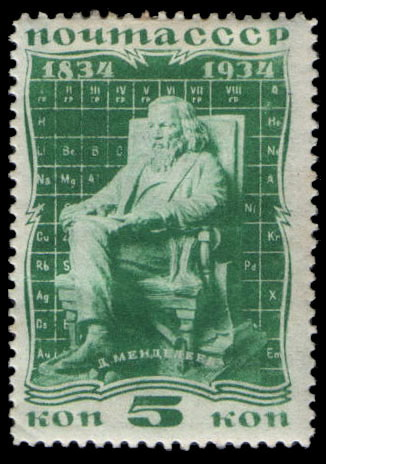
Почтовая марка СССР, 1934 год
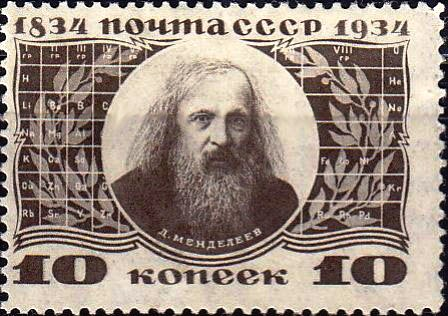
Почтовая марка СССР, 1934 год
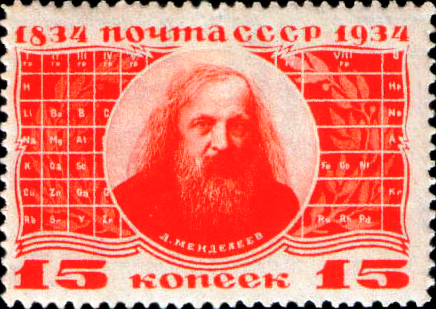
Почтовая марка СССР, 1934 год
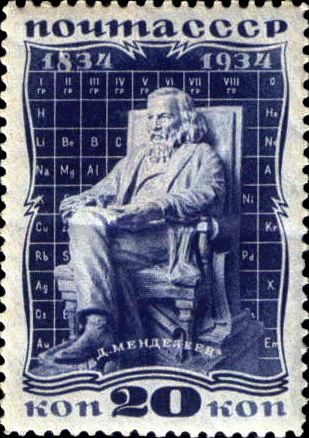
Почтовая марка СССР, 1934 год
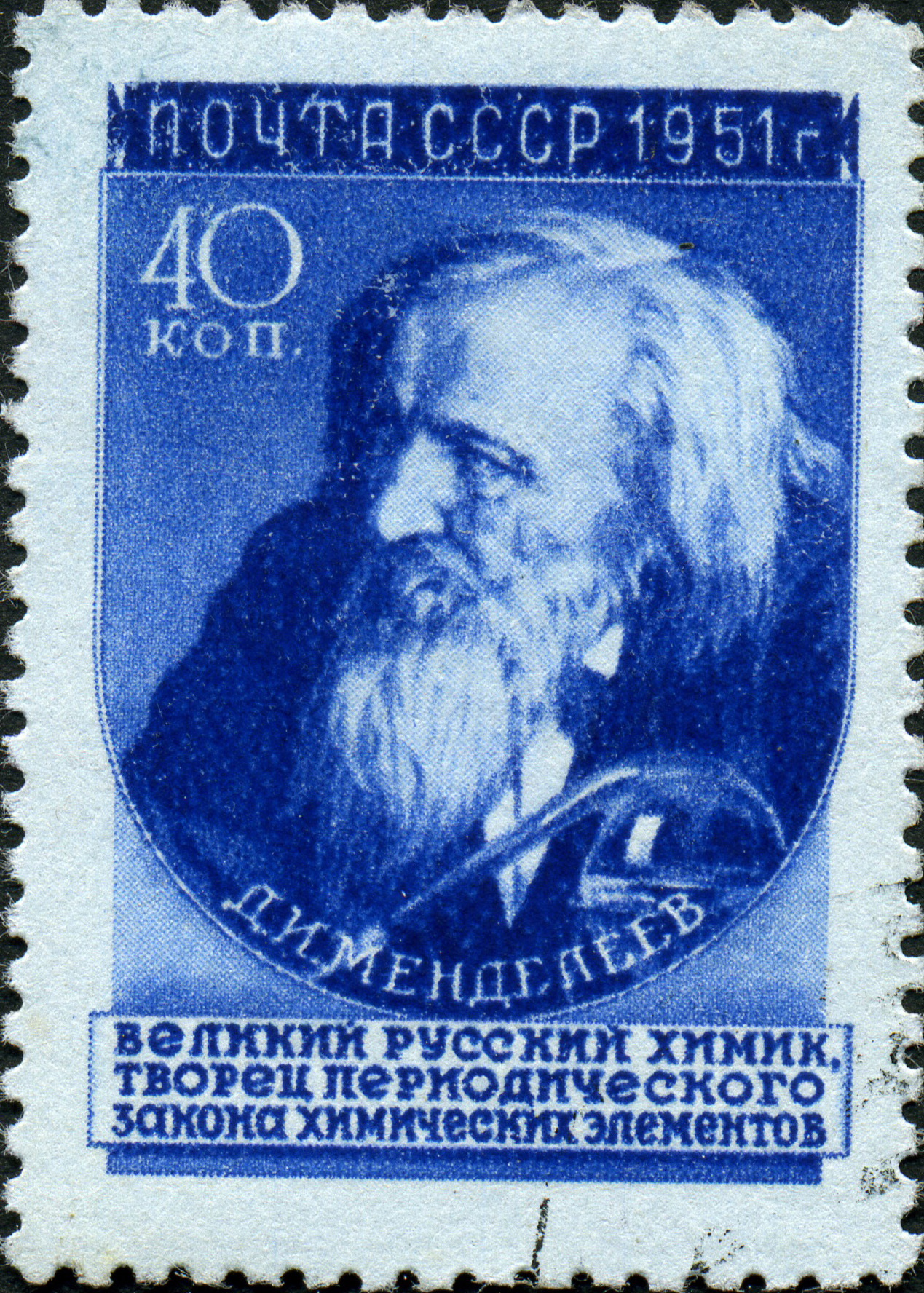
Почтовая марка СССР, 1951 год
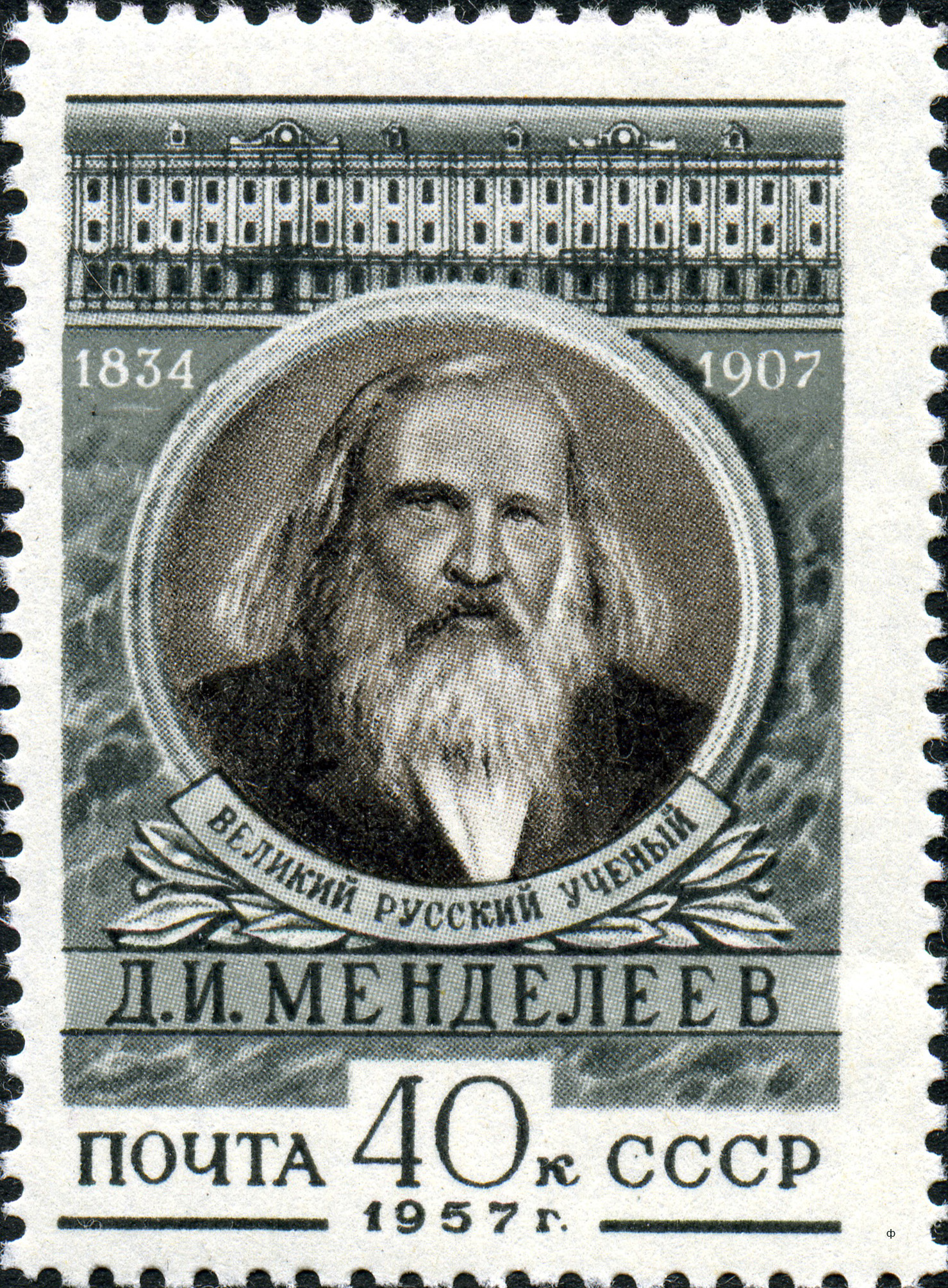
Почтовая марка СССР, 1957 год
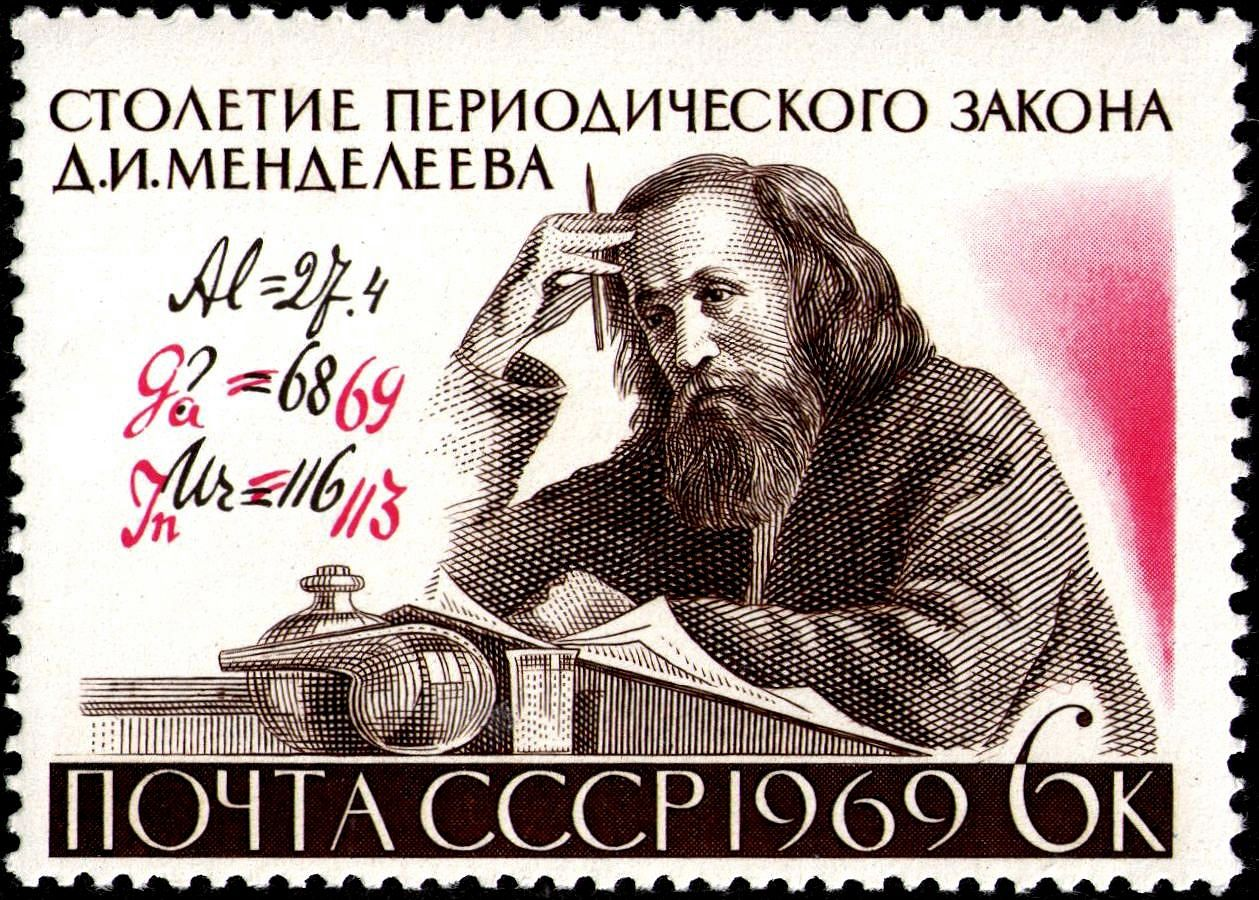
Почтовая марка СССР, 1969 год
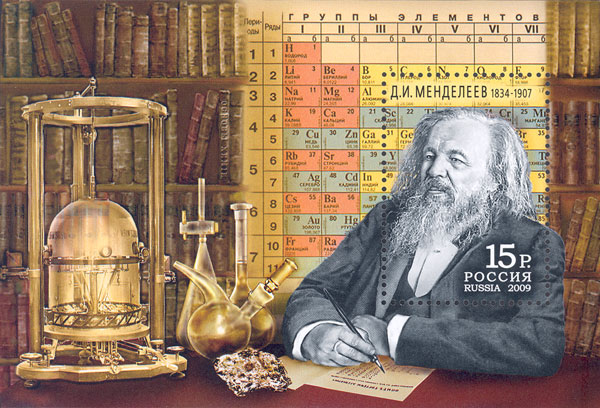
Почтовая марка России, 2009 год
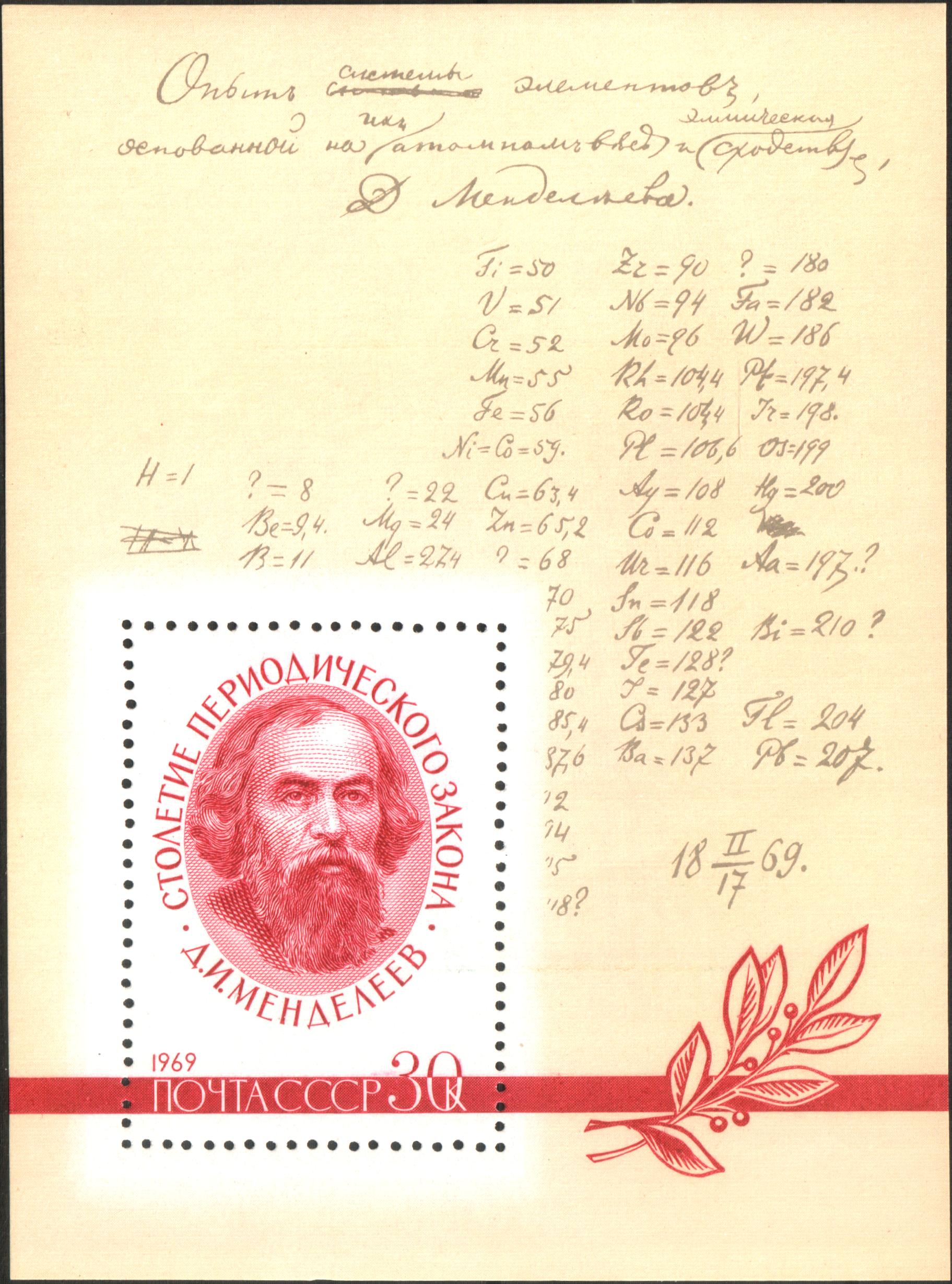
Почтовый блок в честь 100-летия открытия периодического закона
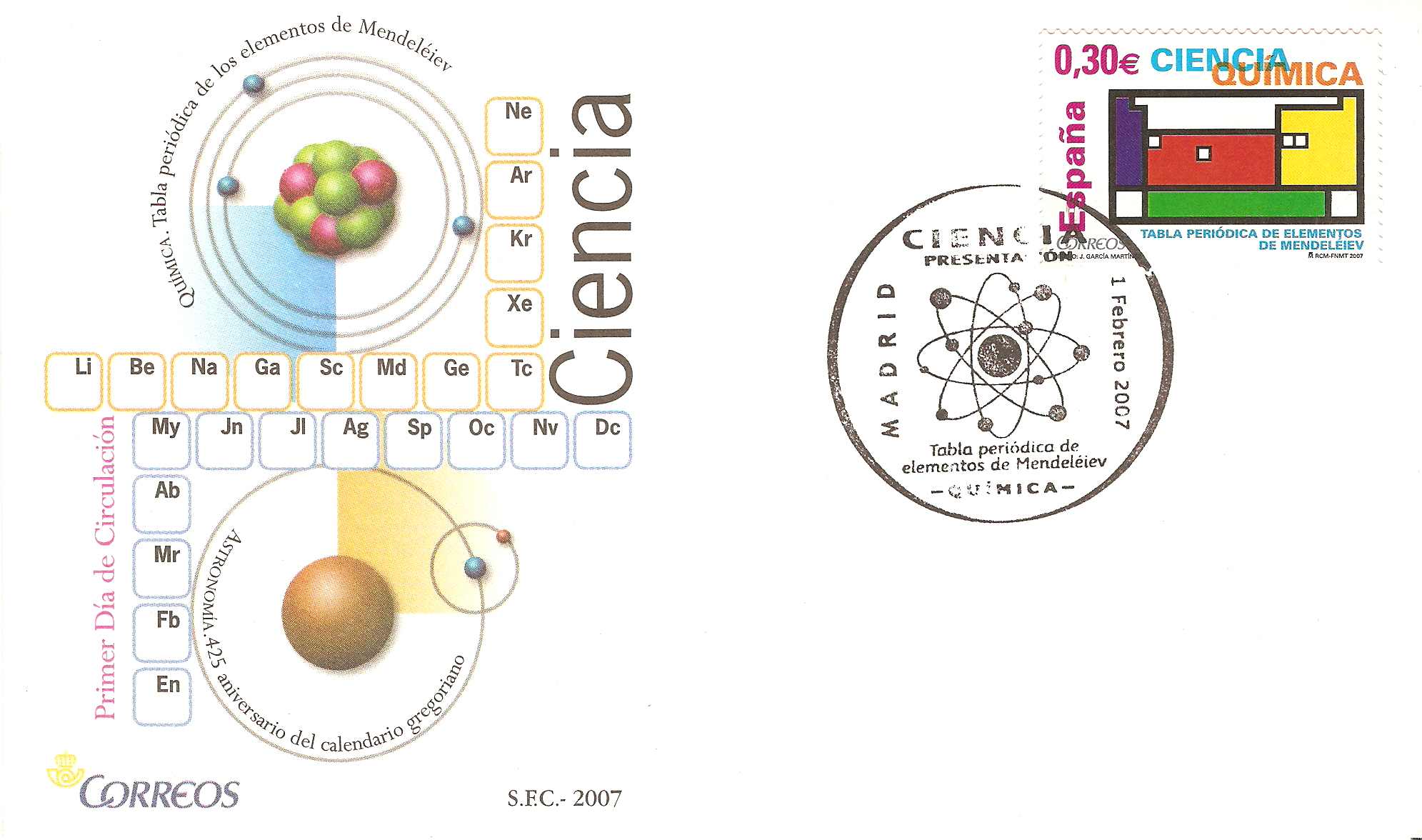
Конверт первого дня с маркой — к столетию кончины учёного (2007). Испания. На марке четырьмя разными цветами изображены s-, -p, d-, f- блоки периодической таблицы, дополнительно указаны 4 белых квадрата, символизирующих химические элементы, более лёгкие чем редкоземельные (галлий, скандий, германий и технеций), существование которых Дмитрий Менделеев предсказал в 1869 году[178].

Д. И. Менделеев также изображён на почтовой марке Болгарии 1984 года.

## Киновоплощение
- 1964 — «Казнены на рассвете…». В роли Дмитрия Менделеева — Владимир Честноков